# Monte Tombea
Il Monte Tombea (detto anche Gaza, Cresta dei Gai o Gai per la sola Cima) è una montagna delle Prealpi Bresciane e Gardesane alta 1950 metri sita in parte nel comune di Magasa e in parte in quello di Bondone ed è la seconda cima più alta del Parco regionale dell'Alto Garda Bresciano dopo il monte Caplone.

## Geografia fisica
Fa parte del gruppo montuoso che a sud del lago di Ledro si estende tra il lago d'Idro e il lago di Garda. A sud della cresta vi è la Val Vestino e lungo essa corre il confine fra il Trentino e la Lombardia che, fino al 1918, fu confine di Stato fra Italia e Austria. La montagna appartiene amministrativamente per la quasi totalità della sua estensione territoriale dal 1872 al comune di Magasa e solo per lo spartiacque posto a nord al comune di Bondone e Storo s
a NE. È un sito storico e botanico.

### Geologia

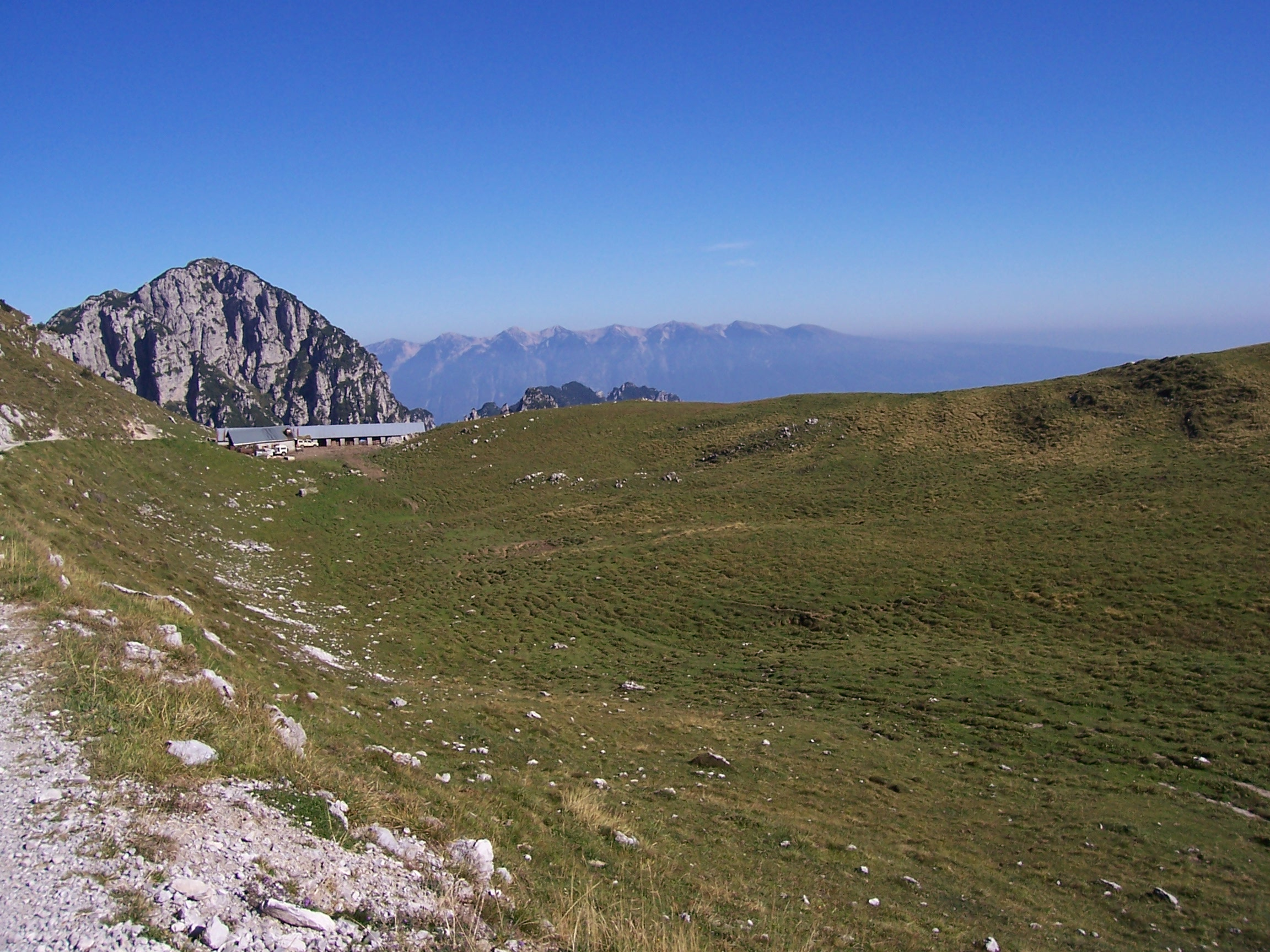
Malga Tombea e sullo sfondo il Monte Caplone

L'Impero austriaco nella seconda metà dell'Ottocento progettò e finanziò nell'ambito del Geologische Reichanstalt studi e ricerche geologiche nel Tirolo meridionale e nel Trentino parallelamente con i rilievi topografici e le prime carte catastali. Il Beneke negli anni sessanta percorse la Valle di Ledro e i monti ad ovest del lago di Garda descrivendo accuratamente i caratteri paleontologici delle dolomie triassiche della zona.. Tra il 1875 e il 1878 Karl Richard Lepsius svolse accurate ricerche stratografiche dedicando alcune pagine del suo libro alla geologia delle Alpi di Ledro e dei monti a sud dell'Ampola con studi di dettaglio della dolomia superiore dell'Alpo di Bondone, della Valle Lorina e del monte Caplone. E infine il responsabile del progetto austriaco Alexander Bittner pubblicò nel 1881 due fondamentali contributi sull'annuario del reale istituto di geologia.
Dopo la prima guerra mondiale il territorio trentino è divenuto territorio italiano. Ci sono gli studi di Cozzaglio degli anni 20 e di Mario Cadrobbi degli anni 50. Quest'ultimo ha continuato ad esplorare la natura delle intense deformazioni degli strati rocciosi. Solo negli anni settanta Alberto Castellarin dell'Università di Bologna e Alfredo Boni e Giuseppe Cassinis dell'Università di Pavia gettano le basi dell'attuale visione geologica del territorio. Distinguono le svariate formazioni rocciose individuando le successioni sedimentarie tipiche, chiariscono la complessa storia deformativa della regione geologica e individuano con precisione le grandi zone di frattura e deformazione della Linea delle Giudicarie, del Dosso del Vento-Val Trompia, e di Tremosine-Tignale, ricostruendone i movimenti nel corso del tempo geologico. Da questi studi è interessate notare come il monte Tombea e la zona circostante costituiscono una frazione particolare ed isolata di formazioni rocciose compresa fra le varie linee di movimento e deformazione.

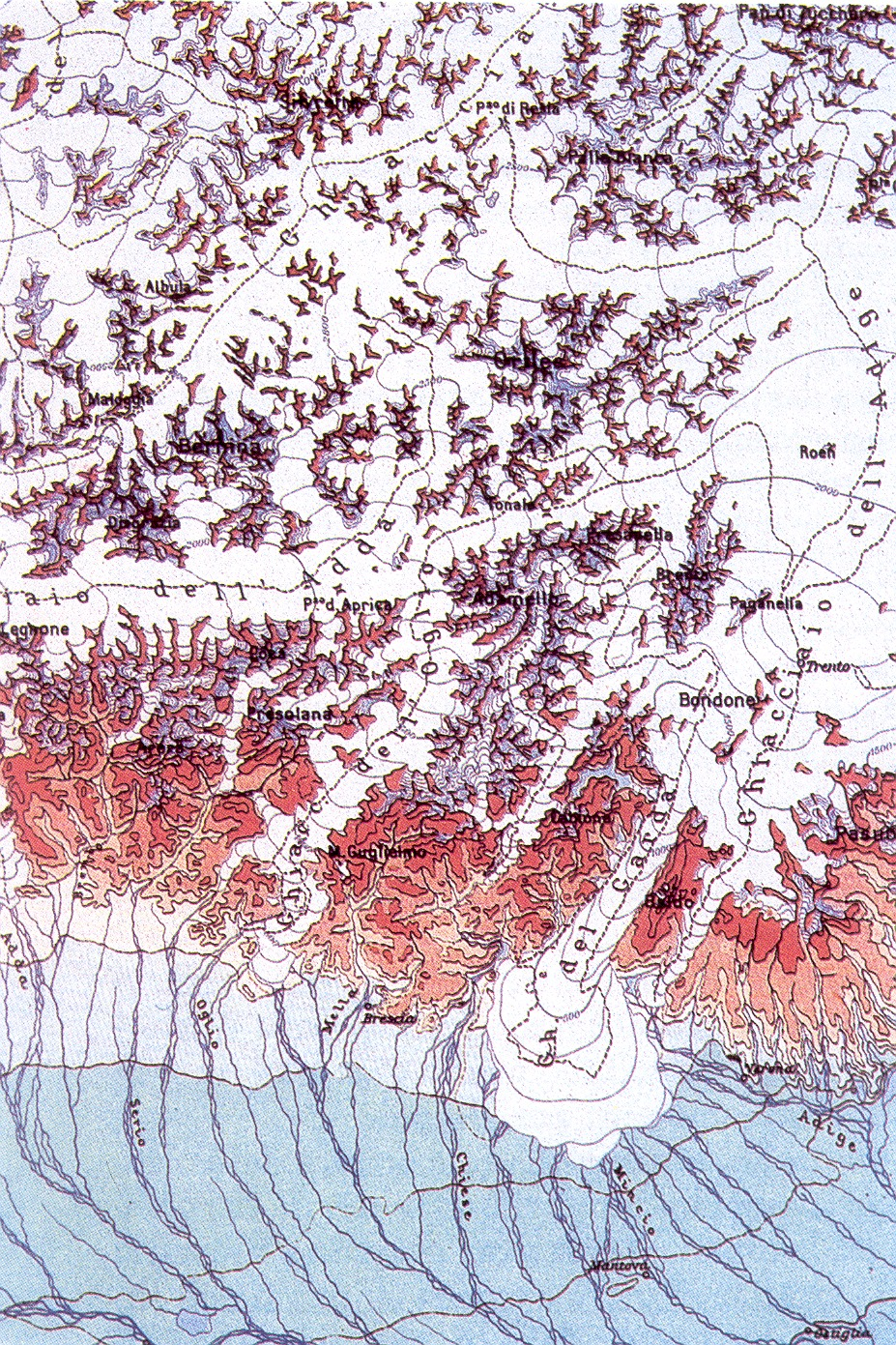
Tombea fra la lingua ghiacciata del Garda e quella dell'Adamello Idro

Durante le glaciazioni le Alpi venivano sommerse dai ghiacciai con spessore anche superiore ai 2000 metri ed emergevano soltanto le vette e le creste più elevate. Con l'ultima glaciazione denominata di Würm da 80.000 a 13.000 anni fa numerosi ghiacciai vallivi si diramavano dalla calotta alpina e si insinuavano nelle valli periferiche con lingue di ghiaccio che arrivavano a lambire la pianura. L'area del monte Tombea si trovava fra due principali vie di scorrimento dei ghiacciai quaternari: a oriente la valle del Sarca ospitava la lingua principale del ghiacciaio atesino che scendeva a formare quello che ora è il lago di Garda arrivando fino ai luoghi ove ora sorgono Peschiera del Garda e Desenzano. (Una ramificazione del ghiacciaio del Garda occupava la valle di Ledro e formava il lago omonimo.); e a occidente la valle del Chiese ospitava un ghiacciaio che scivolava dalla zona dell'Adamello. «Le aree non raggiunte dai ghiacciai perché troppo elevate nunatak costituivano spesso oasi di rifugio per molte specie vegetali. Alcune di esse diverrano specie endemiche, cioè specie la cui area di distribuzione è circoscritta a una zona ben definita. Il monte Tombea, assieme a molte altre cime del Trentino meridionale, era proprio una di queste zone rifugio e questo spiega la ricchezza di endemismi che lo caratterizzano»

## Origine del nome
L'origine del nome è dibattuto e secondo l'etimologia popolare o l'ipotesi avanzata da alcuni ricercatori prenderebbe erroneamente il nome dagli accumuli di terreno presenti sulla sua sommità, nella Piana degli Stor, che appaiono alla vista appunto come delle tombe, col significato quindi di monte delle tombe. Per altri invece l'etimologia è fuorviante poiché il toponimo sarebbe comune a quello della Valle Tombe nel comune di Idro, Valle delle Tombe a Vigolo e Tomblone, siti ambedue nel bergamasco, a quello più diffuso di Tombolo nel Veneto o alla località Tomba a Costasavina una frazione di Pergine Valsugana o ai due omonimi monte Tomba (868 m), teatro della Grande Guerra e al veronese monte Tomba (1765 m) e deriverebbe dal latino "tumulus", "tumba" o dal greco "tymba" col doppio significato sì di sepolcro, avello, tomba ma in questo caso anche quello di terreno sopraelevato, tumulo o collina, quindi Tombea significherebbe in questo caso monte-altura, è il monte per eccellenza, indicato dagli antichi locali.
Anticamente, secondo quanto scrisse nel 1856 il professore Bartolomeo Venturini di Magasa nella sua leggenda in sestine decasillabi: “Il monte Tombea”, era pure chiamato "Gaza", difatti anni prima nella sua nota pubblicazione del 1840 il geografo e cartografo Attilio Zuccagni-Orlandini citava il Monte anche col nome di Gazza, mentre le carte geografiche a partire da quella tirolese di Peter Anich del XVIII secolo, la stessa di Attilio Zuccagni-Orlandini denominata "Carta corografica del Tirolo italiano" del 1844 per finire a quelle più attuali dell'IGM, non sono completamente esaustive se non errate. Il toponimo Gazza o Gaza è frequentemente riscontrabile nel nord Italia: esiste un monte Gazza nel comune di Molveno, e un altro nel comune di Recoaro Terme e in altre svariate località. Gaza potrebbe derivare dalla voce cimbra "gias" che significa pascolo o dal longobardo "gas", "gazzo", "gajum", "ga-gium", gahagi o "gadlumche" che indicava il bosco sacro recintato in uso esclusivo agli arimanni, gli uomini liberi nella gerarchia longobarda, ma nel medioevo il significato prese forza nell'indicare un luogo di proprietà collettiva in cui era bandito il taglio e asporto del legname anche secco o il pascolo senza la necessaria autorizzazione comunitaria. Cima Tombea viene pure chiamata in loco Cresta dei Gai o Gai in quanto per alcuni il termine ha origine dalla morfologia del monte che assomiglia appunto ad una cresta di gallo o per altri dalla presenza stabile del gallo cedrone.
Il primo riferimento documentato riguardante il Monte è il toponimo "Caplongi", Caplone, indicante la Bocca di Cablone (1750 m), un valico del gruppo del Tombea. Esso compare nel settembre del 1301 in un atto di composizione della controversia fra le comunità di Bondone e Storo riguardante la definizione dei rispettivi confini sul monte Alpo per mandato di Nicolò di Storo, il vicario Odorico Badeca nella Pieve di Bono e Condino e di Pietrozoto di Lodrone. Si cita tra i vari confini un "termen curloni ad forçellam Cellongi, sicut vadit via per quam itur Vestinum", si fa riferimento alla Forcella Cellongi che conduce in Val Vestino e per errore nella trascrizione dell'amanuense non fu riportato il vero nome di "Caplongi", lo stesso del vicino monte Caplone.
Il toponimo Tombea compare per una prima volta il 5 settembre 1356 quando, a Storo, Pietro fu Bacchino da Moerna, a nome delle comunità di Val Vestino, Bollone e Magasa si accorda con Giovanni fu "Gualengo" e Frugerio fu "Casdole", in qualità di consoli della comunità di Storo, e con altri uomini della suddetta comunità, in merito ai diritti di pascolo sulla cima del monte Tombea e una seconda volta col termine di "Tombeda", in una pergamena del 21 agosto del 1405 quando fu stipulato un compromesso tra le comunità di Magasa, Armo, Persone, Moerna e Turano della Val Vestino con quella di Storo per stabilire i rispettivi confini sul monte Tombea.

## Storia

### Tra storia e leggende

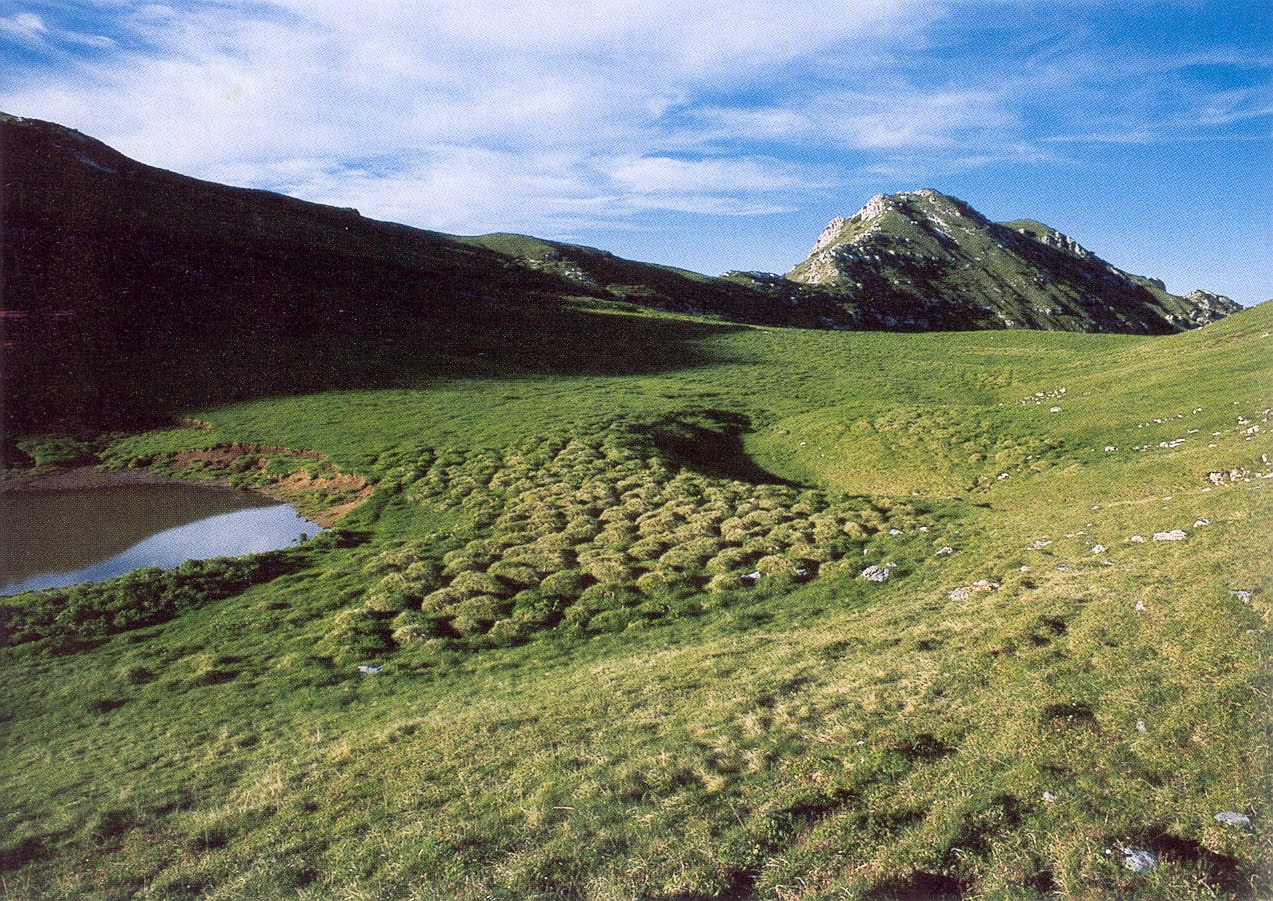
I tumuli di erba del monte Tombea da cui prenderebbe il nome e il Büs de Scongiüré (Pozzo degli Spergiuri o Scongiuri). Sullo sfondo Cima Tombea detta anche Cresta dei Gai.

A fine Ottocento, precisamente nel 1872, il monte Tombea fu acquistato dalla comunità di Magasa dal comune di Storo, ma è negli archivi di questo Comune e di Bondone che si conservano le pergamene dei primi secoli del secondo millennio che raccontano di liti fra gli storesi e i bondonesi per la contesa dei pascoli dell'Alpo.
In questo contesto storico sono fiorite anche leggende: una di queste narra di un pastore storese che sorpreso a pascolare sul versante meridionale del monte compì lo spergiuro: «giuro che questa montagna è sempre appartenuta ai miei avi, che questi pascoli spettano di diritto a me e nessun altro può impunemente condurvi le greggi. Chiamo a testimone di quanto asserisco Dio, il Sommo Giudice che sta nei cieli: se non è vero quanto affermo, che Egli mi sprofondi nelle viscere della terra in questo stesso istante». All'improvviso il cielo si oscurò, fulmini e tuoni orribili fecero tremare la terra che si aprì ad inghiottire lo sventurato impostore.
Tornato il sereno altri pastori videro attorno alla voragine ricoperta il terreno disseminato di carcasse delle pecore e dei cani e pietosamente li coprirono con terra e zolle. Quei tumuli restarono a perenne memoria del tremendo giudizio di Dio e da allora la gente chiamò quella montagna "Tombea" ossia «luogo delle tombe». «Sul versante meridionale della Tombea – quello di Val Vestino l'avvallamento a pascolo tra la cima in questione e, altro toponimo significativo, il Dosso delle Saette è disseminato di piccoli cumuli di pietrisco e terra ricoperti da cuscini di erbe che danno l'idea, a chi guarda da lontano, di greggi di pecore coricate o di piccoli cimiteri con fitti tumuli tombali e, tra queste greggi, nel bel mezzo del pascolo, si vede una depressione di tipo carsico.
In una pergamena del 27 dicembre del 1301 si parla di un accordo per l'uso di una sorgente nei pascoli dell'Alpo. Nel contesto di questa lite un'altra leggenda narra di un pastore storese che inventò uno stratagemma per allargare i suoi confini a scapito dei bondonesi: si riempì le calzature con terra della sua proprietà, poi una volta messo piede, anzi le scarpe, sul pascolo di Bondone poteva giurare che egli teneva i piedi sul suo terreno e che la terra che calpestava era proprio sua e, se giurava il falso, Dio lo sprofondasse immediatamente all'inferno. A forza di dimenarsi, gesticolare e pestare i piedi durante il giuramento, però, successe che la terra uscì tutta dalle sue calzature sgangherate tanto che sotto i suoi piedi non era rimasto proprio nulla di suo, e così spergiurando sprofondò all'inferno. A ricordo dell'evento ora rimane il Büs de Scongiüré (letteralmente come nel toponimo italiano «pozzo degli Scongiurati», in realtà da intendersi come «spergiuri»). Trattasi di un fenomeno di carsismo presente in quest'area. La cavità è tuttora inesplorata con l'imbocco parzialmente ostruito, ma secondo testimonianze del luogo sembrerebbe molto profonda.
La più lunga delle liti riguarda l'intera area a pascolo della val Lorina sul versante settentrionale del monte Tombea. La vicenda è raccontata nelle pagine di storia del comune di Storo. Nel 762 Desiderio fonda a Brescia il monastero di San Salvatore, detto poi di Santa Giulia, di cui fu prima badessa sua figlia Ansberga e fra l'altro assegna in dote una «grande e ricca selva sulle Alpi». Dal 1300 le monache del convento ritengono che la ricca selva sia da localizzare all'Alpo e in Val Lorina e così si susseguono liti e ricorsi che si compongono nel 1747 con un decreto dell'aulico imperiale consiglio di Vienna. La questione è durata 985 anni e a testimonianza storica esiste ora il comune catastale di Bondone-Storo amministrativamente compreso nel territorio del comune di Bondone contenente quattro particelle fondiarie di cui due di proprietà del comune di Storo e due di proprietà del comune di Bondone.

### L'ipotesi di un Giudizio di Dio per il possesso dei pascoli di malga Tombea
Una leggenda pubblicata nella metà dell’Ottocento, precisamente nel 1856, dallo scrittore Bartolomeo Venturini, sacerdote nativo di Magasa, intitolata "Il monte Tombea” edita a Rovereto, seguita nel 1883 da quella di Nepomuceno Bolognini intitolata “El prà de le pegre” e da altre di vari autori dei primi decenni del secolo scorso, tra queste spicca la trascrizione popolare di Gualtiero Laeng del 1915, tutte basate sul litigio per i possedimenti dei pascoli di pertinenza della malga Tombea con protagonisti due pastori, nelle versioni ora di Storo opposto a quello di Bondone, o di Storo contrapposto a quelli di Val Vestino oppure si racconta di un signore della nobile famiglia Lodron duellante con quello della nobile famiglia Bettoni di Gargnano, lascia supporre ad alcuni ricercatori che in antico fosse avvenuto in quei luoghi un "Giudizio di Dio" per il possesso di questo territorio montano tra le comunità di Storo-Bondone da una parte e quelle della Val Vestino dall'altra.
Gualtiero Laeng nell'estate del 1915, al servizio del Regio esercito italiano come cartografo e alpinista, entrò nell'austriaca Val Vestino, salì sul monte Tombea e raccolse tra la popolazione locale un racconto tradizionale che poi riportò così nella rivista del Touring club italiano: "La schiena del monte si presenta a piccoli e spessi ridossi, dall'aspetto di sepolture abbandonate, ricoperti di folta erba. Dice la leggenda, tuttora viva fra quei montanari, che in tempi lontani la proprietà e i diritti di questi pascoli erano fieramente contrastati fra i superbi conti di Lodrone (sopra Ponte Caffaro), signori delle vallate trentine di Ledro e delle Giudicarie, e i potenti conti Bettoni, dominanti in Gargnano, nella Valle di Vestino e località circostanti: che entrambe queste famiglie mandavano le loro gregge
a sfruttarli, ciò che era fonte continua di risse fra i pastori delle due case feudali. Venne allora deciso di rimettere la soluzione ad un «giudizio di Dio» da contendersi fra i buli delle due parti; giudizio che risultò favorevole ai Bettoni. Ma i fieri e prepotenti avversari non vollero quetarsi e s'intestarono di mandare egualmente e prepotentemente le lor gregge a pascolare sul Tombea, coi pastori armati e disposti a sostenere con la forza la prepotenza. Ma anche Dio, che era il più forte, voleva far rispettare la validità del suo giudizio. Alla prim'alba d'un bellissimo e caldo giorno d'estate i pastori dei Lodroni, armati e decisi, avviarono le gregge ai pascoli. Erano giunti sul culmine del monte, le pecore brucavano l'erbe fresche e rigogliose, i pastori stavano in vedetta dei perigli terrestri senza tener conto delle minacce del cielo. Questo si ricopri d'improvviso di scuri e torbidi nuvoloni che involsero repentinamente nelle tenebre più oscure ogni cosa. Terribile e devastatore si scatenò l'uragano: i lampi e i tuoni non davano tregua, la gragnuola cadeva fitta e la morte regnava sovrana in mezzo al turbinio. Quando lo spaventoso temporale ebbe fine e il sole ruppe le nubi, il dorso del Tombea presentò il più terribile e strano spettacolo. Pecore e pastori giacevano straziati, ammonticchiati confusamente. Per molti anni la catastrofe tenne lontani gli uomini dal monte; tutte quelle spoglie d'uomini e di bestie rimaste insepolte a poco a poco vennero ricoperte di detriti e di erbe ed assunsero l'aspetto attuale di monticoli rassomiglianti a sparse e vecchie sepolture d'un antico e abbandonato cimitero".
Altresì la leggenda del Tombea narra nel suo testo più noto che un certo Bertoldo un pastore di Storo, sorpreso da un pastore di Bondone a pascolare il proprio gregge sul versante meridionale di quel monte, spergiurò dinnanzi a Dio che quelle alte terre gli erano sempre appartenute. All'improvviso, fulmini e tuoni oscurarono il cielo e la terra inghiotti l'impostore lasciando di lui e del suo gregge solamente le carcasse poi ricoperte di terra e zolle da altri pastori. Profondi affossamenti carsici, detti Büs de Scongiüré (Pozzo degli Spergiuri o Scongiuri), e tumuli di terreno restarono a perenne memoria del tremendo "Giudizio di Dio", tanto che da quel giorno la gente chiamò quella montagna Tombea, ossia il luogo delle tombe.
In quei tempi antichi, nei quali la legge era apertamente la forza, e con questa si decidevano comunemente litigi e pretese di difficile soluzione, era previsto che in certi casi l'ultima ragione fosse affidata ai "Giudizi di Dio", un'antica pratica giuridica di origine germanica, secondo la quale l'innocenza o la colpevolezza dell'accusato venivano determinate sottoponendolo ad una prova dolorosa o a un duello. Nei contrasti di confini, di pascoli, di diritti di passo ed altro, interessanti popoli e comunità, si risolvevano generalmente in un duello a morte fra due campioni, come allora si chiamavano, scelti ognuno dalla parte interessata, alla quale dava ragione la vittoria del proprio campione. Se ne ricordano molti di questi giudizi, specialmente invocati e praticati dalle comunità per stabilire confini e diritti di pascolo e il più antico documentato in Trentino risale al 6 giugno 1155 per il possesso della malga Movlina tra i due campioni dei "vicini" di Giustino nella Val Rendena e quelli della pieve di Bleggio Inferiore in presenza del vescovo di Trento, Eberardo e dei suoi vassalli. Dove cadeva il campione, la località veniva segnata da una rozza pietra, e i patti, si ritenevano, suggellati col sangue del caduto.
Le prime notizie storiche sulle composizioni confinarie delle comunità risalgono al 5 settembre 1356 quando, a Storo, Pietro fu Bacchino da Moerna, a nome delle comunità di Val Vestino, Bollone e Magasa si accorda con Giovanni fu "Gualengo" e Frugerio fu "Casdole", in qualità di consoli della comunità di Storo, e con altri uomini della suddetta comunità, in merito ai diritti di pascolo sulla cima del monte Tombea e una seconda volta col termine di "Tombeda", in una pergamena del 21 agosto del 1405 quando fu stipulato un compromesso tra le comunità di Magasa, Armo, Persone, Moerna e Turano della Val Vestino, feudo della famiglia Lodron rappresentata dal nobile Pietro fu Pardide, con quella di Storo per stabilire i rispettivi confini sul monte Tombea. Nella lite i "vicini" di Storo dichiararono che il monte apparteneva ad essi di diritto in quanto sostenevano di averlo pascolato per oltre cento anni continui con i loro armenti senza nessun disturbo o contestazione alcuna, mentre quelli di Val Vestino si opponevano con forza a quanto sostenuto dagli storesi reclamando a loro volta la proprietà dei pascoli. La controversia fu risolta da un compromesso arbitrale, oggi non documentato, che assegnò da quel periodo fino a fine Ottocento la sommità del Monte alla comunità di Storo. A riprova dei fatti il pianoro è tuttora chiamato Piana degli Stor, mentre al comune di Magasa spettò il versante posto a sud ove edificherà il ricovero della malga di alpeggio in località Casenèch. Negli anni a venire malga Tombea fu più volte affittata agli stessi pastori di Magasa e nel 1805 lo fu per 70 troni. Nel 1882 la comunità di Storo dovette vendere per far fronte ai numerosi debiti contratti alcune malghe, tra queste quella di Tombea alla comunità di Magasa, acquistata il 21 novembre 1886 dalla Congregazione di Carità per fiorini imperiali 480: venditore fu Giampietro Tonini fu Francesco, di Storo, e acquirenti, per il predetto ente, don Matteo Gottardi, vicario curaziale di Magasa, e Angelo Stefani, capocomune.

### 1405, il compromesso arbitrale fra la comunità di Storo e quelle di Magasa, Armo, Persone, Moerna e Turano nella Val Vestino causa la lite per i rispettivi confini del monte Tombea
Nel XV secolo è documentata per la prima volta la lite scaturita fra le comunità di Val Vestino, esclusa quella di Bollone, con quella di Storo per lo sfruttamento, possesso e utilizzo dei pascoli d'alpeggio di malga Tombea. Il documento consistente in una pergamena, scritta in latino, conservata presso l'archivio storico del comune di Storo, fu copiato, tradotto e pubblicato dal ricercatore Franco Bianchini nel 2009 e riportato nelle sue parti essenziali da Michele Bella nel 2020. Al centro della discordia vi era la delimitazione del "confine" montano riconducibile con molta probabilità alla zona della conca pascoliva con la sua preziosa pozza d'abbeverata compresa tra il Dosso delle Saette e Cima Tombea, detta la Piana degli Stor, e più a ovest la prateria verso la Valle delle Fontane e la Bocca di Cablone. In quei tempi, a quanto sembra, non era stato mai definito legalmente a chi appartenesse quel territorio, nessun cippo era stato collocato e la conoscenza dei luoghi era basata sull'usanza e la tradizione orale dei contadini sedimentatasi nel tempo. Le praterie delle comunità valvestinesi erano a quel tempo assai ridotte e le sole malghe Corva, Alvezza, Bait, Selvabella e Piombino non erano sufficienti a soddisfare i bisogni degli allevatori e queste "erbe" d'alta quota erano fondamentali per la sopravvivenza delle comunità rurali locali che necessitavano di ulteriori pascoli ove condurre in estate, dai primi di luglio a circa il 10 agosto, le proprie mandrie. Non si conoscono le cifre esatte dei capi di bestiame di quel secolo, ma una stima del 1946 rende noto che i malghesi potevano disporre per la sola monticazione del monte di circa 180 capi di mucche da latte e manze, terminato il periodo della malga il prativo veniva occupato dal bestiame minuto, capre e pecore, presente nell'alpeggio della Valle di Campei.
La controversia iniziò venerdì 21 agosto del 1405 nella contrada Villa di Condino sulla piazza Pagne "nei pressi della casa comunale presenti il maestro fabbro Glisente del fu maestro fabbro Guglielmo, Giovanni detto Mondinello figlio del fu Mondino, Antonio figlio di Giovanni detto Mazzucchino del fu Picino, tutti costoro della contrada Sàssolo della detta Pieve di Condino; Condinello figlio del fu Zanino detto Mazzola di detta contrada di sotto della soprascritta terra di Condino, ed Antonio detto Rosso, messo pubblico del fu Canale della villa di Por della Pieve di Bono, ora residente nella villa di Valèr della detta Pieve di Bono e predetta diocesi di Trento e molti altri testimoni convocati e richiesti" si unirono in presenza dei due procuratori delle comunità in causa per discutere e cercare un compromesso arbitrale definitivo che ponesse termine alla lite dei confini montani. Il notaio Pietro del fu notaio Franceschino di Isera, cittadino di Trento e abitante nella villa di Stenico delle Valli Giudicarie, con la collaborazione del notaio Paolo, stilò un documento su pergamena, identificando innanzi tutto presenti, valutando i loro mandati e i documenti prodotti dalle parti.
La comunità di Storo era rappresentata da Benvenuto detto “Greco” figlio del fu Bertolino della villa di Storo, "legittimo ed abilitato sindico-procuratore e gestore degli interessi degli uomini e persone nonché della comunità ed universalità di detta villa di Storo, con documento pubblico redatto di mano e con segno notarile di Bartolomeo del fu notaio Paolo della contrada Levì (o Levìdo) della Pieve di Bono, pubblico notaio di licenza imperiale, agente e richiedente da una parte"; mentre quella della Val Vestino da Giovannino del fu Domenico della terra di Turano della Valle di Vestino della diocesi di Trento, "abilitato sindico-procuratore e gestore degli interessi degli uomini e persone nonché della comunità ed universalità delle ville di Magasa, Armo, Persone, Turano e Moerna di detta Valle di Vestino, con documento pubblico redatto di mano e con segno notarile di Franceschino del fu Giovannino fu Martino della terra di Navazzo del Comune di Gargano delle Riviera del Lago di Garda della diocesi di Brescia, agente in sua difesa dall’altra parte". La questione esposta era prettamente confinaria, costoro infatti dichiarano pubblicamente "di voler giungere alla concordia e dovuta risoluzione e pacificazione della lite a lungo vertente fra i predetti uomini e persone e comunità delle terre di Magasa, Armo, Persone, Turano e Moerna della soprascritta Valle di Vestino ed al fine di evitare spese ed eliminare e mitigare danni, scandali, risse e discordie, per il bene della pace e della concordia, affinché perpetuamente e vicendevolmente regni fra le dette parti l’amore, a proposito della lite e questione del monte denominato Tombea situato ed ubicato nei territori e fra i monti e confini degli uomini e delle comunità di dette terre di Magasa, Armo, Persone, Turano e Moerna della soprascritta Valle di Vestino da una parte, ed i monti e confini della comunità ed università della detta terra di Storo dall’altra, poiché a mattina ed a settentrione confinano gli uomini e le persone della Valle di Vestino, ed a mezzogiorno ed a sera confinano gli uomini e persone della detta terra di Storo, la quale lite era la seguente".
Entrambi i procuratori portarono a sostegno delle loro affermazioni testimoni che sostenevano, basandosi sulle antiche tradizioni e consuetudini, che il territorio spettava da tempi immemori a questa o a quell'altra comunità, ma nessun documento scritto fu prodotto a loro favore che permettesse di dimostrare con certezza la proprietà. Infatti Benvenuto detto “Greco” dichiarò che il monte di Tombea, situato ed insistente fra i suddetti confini e con tutte le sue competenti adiacenze e confinanze, spettava di diritto agli uomini della terra di Storo, e "che lui stesso e gli uomini della comunità di Storo, così come i loro predecessori, già da 10, 20, 30, 50, 80 e 100 anni ed oltre, da non esservi alcuna memoria in contrario, con ogni genere di armenti detti uomini pascolarono sul monte denominato Tombea come territorio di loro libera proprietà, senza alcuna molestia, disturbo o contraddizione da parte degli uomini e persone delle comunità ed universalità delle predette terre di Magasa, Armo, Persone, Turano e Moerna".
Altresì Giovannino del fu Domenico della terra di Turano prontamente ribatté negando la ricostruzione narrata da Benvenuto detto “Greco” e asserì che il monte Tombea nella sua totalità, con tutte le sue adiacenze e confinanze, spettava di diritto esclusivamente agli uomini delle comunità di Magasa, Armo, Persone, Turano e Moerna ed in nessun altro modo agli uomini di Storo. Vista la divergenza tra le parti, la soluzione migliore per definire la controversia parve a tutti i presenti l'arbitramento. Con questo tipo di contratto le due parti litiganti devolvevano la risoluzione della contesa al giudizio di una o più persone scelte liberamente. Quindi i due "sindaci" nominarono alcuni pacificatori chiamati pure arbitri, definitori o probiviri.
Benvenuto detto “Greco” scelse, nominò e completamente si affidò a Giacomo figlio del fu Giovannino della terra di Agrone della Pieve di Bono, Giovanni detto Pìzolo, residente nella contrada di Condino, al figlio del fu Guglielmo detto “Pantera” di Locca della Valle di Ledro della diocesi di Trento ed un tempo residente nella terra di Por, il notaio Giacomo della terra di Comighello della Pieve del Bleggio, ed il notaio Giovanni del fu notaio Domenico di Condino. Giovannino fu Domenico scelse, nominò e completamente si affidò a Picino del fu ser Silvestro detto “Toso” della terra di Por, Franceschino fu ser Giovannino della detta terra di Agrone, Giovanni fu ser Manfredino della terra di Fontanedo della Pieve di Bono e Giovanni figlio di Pizino detto “Regia” fu Zanino della contrada di Sàssolo della Pieve di Condino.
Gli arbitri furono investiti dell'autorità "di ascoltare le parti, decidere, definire, giudicare, sentenziare e promulgare, ovvero di disporre e giudicare con relative disposizioni, sentenze e di imporre di non opporsi e ricorrere su quanto deciso e sentenziato in alcuna sede di giudizio, con documenti scritti o senza in qualsiasi sede giuridica, sempre ed in ogni luogo, sia con le pareti avverse presenti o assenti su quanto richiesto e successivamente solennemente deliberato. Ragion per cui le suddette parti in causa convennero di obbedire ed in toto osservare quanto sarà prescritto nelle loro sentenze di qualunque contenuto ed in qualunque sede giudiziale". 
Fu stabilito che in caso di non osservanza dell'accordo l'applicazione di una ammenda di 200 ducati da versare metà alla camera fiscale del principe vescovo di Trento e l’altra metà al nobile Pietro Lodron "signore generale di dette terre di Magasa, Armo, Persone, Moerna e Turano della Valle di Vestino". Inoltre le parti contraenti si impegnarono di rifondere tutti i danni causati e le spese sostenute con relativi interessi in caso di condanna in sede giudiziale garantendo la quantità di denaro stimata con un'ipoteca di tutti i beni personali in loro possesso, presenti e futuri, e quelli della rispettive comunità.
Al termine Benvenuto detto “Greco” e Giovannino fu Domenico giurarono con tocco di mano sulle sacre scritture di osservare tutte le suddette deliberazioni e chiesero al notaio di stilare un pubblico documento da consegnare ad entrambe le singole parti contendenti.
Fungevano da giudici di appello il nobile Pietro del fu Paride di Lodrone, "quale signore generale degli uomini e persone delle comunità ed università delle terre di Magasa, Armo, Persone, Moerna e Turano della Valle di Vestino e l’onorabile signor Matteo, notaio e cittadino di Trento ed assessore del nobile Erasmo di Thun in Val di Non, vicario generale nelle Giudicarie per conto del principe vescovo di Trento Giorgio nonché generale signore e pastore degli uomini e della comunità di Storo".

### 1511, la grande divisione di pascoli e boschi dei monti Camiolo, Tombea, Dos di Sas e della costa di Ve
Lo studio compiuto da don Mario Trebeschi, ex parroco di Limone del Garda, di una sgualcita e a tratti illeggibile pergamena conservata presso l’Archivio Parrocchiale di Magasa, portò a conoscenza dell’intensivo sfruttamento dei pascoli d’alpeggio, dei boschi, delle acque torrentizie in Val Vestino che fu spesso causa di interminabili e astiose liti fra le sei comunità. In special modo nelle zone contese dei monti Tombea e Camiolo; ognuna di esse rivendicava, più o meno fortemente, antichi diritti di possesso o transito, con il risultato che il normale e corretto uso veniva compromesso da continui sconfinamenti di mandrie e tagli abusivi di legname. Pertanto agli inizi del Cinquecento, onde evitare guai peggiori, si arrivò in due fasi successive con l’arbitrariato autorevole dei conti Lodron ad una spartizione di questi luoghi tra le varie ville o “communelli”. Infatti questi giocarono un ruolo attivo nella vicenda, persuadendo energicamente le comunità alla definitiva risoluzione del problema con la sottoscrizione di un accordo che fosse il più equilibrato possibile, tanto da soddisfare completamente ed in maniera definitiva le esigenti richieste delle numerose parti in causa. Il 5 luglio del 1502 il notaio Delaido Cadenelli della Valle di Scalve redigeva a Turano sotto il portico adibito a cucina della casa di un tale Giovanni, un atto di composizione tra Armo e Magasa per lo sfruttamento consensuale della confinante valle di Cablone (nel documento Camlone, situata sotto il monte Cortina). Erano presenti i deputati di Armo: Bartolomeo, figlio di Faustino, e Stefenello, figlio di Lorenzo; per Magasa: Antoniolo, figlio di Giovanni Zeni, e Viano, figlio di Giovanni Bertolina. Fungevano da giudici d’appello i conti Francesco, Bernardino e Paride, figli del sopra menzionato Giorgio, passati alla storia delle cronache locali di quei tempi, come uomini dotati di una ferocia sanguinaria. Il 31 ottobre del 1511 nella canonica della chiesa di San Giovanni Battista di Turano, Bartolomeo, figlio del defunto Stefanino Bertanini di Villavetro, notaio pubblico per autorità imperiale, stipulava il documento della più grande divisione terriera mai avvenuta in Valle, oltre un terzo del suo territorio ne era interessato. Un primo accordo era già stato stipulato il 5 settembre del 1509 dal notaio Girolamo Morani su imbreviature del notaio Giovan Pietro Samuelli di Liano, ma in seguito all’intervento di alcune variazioni si era preferito, su invito dei conti Bernardino e Paride, revisionare completamente il tutto e procedere così ad una nuova spartizione. Alla presenza del conte Bartolomeo, figlio del defunto Bernardino, venivano radunati come testimoni il parroco Bernardino, figlio del defunto Tommaso Bertolini, Francesco, figlio di Bernardino Piccini, tutti e due di Gargnano, il bergamasco Bettino, figlio del defunto Luca de Medici di San Pellegrino, tre procuratori per ogni Comune, ad eccezione di quello di Bollone che non faceva parte della contesa (per Magasa presenziavano Zeno figlio del defunto Giovanni Zeni, Pietro Andrei, Viano Bertolini), e si procedeva solennemente alla divisione dei beni spettanti ad ogni singolo paese. A Magasa veniva attribuita la proprietà del monte Tombea fino ai prati di Fondo comprendendo l’area di pertinenza della malga Alvezza e l’esclusiva di tutti i diritti di transito; una parte di territorio boscoso sulla Cima Gusaur e sul dosso delle Apene a Camiolo, in compenso pagava 400 lire planet alle altre comunità come ricompensa dei danni patiti per la privazione dei sopraddetti passaggi montani. Alcune clausole stabilivano espressamente che il ponte di Nangone (Vangone o Nangù nella parlata locale) doveva essere di uso comune e che lungo il greto del torrente Toscolano si poteva pascolare liberamente il bestiame e usarne l’acqua per alimentare i meccanismi idraulici degli opifici. Al contrario il pascolo e il taglio abusivo di piante veniva punito severamente con una multa di 10 soldi per ogni infrazione commessa. 
Alla fine dopo aver riletto il capitolato, tutti i contraenti dichiaravano di aver piena conoscenza delle parti di beni avute in loro possesso, di riconoscere che la divisione attuata era imparziale e di osservare rispettosamente gli statuti, gli ordini, le provvisioni e i decreti dei conti Lodron, signori della comunità di Lodrone e di quelle di Val Vestino. Poi i rappresentanti di Armo, Magasa, Moerna, Persone e Turano giuravano, avanti il conte Bartolomeo Lodron, toccando i santi vangeli, di non contraffarre e contravvenire la presente divisione terriera e, con il loro atto, si sottoponevano al giudizio del foro ecclesiastico e ai sacri canoni di Calcedonia.

### 1866. Un garibaldino perso sui monti
Scoppiata la guerra con l'impero austriaco nel giugno del 1866, il tenente colonnello Pietro Spinazzi di Parma e comandante del 2º Reggimento Volontari Italiani, occupata la Val Vestino e presidiata Magasa e Cima Rest, il 12 luglio ricevette l'ordine perentorio dal generale Giuseppe Garibaldi di attaccare alle spalle il forte d'Ampola e sbarrare così la strada che sale da Storo a Bezzecca scendendo dal Monte lungo il versante nord del monte Alpo di Bondone. Da questo momento, l'ufficiale si dimostrò titubante in ogni azione da intraprendere, disattese gli ordini ricevuti e sfiancò i suoi uomini in marce estenuanti nella valle di Campei per ascendere alla Bocca e al Monte, infilò la colonna nel budello della Valle di Lorina e, atterrito dall'asprezza della natura dei luoghi, fece retromarcia e riparò più a nord con quasi tutto il Reggimento sul monte Nota, oltre le linee italiane, in attesa degli eventi.
Giuseppe Garibaldi impegnato nei combattimenti in fondo valle: all'assedio del Forte d'Ampola e il 21 luglio nella battaglia di Bezzecca, attese inutilmente l'aiuto provvidenziale dei suoi uomini, ma a fine guerra deferì il colonnello Spinazzi alla corte marziale di Brescia.

### L'escursione della sezione bresciana del Club Alpino Italiano del 1875
La sezione del CAI di Brescia fu fondata nel 1874 con il particolare oggetto di "promuovere le escursioni in montagna, specialmente su quella bresciana, e di farne conoscere le particolarità così dal lato scientifico, quanto dal lato storico ed artistico". Così nell'agosto del 1875 promosse un'escursione nelle Alpi centrali, dalla Val Camonica al Lago di Garda, ascendendo on una giornata le vette del monte Caplone e del monte Tombea, partendo da Storo e attraversando la val di Lorina fino a Magasa per poi scendere sulle sponde del lago di Garda a Gargnano, seguì così il percorso tracciato dai primi botanici e poi descritto dall'alpinista John Ball nella sua famosa guida nel 1864. Vi parteciparono i soci alpinisti, il dottor Piero Capettini, notaio, il maestro Alfonso, il cav. Alessandro Daziario di Pietroburgo e il cav. Edoardo Mariani di Biella che ne riportò notizia nel Bollettino del Club Alpino Italiano descrivendo i luoghi e la natura.
Scrisse tra l'altro sull'ascesa al monte Caplone: "Alle ore 2,15 eravamo al passo del Caplone, che divide val Lorina da val Vestino, e pigliataci vaghezza di salire sulla vetta del monte, che sta di guardia al passo, avevamo dinnanzi a noi e ai piedi la ridente valletta del Caplone suddetto, più in giù l'intiera val Vestino, a destra la parte superiore del lago d'Idro, ed in alto a mezza costa appariva piccolo punto bianco sulla destra del lago, la rocca d'Anfo sentinella avanzata. Scorgesi pure in quella direzione monte Suello, ove ebbe luogo il fatto d'armi del 2 luglio 1866 fra gli austriaci e i volontari di Garibaldi, ed il sottostante comune di Bagolino nominato pel suo cacio che in tutto eguaglia quello del Lodigiano. In faccia a noi il monte Denervo e il sottostante monte Vesta, che dà il nome alla Valle; più a sinistra vedevamo ergersi la parte inferiore della catena del Baldo colla punta massima denominata Monte Maggiore, in attenzione di una nostra visita, e la parte inferiore del lago di Garda dalla superficie levigata come specchio, non che in lontananza l'elevata valle del Pizzocolo, che s'innalza a destra di val di Toscolano verso il basso della valle.".
A Magasa i tre viaggiatori sostarono presso l'abitazione del professore don Bartolomeo Venturini riprendendo il cammino alla volta di Gargnano passando dal Fornello e dalla Costa.

### I primi giorni della Grande Guerra. L'avanzata dei bersaglieri italiani
Cima Gusaur e Cima Manga in Val Vestino facevano parte fin dall'inizio della Grande Guerra dell'Impero Austro-Ungarico e furono conquistate dai bersaglieri italiani della VIª Divisione del III Corpo d'Armata di Brescia del 7º Reggimento nel primo giorno del conflitto, il 24 maggio 1915, sotto la pioggia. In vista dell’entrata in guerra del Regno di Italia contro l’Impero austro-ungarico, il Reggimento fu mobilitato sull’Alto Garda occidentale, inquadrato nella 6ª Divisione di fanteria del III Corpo d’Armata ed era composto dai Battaglioni 8°, 10° e 11° bis con l'ordine di raggiungere in territorio ostile la prima linea Cima Gusaner (Cima Gusaur)-Cadria e poi quella Bocca di Cablone-Cima Tombea-Monte Caplone a nord.
Il 20 maggio i tre Battaglioni del Reggimento raggiunsero Liano e Costa di Gargnano, Gardola a Tignale e Passo Puria a Tremosine in attesa dell’ordine di avanzata verso la Val Vestino. Il 24 maggio i bersaglieri avanzarono da Droane verso Bocca alla Croce sul monte Camiolo, Cima Gusaur e l'abitato di Cadria, disponendosi sulla linea che da monte Puria va a Dosso da Crus passando per Monte Caplone, Bocca alla Croce e Cima Gusaur.
Lo stesso 24 maggio, da Cadria, il comandante, il colonnello Gianni Metello, segnalò al Comando del Sottosettore delle Giudicarie che non si trovavano traccia, né si sapeva, di lavori realizzati in Valle dal nemico, le cui truppe si erano ritirate su posizioni tattiche al di là di Val di Ledro. Evidenziava che nella zona, priva di risorse, con soltanto vecchi, donne e fanciulli, si soffriva la fame. Il giorno seguente raggiunsero il monte Caplone ed il monte Tombea senza incontrare resistenza.
Lorenzo Gigli, giornalista, inviato speciale al seguito dell'avanzata del regio esercito italiano scrisse: "L'avanzata si è svolta assai pacificamente sulla strada delle Giudicarie; e uguale esito ebbe l'occupazione della zona tra il Garda e il lago d'Idro (valle di Vestino) dove furono conquistati senza combattere i paesi di Moerna, Magasa, Turano e Bolone. Le popolazioni hanno accolto assai festosamente i liberatori; i vecchi, le donne e i bambini (chè uomini validi non se ne trova no più) sono usciti incontro con grande gioia: i soldati italiani!
Gli austriaci, prima di andarsene, li avevano descritti come orde desiderose di vendetta. Ed ecco, invece, se ne venivano senza sparare un colpo di fucile... A Magasa un piccolo Comune della valle di Vestino i nostri entrarono senza resistenza. Trovarono però tutte le case chiuse. L'unica persona del paese che si poté vedere fu una vecchia. Le chiesero: "Sei contenta che siano venuti gli italiani?". La vecchia esitò e poi rispose con voce velata dalla paura: "E se quelli tornassero?". «Quelli», naturalmente, sono gli austriaci. Non torneranno più. Ma hanno lasciato in questi disgraziati superstiti un tale ricordo, che non osano ancora credere possibile la liberazione e si trattengono dall'esprimere apertamente la loro gioia pel timore di possibili rappresaglie. L'opera del clero trentino ha contribuito a creare e ad accrescere questo smisurato timore. Salvo rare eccezioni (nobilissima quella del principe vescovo di Trento, imprigionato dagli austriaci), i preti trentini sono i più saldi propagandisti dell'Austria. Un ufficiale mi diceva: "Appena entriamo in un paese conquistato, la prima persona che catturiamo è il prete. Ne vennero finora presi molti. È una specie di misura preventiva...".
Il 27 maggio occuparono più a nord Cima spessa e Dosso dell’Orso, da dove potevano controllare la Val d’Ampola, e il 2 giugno Costone Santa Croce, Casetta Zecchini sul monte Calva, monte Tremalzo e Bocchetta di Val Marza. Il 15 giugno si disposero tra Santa Croce, Casetta Zecchini, Corno Marogna e Passo Gattum; il 1º luglio tra Malga Tremalzo, Corno Marogna, Bocchetta di Val Marza, Corno spesso, Malga Alta Val Schinchea e Costone Santa Croce. Il 22 ottobre il 10º Battaglione entrò in Bezzecca, Pieve di Ledro e Locca, mentre l’11° bis si dispose sul monte Tremalzo. Nel 1916 furono gli ultimi giorni di presenza dei bersaglieri sul fronte della Val di Ledro: tra il 7 e il 9 novembre i battaglioni arretrarono a Storo e di là a Vobarno per proseguire poi in treno verso Cervignano del Friuli e le nuove destinazioni.

### La prima guerra mondiale. L'ultima barriera difensiva della pianura Padana del Regio esercito italiano
La "Grande Guerra" segnò profondamente la storia e la morfologia del Monte. Nel maggio del 1915 con lo scoppio del conflitto mondiale, l'esercito austriaco abbandonò la Val Vestino giudicando questi luoghi indifendibili all'avanzata italiana attestandosi sulle montagne della Valle di Ledro e nelle fortificazioni di Lardaro. Monte Tombea e il monte Caplone furono immediatamente occupati dal 7º Reggimento bersaglieri. Nei mesi e negli anni successivi i monti furono ampiamente fortificati per decisione dello Stato maggiore del regio esercito italiano, come ultimo baluardo posto a difesa della pianura Padana, qualora gli austriaci fossero riusciti a sfondare a nord la prima e la seconda linea. Così, si procedette alla costruzione di appostamenti di artiglieria, trincee, postazioni di mitragliatrici, ricoveri in caverna, baraccamenti per gli operai, strade rotabili e collegamenti con l'uso di teleferiche. Ai lavori, in gran parte realizzati a mano, erano addetti oltre 500 operai militarizzati e civili, uomini e donne, sia della Val Vestino che del lago di Garda, inquadrati sotto la supervisione di un ufficiale del Genio direttore del cantiere, il tenente Guidetti, responsabile anche dei lavori presso l'Alpo e Cima Spessa di Bondone classificati come "opera 469 ad economia e opera 154 ad impresa", mentre nel cantiere della Val Lorina, "opera n. 223 ad impresa", dal tenente Bianchi.
Il sistema Tombea-Caplone diventò così uno dei capisaldi principali della Terza linea di difesa arretrata, un'ampia cinta fortificata che chiudeva il settore Alto Garda verso la Valle delle Giudicarie e lungo il fianco occidentale verso il lago d'Idro fino a raccordarsi sulle posizioni fortificate arretrate del monte Denai, una Batteria di artiglieria da 149A mm., e del monte Stino in Val Vestino e con quelle della riviera gardesana del monte Spino, del monte Pizzocolo e del monte Castello di Gaino di Toscolano Maderno. Il settore era difeso da una prima linea lungo la Valle di Ledro (direttrici Passo Nota-Carone-Limone), dietro la quale furono realizzate due Linee arretrate di difesa (direttrici Tremosine-Passo Nota e Mezzema-Passo Nota), disposte verso est in modo da fronteggiare una eventuale conquista austriaca del monte Altissimo sul Baldo. Più indietro la Linea arretrata di resistenza, tra Tignale e il Passo della Puria, in totale furono costruite 2.500 fortificazioni di vario tipo, servite da circa 2.000-3.000 uomini tra artiglieri, fanti e supporti logistici.
La vetta di Cima Tombea diventò sede di uno dei quattro osservatori del sistema di condotta del tiro del complesso di artiglieria Tombea-Caplone, forte di dieci batterie per un totale di quaranta pezzi di vario calibro, tra questi quattro pezzi di grosso calibro da 149/35 Mod. 1901 dal peso di nove tonnellate dislocati a ridosso del crinale e affiancati da ricoveri e riservette in caverna. Queste quattro postazioni furono protette da una cinta di trincee e postazioni poste nelle immediate vicinanze sul crinale: la profondità difensiva risultava ridotta a causa delle forti pendenze, esponendo così le postazioni della fanteria al tiro di controbatteria, scatenato dall'attività dei cannoni.
Il complesso del monte Tombea fu inizialmente servito logisticamente da due teleferiche, una da Messane e Bocca di Cablone, fornito dalla ditta BBB, l'azienda milanese Badoni Belloni Benanzoli e l'altra tra Pilaster (1280 m) e Malga Tombea, fornito da Giulio Ceretti e Vincenzo Tanfani, entrambe sostituite dal grande impianto che sempre dalla località Pilaster raggiungeva la nuova stazione in località Travers-Dosso delle Saette sita in una posizione più centrale. Questo impianto aveva la campata di oltre 1.000 metri, su un dislivello di 650. Gli impianti della stazione furono messi al riparo con un pesante manufatto in calcestruzzo armato. La necessità della blindatura derivava dal fatto dalla presenza nelle immediate vicinanze della stazione, di due batterie, otto pezzi, di mortai da 210/8 D.S., servite da ricoveri ipogee delle riservette, il cui tiro avrebbe attirato il fuoco di controbatteria del nemico.
Un complesso di tale portata richiese la realizzazione di un adeguato collegamento stradale fatto a colpi di piccone, di esplosivi e edificando muri di sostegno in pietrame: Bocca Cablone costituiva lo scollinamento della rotabile Magasa-Bondone, mentre verso est proseguiva la strada verso Bocca di Lorina e monte Tremalzo.
Il Comando Militare fece anche iniziare i lavori per una carreggiabile Toscolano–Molino di Bollone. La costruzione di quest’ultima strada, che avrebbe potuto costituire un’importante stimolo per l’economia della valle, fu però affidata ai prigionieri di guerra e non fu completata. La necessità di costruire un nuovo sistema viario venne anche sfruttato dal Regno d'Italia con finalità politiche volte a fare dimenticare il relativo abbandono in cui erano state tenute fino ad allora le popolazioni locali dall'Impero austro-ungarico. In questa volontà già tenuta in considerazione dalle autorità militari, intervennero spesso i politici e le comunità locali che facevano pressione si progettisti del Genio militare dell'esercito per raggiungere un territorio più che un altro. Nella realizzazione della strada che doveva collegate Toscolano con Ponte Caffaro passando per la Val Vestino, per rifornire la Terza linea di difesa arrestata di Magasa, Valvestino e Capovalle le ingerenze politiche furono pressanti che alla fine il Comando militare richiamò al rispetto dei ruoli le autorità locali e operò in autonomia.
Per quanto concerne gli austriaci, il 24 maggio 1915 quando l'Italia entrò in guerra si erano muniti a difesa del Trentino sud occidentale in Val di Ledro, questa infatti venne a trovarsi esattamente tra i due schieramenti, posizionati sulle creste che andavano dal monte Nozzolo al monte Sperone (austriaci) e dal monte Carone al lago d'Ampola (italiani). Il Trentino meridionale costituiva per il Comando militare austriaco il Rajon III “Südtirol” e spaziava dalle cime dell’Adamello fino al fiume Brenta. Il settore fu suddiviso in più sottosettori, tra i quali i "Subrajons Judicarien", con sede del comando a Bondo, colonnello Spiegel e l'"Abschnitt Riva", sede del comando dapprima Riva del Garda e poi ad Arco e a Ceniga, generale Anton Schiesser, inquadrati nella 50ª mezza Brigata. Trovandosi sprovvisti di truppe, perché impegnate sul fronte orientale contro l’esercito russo, i confini del Tirolo vennero difesi attraverso la mobilitazione degli Standschützen, ovvero tutti i tiratori non ancora mobilitati iscritti alle società di tiro al bersaglio, uomini sopra i 50 anni e ragazzi di età compresa dai 15 ai 18 anni. A questi si aggiunsero le guarnigioni dei forti, qualche corpo della Gendarmeria e della Guardia di Finanza e del Landsturm e un contingente dell’Alpenkorps tedesco, operativo prevalentemente sulle Dolomiti ma anche in parte in valle del Chiese e in Val di Ledro.
In particolare l'esercito austroungarico aveva iniziato fin dal 1912 ad attrezzare tutta la catena di monti che chiude a nord la Valle di Ledro partendo da Cima Palone, monte Nozzolo, monte Cadria al monte Pichea, da Cima Oro fino ai monti Rocchetta-Cima Capi verso il lago di Garda, in previsione di un'entrata in guerra dell'Italia, costruendo decine e decine di chilometri di trincee e camminamenti, postazioni per l'artiglieria in cemento armato, ricoveri in roccia e baracche destinati ad ospitare migliaia di uomini.
In particolare la sezione del fronte di Cima Oro divenne ben presto per la sua posizione uno dei pilastri dello schieramento austriaco, sottoposto ad intensi bombardamenti dalle artiglierie italiane schierate a Passo Nota e sul Monte Carone. Per difenderla da possibili assalti gli austriaci attrezzarono questo tratto di montagna, denominato Costa di Salò, con un formidabile sistema di trincee, reticolati, nidi di mitragliatrici, di cui le trincee che rappresentarono l'estremo avamposto, ad una cinquantina di metri dalle sottostanti postazioni italiane.
Nel corso dei tre anni di guerra numerosi furono i tentativi italiani di rompere questo schieramento per puntare su Cima Oro ma vennero sempre respinti dagli Standschützen del Battaglione "Lana" e dai Kaiserjäger della 5ª Streiffkompanie del 1º Reggimento, che si arresero solamente nel novembre del 1918.
Tra i molti soldati che sulle montagne della Val Vestino vi prestarono servizio, spicca la testimonianza di Duilio Faustinelli, classe 1893, ardito, inviato a fine guerra, dai primi di maggio fino al giorno 20 del 1918, nella Val Vestino scriveva al riguardo: "Poi trapassiamo il Lago d'Idro con dei barconi e saliamo in Val di Vestino, alta montagna, cioè Capovalle, Moerna e un altro che più non ricordo [probabilmente Magasa]. Qui saliamo più in alto c'era una malga per la stagione estiva proprio per i malghesi, allora l'ho requisita con stalle e baita, proprio per dormirci dentro sulla paglia, io e altri due miei colleghi Antonio Lucchini di Trezzo D'Adda e l'altro era un milanese non mi ricordo più il suo nome,, perciò ambi tre ci mettemmo nel caserolo: pareva una vera camerina, ma mi mancava le dette formagelle, eia tu! ... Qui in questa zona han distribuito la detta polissa [polizza assicurativa] per garbugliare il povero soldato, perciò è stato proprio garbugliato, dopo trentanni manno saldato ancora per la cifra medesima, bè, "vattene a ciapal an te lo maz" e questa è stata la ricompensa, ora di questo ancora una volta apparentesi...".

### La Bocca di Cablone e la Linea di rafforzamento Cima Spessa-Monte Caplone
Bocca di Cablone costituisce il perno di saldatura del Fronte Gardesano con quello Valsabbino: qui arriva la bellissima carrareccia militare da Magasa per Bondone che prosegue sul ridosso della Cima Tombea per ridiscendere con tornanti vertiginosi verso Bocca di Lorina e il Tremalzo. Dalla Sella parte anche la rotabile verso i capisaldi di Cima Spessa e Dosso dell'Orso, sentinella delle Giudicarie. Da qui un sentiero attrezzato dal Genio con passerelle e gallerie percorre la cresta rocciosa verso Bocca di Valle e Bocca Cocca, per raccordarsi alla linea difensiva valsabbina, destinata a prolungarsi no all'Adamello e allo Stelvio.
Il bellissimo sentiero (Segnavia 78) che parte dalla Bocca (oppure, meglio segnalato, 200 metri più indietro lungo la strada da Magasa) costituisce il naturale collegamento con l'itinerario storico Alta Via dei Forti, realizzato da Comunità Montana Valle Sabbia lungo il periplo fortificato del lago d'Idro.
Lo spalto fortificato del Tombea comprende le quote più elevate dell'Alto Garda, il Monte Caplone, (1976 m) e costituiva un baluardo naturale lungo il quale furono slocate numerose batterie di artiglieria protette da una cinta di trincee vantaggiate dalla parete Nord pressoché verticale.
Tra il Caposaldo monte Cortina e la Bocca di Campei erano dislocate non meno dieci batterie, supportate da quattro osservatori e appoggiate da riservette e appostamenti.
È facile stimare una presenza di almeno 2-3000 uomini, con le conseguenti genze di approvvigionamento. Oltre alla strada fu infatti realizzato uno dei importanti tronconi di teleferica del settore che con uno sviluppo di circa 1.300 m valicava il dislivello da Località Pelaster (1280 m) alla stazione blindata Dosso delle Saette (1880 m), certamente il manufatto più notevole in tutto il settore gardesano.
Lungo la strada, numerosi ricoveri conservano tracce delle armature in legname, mentre presso il crinale, raggiunto da bretelle carreggiabili ancora riconoscibili, si individuano i massicci terrapieni delle piazzole dei cannoni da 149A mm. e dei mortai da 210.
L'IGM riportò a mano su foglio, le postazioni della linea difensiva del monte Tombea: i simboli a freccia indicano appostamenti per mitragliatrici, inframmezzate le trincee lungo il crinale, sulla fronte le lunghe linee di reticolati (linee di crocette). In verde le difese in progetto, in rosso quelle in costruzione. Più a sud verso il monte Denai, in località Teste, furono apprestate quattro postazioni in barbetta per i cannoni da 149A mm. a sostegno della Linea di difesa principale.

### La difesa di Cima Tombea
La vetta di Cima Tombea era sede di uno dei quattro osservatori del sistema di condotta del tiro del complesso di artiglieria Tombea-Caplone, forte di dieci batterie per un totale di quaranta pezzi di vario calibro. Sono riconoscibili sentieri e camminamenti che collegavano ai ricoveri in caverna (riservette) e alle piazzole: nelle immediate vicinanze era ubicata una batteria di piccolo calibro mentre un centinaio di metri verso ovest sono ben conservate le piazzole di una batteria di grossi pezzi da 149A: della massiccia struttura di protezione restano ben visibili i muretti di contenimento in pietrame. Sul ridosso è possibile individuare gli ingressi delle riservette in caverna. Di qui, una vera e propria strada, ormai inerbita ma in grado di sopportare il passaggio di pezzi del peso di circa nove tonnellate, collega alla strada principale. Un facile percorso lungo tutto il crinale verso Bocca di Cablone consente di individuare decine di trincee e postazioni di mitragliatrice inframmezzate alle piazzole, molte delle quali rafforzate da spalti in muratura di pietrame, affacciate sullo spalto naturale che domina la vallata.
Lungo il sentiero che procede verso ovest da Cima Tombea 
conduceva alla strada principale alle quattro postazioni di una batteria di cannoni da 149A mm. dislocati sul ridosso del crinale e affiancati da alcuni ricoveri e riservette in caverna. La condotta del tiro era guidata dall'osservatorio
presente su Cima Tombea. Le postazioni sono protette da una
cinta di trincee e postazioni poste poco più avanti sul crinale: la profondità difensiva è necessariamente ridotta a causa
delle forti pendenze, cosa che esponeva le postazioni della
fanteria al tiro di controbatteria, inevitabilmente scatenato dall'attività dei cannoni.

### Il cannone da 149A mm e una sua postazione alla Bocca di Cablone
Le piazzole in barbetta sulla linea di difesa, di norma, sono sorrette da massicci basamenti in muratura di pietrame per reggere il carico combinato del pezzo da 149/35 Mod. 1901 (quasi 9 tonnellate), del munizionamento di pronto impiego (20 proiettili pesavano circa una tonnellata) e dell'armatura di protezione costituita da una struttura di tronchi ricoperta di sacchi a terra e inerti. Le batterie erano di solito costituite da quattro pezzi. Il cannone da 149/35 Mod. 1901 fu un cannone utilizzato dal Regio esercito nel corso della guerra e fu uno dei primi esemplari in acciaio di fabbricazione italiana in quanto prodotto nei cantieri della società Armstrong a Pozzuoli e al termine del 1918 ne furono prodotti 598 pezzi.
Nelle immediate vicinanze si trovano altrettanti ricoveri ipogei dislocati a circa 50 metri uno dall'altro che ospitavano al riparo le riservette e i serventi dei pezzi.

### Le prime asportazioni di materiale bellico
Con la fine della guerra cominciarono in Val Vestino le prime sottrazioni dei beni appartenenti all'amministrazione delle autorità militari Italiane che furono perseguite dal tribunale militare di Trento in base al decreto luogotenenziale n.1964 del 10 dicembre 1917 qualora il reato fosse stato commesso da civili.
Così il 1º dicembre 1918, sette giorni dopo la fine della guerra, la Brigata territoriale della Regia Guardia di Finanza di Moerna, denunciò cinque abitanti del paese, tali Viani Cesare, Rizzi Bortolo, P. Rocco, Andreoli Antonio e Grandi Lorenzo colpevoli di asportazione di legname e pali metallici da trincea dalle postazioni e dai ricoveri italiani di monte Stino e Bocca Cocca; essi furono così deferiti al Tribunale militare di guerra di Trento per detenzione e distruzione di bottino di guerra in violazione al bando del Comando supremo del 30 novembre 1918, ma non fu emanata alcuna sentenza per estinzione della pena determinata dell'entrata in vigore dell'amnistia con Regio decreto del 21 febbraio 1919 n.1957. Stessa sorte toccò al bastione del monte Tombea che negli anni a venire fu depredato dalla popolazione locale del filo spinato posto a difesa delle trincee e materiale vario.

## Natura

### Tombea, giardino sulle Alpi
Kaspar Maria von Sternberg, originario di Praga e vissuto a Ratisbona, fu il primo botanico a riconoscere l'interesse floristico della zona del monte Tombea anche se mai vi ascese. Egli compì in questa zona un viaggio tra il 6 maggio e il 20 luglio 1804, passando l'8 giugno in Val di Ledro e in Val d'Ampola ove raccolse sotto le rupi due piante prima sconosciute. Una era Saxifraga aracnoidea, da lui descritta nell'opera pubblicata nel 1810 Revisio Saxifragarum iconibus illustrata, l'altra divenne poi nota come Aquilegia thalictrifolia.

Alpo di Storo negli anni 20: una botanica belga a cavallo con una guida storese in cerca di endemismi floreali di Tombea

Alcuni decenni dopo visitarono più volte il monte Tombea e le zone circostanti altri due botanici, Francesco Facchini e Friedrich Leybold.
Facchini nel 1842 trovò proprio sul monte Tombea una nuova Scabiosa, di cui inviò campioni al botanico tedesco Wilhelm Koch. Quest'ultimo la pubblicò come nuova specie l'anno successivo nella seconda edizione della sua Synopsis florae germanicae et helveticae, chiamandola Scabiosa vestina. Nel 1846 Facchini tornò sul monte Tombea e a Bocca di Valle raccolse una Daphne assolutamente nuova. Dopo molti studi e titubanze decise di chiamarla Daphne rupestris, ma nel 1852 morì prima di pubblicare i risultati del suo lavoro.
Friedrich Leybold, bavarese ma allora residente a Bolzano, visitò due volte il Trentino meridionale, percorrendo anche la catena Tremalzo-Tombea. Qui raccolse la Daphne vista dal Facchini che in una pubblicazione del 1853 chiamò Daphne petrea, divenendo questo il nome valido.
Leybold rinvenne nella zona altre nuove piante tra cui un nuovo ranuncolo, che verrà descritto cinque anni dopo da Antonio Bertoloni come Ranunculus bilobus. Nella zona del monte Tombea rinvenne una Saxifraga che ritenne essere Saxifraga diapensioides, non notando che era una nuova entità.
Con la pubblicazione nel 1854 del lavoro di Leybold e della Flora Tiroliae Cisalpinae di Facchini pubblicata postuma da Franz Hausmann di Bolzano il monte Tombea divenne una delle mete classiche degli itinerari dei botanici nelle Prealpi.
Nel 1856 salì sul monte Tombea Pierre Edmond Boissier, raccogliendo quella Saxifraga già rinvenuta tre anni prima da Leybold. Boisser conosceva la vera Saxifraga diapensioides per cui si accorse subito che era differente. Inviò la sua scoperta al massimo specialista di allora del genere Saxifraga, Adolf Engler, che, dopo ulteriori studi, pubblicò la descrizione della nuova specie nel 1869 con il nome di Saxifraga tombeanensis. Proseguirono le esplorazioni botaniche John Ball, Henry Correvon e Andreas Sprecher von Bernegg che descrissero nei loro scritti le bellezze naturali incontrate.
Fra i botanici che si occuparono della flora del monte Tombea vanno ricordati anche lo svizzero Louis François Jules Rodolphe Leresche (1808-1885), Vinzenz Maria Gredler che vi salì nel 1886, Friedrich Morton che descrisse la sua esplorazione effettuata nel maggio-giugno del 1961 in "Osservazioni botaniche in Val Vestino" e i malacologi Joseph Gobanz e Napoleone Pini. Tra i locali si ricordano don Pietro Porta originario della Valvestino, Giuseppe Zeni e Michele Stefani di Magasa, il maestro Silvestro Cimarolli (1854-1924) insegnante elementare a Baitoni di Bondone e don Filiberto Luzzani che ha lasciato una pubblicazione sulla flora della bassa Valle del Chiese con interessanti riferimenti alla catena del monte Tombea e un consistente erbario custodito presso il seminario arcivescovile di Trento.
Si dicono endemiche quelle specie che si rinvengono solo su un'area geografica ristretta al di fuori della quale esse mancano completamente. Nelle Alpi, la presenza di specie ad areale particolarmente limitato può essere conseguenza del glacialismo quaternario, del substrato litologico difforme rispetto a catene limitrofe, della particolarità climatica di un'area. Il museo civico di Rovereto ha elaborato un progetto di cartografia floristica dividendo il Trentino in aree di rilevamento standard chiamati quadranti e per ciascuno di essi è stata rilevata la flora. Conteggiando per quadrante il numero di specie endemiche ad areale particolarmente limitato (al massimo un settore di Prealpi), è emerso che queste specie sono diffuse soprattutto nella parte meridionale del Trentino.
L'area di massimo addensamento è costituita però dalla parte Sud-occidentale della provincia, ed in particolare dalla catena del M. Tremalzo-M. Tombea, con picco massimo di 21 entità nella medesima area di rilevamento. Quest'area comprende in particolare la catena Bocca Cablone, attraverso il Monte Tombea, il Monte Caplone, la Bocca di Lorina fino a Cima Avez; sono altresì inclusi Cima Spessa, (o Rocca sull'Alpo), tutta la Val Lorina e la bassa Val d'Ampola fino alle porte di Storo..

### Il Dosso delle Saette
Reperti archeologici rinvenuti nel 1970 in una grotta a Droane, sul Dosso delle Saette del monte Tombea e precedentemente nel 1950 circa sul monte Manos e a Cima Ingorello testimoniano la presenza di stazioni preistoriche di transito attribuibili all'età del rame bronzo antico. Tali rinvenimenti confermerebbero che sia Capovalle che la Val Vestino ebbero dalle epoche più remote funzione naturale d'incrocio delle vie montane fra la Valle Sabbia, la Riviera del lago di Garda, il Trentino, collegando fra loro le isole palafitticole gardesane con quella di Molina di Ledro per i passi di Cablone, Bocca Campei e monte Tremalzo. Secondo l'archeologo Francesco Zorzi, Angelo Pasa, di Verona, precisamente sul Monte Manos, a quota 1487 trovò in superficie nei pressi della mulattiera una bella punta di freccia peduncolata a patina lattea, di tipo eneolitico e sulla Cima Ingorello, a 1250 m una selce scheggiata di tipo campignanoide. Questa scoperta, seppur composta di manufatti sporadici, può confermare la presenza nella zona di uomini preistorici e più precisamente del periodo eneolitico. La scoperta suffragata da altri rinvenimenti sul monte Tombea negli anni '70 del secolo scorso e a monte Tremalzo potrebbe confermare l'esistenza di un sentiero preistorico che si snodava da Campione del Garda a Tremosine al passo Nota, dal monte Manos lungo la Val Vestino fino al monte Tombea-Caplone per poi raggiungere il monte Tremalzo e il villaggio palafitticolo del lago Ledro.
La stazione preistorica del Dosso delle Saette si trova in posizione panoramica sul sentiero che da Cima Rest porta al monte Tombea. Venne scoperta dai ricercatori A. Crescini e C. de Carli nella primavera del 1970; essi rinvennero in superficie alcuni manufaffi silicei che indicano l'esistenza di un accampamento certamente breve e a carattere stagionale. In seguito ad alcune ricerche superficiali condotte negli anni seguenti dal Museo Civico di Storia Naturale di Brescia, la collezione si arricchì notevolmente. L'industria sino ad ora raccolta consta di 55 manufatti di cui 5 strumenti: tra questi ultimi si nota la presenza di una punta foliata a peduncolo e spalle di freccia e di due elementi di falcetto di cui uno integro. Data la presenza di questi strumenti l'industria fu attribuita ad una Età del bronzo non meglio identificata a causa della mancanza di fittili caratteristici. L'industria sembra comunque rivestire un certo interesse storico data l'altitudine e l'ubicazione della stazione (quota 1750 metri); sino ad ora reperti preistorici più vicini erano stati rinvenuti sul versante ovest del monte Manos (1517 m) e lungo la mulattiera che conduce a Cima Ingorello (1250 m).

### L'alpinista John Ball, la sua "Guida" turistica e la relazione al Ministero della guerra italiano
L'estate del 1864 fu una stagione ricca di novità per l'esplorazione alpinistica del Trentino sud occidentale con la prima traversata delle Dolomiti di Brenta, da Molveno alla Val Rendena sorpassando l'angusta Bocca di Brenta, da parte dell'inglese John Ball, presidente dell'Alpine Club di Londra, accademico, alpinista, botanico, glaciologo avvenuta il 22 luglio, l'impresa dell'esploratore britannico Douglas William Freshfield che scalò per primo la Cima Presanella, terre fino all'ora inesplorate, il 27 agosto o l'ascesa dell'Adamello del tenente boemo Julius Payer che conquisterà la cima il 15 settembre.
Sarà sempre l'instancabile John Ball che partendo dal villaggio di Bondone salì, si presume, mesi prima, tra maggio e giugno nel periodo della fioritura, sul monte Tombea, fino alla malga, incuriosito dalla ricca flora appena scoperta e decantata in pubblicazioni dai noti botanici italiani e europei. Raccontò dettagliatamente il percorso intrapreso, lo definì la "Route G. Da Storo a Toscolano, al lago di Garda attraverso la Val Vestino", nella sua celebre Guida Alpina pubblicata due anni dopo, nel 1866, che sarà d'aiuto a molti escursionisti. Qui riportò l'itinerario percorribile dal viaggiatore partendo dal lago d'Idro a quello di Garda fino a Toscolano transitando attraverso la Val Vestino. Annotò gli aspetti botanici, geografici della Valle e l'itinerario alternativo per Tremosine attraverso il monte Caplone e la Val Lorina.
John Ball non fu solo un naturalista fu anche un fervente sostenitore della causa italiana volta all'annessione del Trentino all'Italia e, essendo un profondo conoscitore della regione montana tirolese, si premonì nei primi mesi del 1866 di informare con una dettagliata relazione, scritta in francese, il Ministero della guerra del Regno di Italia sulle possibili strade di penetrazione e le azioni di contrasto da compiere nel territorio austriaco in caso di guerra, dal lago di Garda al passo del Tonale. La relazione "Quelques observations sur la frontière di Tyrol et de l'Italie depuis le Lac de Garda au passage di Tonale, et sur le moyens d'attaquer la position militaire Austriachienne de c'è coté" fu prontamente fatta stampare in centinaia di copie dal Ministero e recapitata nel mese di maggio presso il comando del Corpo Volontari Italiani di Giuseppe Garibaldi "nel supposto che le stesse osservazioni potessero tornare di utile". 
Scrisse: "La strada più facile [per la Val di Ledro ndr], credo, è quella che passa per la montagna di Tremalzo. Inoltre c'è un sentiero che scende attraverso la Val Lorina accanto al forte della Val Ampola. Questo sentiero (abbastanza difficile) passa per qualche tempo a fianco o proprio nel greto dello stretto torrente, racchiuso tra rocce a strapiombo. Sarebbe necessario impegnarvisi con qualche precauzione, avendo le alture circondate di schermagliatori: senza che gli uomini che vi si mettessero potrebbero essere schiacciati dai sassi che si farebbero cadere nel burrone, senza potersi difendere o anche vedere il nemico. Oltre agli uomini giunti in Val di Ledro da Magasa in Val Vestino, sarebbero arrivati altri reparti da Tremosine e Limone. Quest'ultimo dovrebbe occuparsi di tagliare la strada che da Riva porta alla Val di Ledro. Questa strada non potrà mai essere usata per attaccare Riva. Gli austriaci devono solo tagliarlo in un punto per rendere impossibile il viaggio tra Ponale e Riva. Se non erro, ci sono posti vicino al Ponale dove potremmo tagliare la strada, e liberarci almeno per qualche giorno da ogni attacco della guarnigione di Riva".

### Il formaggio Tombea
Il formaggio Tombea prende il nome dal Monte. La produzione avviene negli alpeggi di monte Tombea, Monte Denai e Cima Rest nel comune d Magasa. Simile al formaggio "bagòss" di Bagolino per caratteristiche e tecniche produzione (compreso l'uso di aggiungere zafferano nella pasta e oliare le forme per la conservazione), si produce da maggio a settembre con il latte crudo di razza bruna. Le forme sono molto grandi. Il profumo è speziato e, a stagionatura avanzata si arricchisce dei sentori di brodo di carne tipico del formaggio grandoso invecchiato; il gusto è sapido, suadente, leggermente piccante nel finale. I produttori sono perlopiù anziani e realizzano ogni anno circa 2.000 forme: il "Tombea" è difficilmente reperibile sul mercato e poco conosciuto fuori regione Lombardia. Il rischio è di perdere un sapere antico se non si mettono a norma i laboratori degli alpeggi, anche una materia prima di grande qualità. Caglio: in polvere di vitello. Crosta: liscia, leggermente dura, di colore giallo paglierino tendente al marrone scuro. Pasta: compatta con occhiatura irregolare e diffusa. Facce: piane. Spessore/peso: 10–12 cm/7–14 kg.

### La pozza d'abbeverata della "Piana degli Stor"
La pozza presente nella piana del Monte, detta "lavàc della Piana degli Stor", ha un ruolo fondamentale per il mantenimento della rimanente attività pascoliva dell’area legata all'alpeggio di malga Tombea, ma anche per la tutela della biodiversità degli habitat e delle specie, rettili e anfibi in particolare, che attraverso questi specchi d’acqua possono trovare un luogo ideale per la loro riproduzione come la Biscia dal collare (Natrix helvetica) censita nell'agosto del 2018 o i girini di Rana montana e Rospo comune mentre sulle vicine pietraie la coronella austriaca (2023).
La tradizione locale riporta che, data la mancanza nella zona di sorgenti e corsi d'acqua, la pozza esistesse da secoli e la tecnica per realizzarla consistesse in uno scavo manuale nell'area di impluvio del pendio della montagna per facilitare il successivo riempimento con la raccolta naturale dell'acqua piovana, di percolazione o dello scioglimento della neve.
Il problema principale incontrato dai contadini consisteva nell'impermeabilizzazione del fondo: spesso il semplice calpestio del bestiame, con conseguenze compattazione del suolo, non era sufficiente a garantire la tenuta dell'acqua a causa del basso contenuto in argilla del terreno presente, per cui era necessario distribuire sul fondo uno strato di buon terreno argilloso reperito nelle immediate vicinanze, come in questo caso. Spesso non essendo possibile causa la diversità del terreno, sul fondo veniva compattato uno spesso strato di terra e fogliame di faggio, in grado di costituire un feltro efficace a trattenere l'acqua. Per garantire un sufficiente apporto di acqua necessario al riempimento della pozza, o per incrementarlo, spesso era necessario realizzare piccole canalizzazioni superficiali, scavate lungo il versante adiacente per intercettarne anche una modesta quantità. La manutenzione periodica, di norma annuale prima della monticazione, consisteva principalmente nell'asporto del terreno scivolato all'interno per il continuo calpestio del bestiame in abbeverata e dell'insoglio della fauna selvatica. Si provvedeva inoltre alla ripulitura della vegetazione acquatica per mantenere la funzionalità della pozza evitando che vi si accrescesse eccessivamente all'interno accelerandone il naturale processo di interramento.
In queste fasi veniva posta particolare attenzione in quanto si correva il rischio di rompere la continuità dello strato impermeabile e comprometterne la funzionalità; si preferiva ad esempio non rimuovere eventuali massi presenti sul fondo.
La pozza, data il suo buono stato di conservazione, non fu rimaneggiata dall'ERSAF Lombardia nel 2004-2007 con il "progetto Life natura riqualificazione della biocenosi in Valvestino e Corno della Marogna".

## Luoghi di interesse

### La rosa dei venti e il panorama
Sulla cima vetta del Monte è presente una rosa dei venti, una struttura circolare in muratura, alta 1,50 metri, edificata da escursionisti trentini e bresciani, ove sono rappresentati i punti cardinali e i trentaquattro nomi dei monti visibili. Fu edificata e inaugurata il 23 luglio del 2001 con il contributo dei comuni di Magasa, Bondone e Storo, dei locali Gruppi alpini, la Pro loco di Bondone e Baitoni, della banca Valsabbina, della Cassa rurale di Darzo e Lodrone e Noma dei fratelli Belleri.
Si gode un'ampia visione a 360 gradi. A nord troviamo il monte Bruffione, il monte Blumone, le Terre Fredde, il monte Frerone, il massiccio dell'Adamello, le Dolomiti del Brenta, il monte Cop di Breguzzo, la catena di Cima Avez, il monte Tremalzo e il Corno della Marogna, le Alpi di Ledro e il monte Cadria, il monte Paganella, il monte Cornetto; a ovest il monte Cingla, Cima Spessa, la Rocca Pagana, il monte Guglielmo, Dosso Alto, il monte Carena, la Corna Blacca, il monte Manos, il monte Carzen, in lontananza il massiccio del monte Rosa; a est il monte Caplone, la catena del monte Baldo, Cima Carega, il gruppo del monte Pasubio, il monte Stivo e la Marmolada; a sud la Val Vestino con i suoi abitati, il monte Pizzocolo, il monte Spino, il monte Denervo, il lago di Garda, la pianura Padana e infine la catena degli Appennini di Parma.

## Accessi
L'ascensione alla vetta del monte Tombea è alla portata di escursionisti dal momento che non vi sono, lungo le vie più semplici di salita, tratti in cui è necessaria attrezzatura alpinistica, fatta salva la presenza di neve la quale si riscontra normalmente nei mesi invernali e sino a primavera.
La via più breve che consiste in circa cinque chilometri, ha inizio dal parcheggio in prossimità della chiesa alpina o del Tavagnone di Cima Rest, villaggio caratteristico sopra Magasa sulla strada per Cadria. Si tratta di un percorso che, dopo aver toccato alcuni fondi agricoli di Font e la malga Alvezza o Casina, si innalza al passo dello Spias dei Letegànc (tradotto Spiazzo dei Litiganti) in prossimità del monte Altissimo, tramite il sentiero detto "delle Acque", sulle pendici del Tombea attraversando boschi, pascoli e le sorgenti del torrente Magasino fino al bivio di Lombrao ove incontra la mulattiera che sale da malga Bait. Proseguendo a quota 1760 m, il percorso si immette sulla strada militare Tombea-Val Lorina, si prosegue a sinistra, e si raggiunge la malga d'alpeggio e salendo di qualche centinaio di metri, la cima del Monte Tombea e la sua Rosa dei venti. Seguendo invece la strada a destra si può arrivare sul monte Caplone, si tagliano a mezza costa i dirupi sud-orientali del Tombea, attraversando anche una breve galleria scavata nella roccia, arrivando alla Bocca dei Campei (1822 m), da cui si sale in breve alla vetta (nell'ultimo tratto è necessario prestare attenzione al passaggio di alcune roccette, benché facili e non esposte). Il segnavia da seguire è il numero 66, che si sovrappone al numero 444 della SAT nell'ultimo tratto.
Altri accessi, ma più impegnativi per la lunghezza dei tratti da percorrere, sono quelli da Bondone precisamente dal parcheggio di malga Alpo percorrendo la strada militare fino a Bocca di Cablone per poi proseguire fino al vicino Monte, mentre da Magasa, dal parcheggio di monte Denai località Cavallino di Pràa, sempre camminando lungo la viabilità della Grande Guerra fino a Bocca di Cablone, oppure al bivio di malga Bait seguendo il sentiero, meglio l'antica mulattiera, non segnata, che si inerpica alle spalle della malga e si incrocia poi in quota con quello "delle Acque" in località Lombrao, sulle pendici del Monte.

## Galleria d'immagini

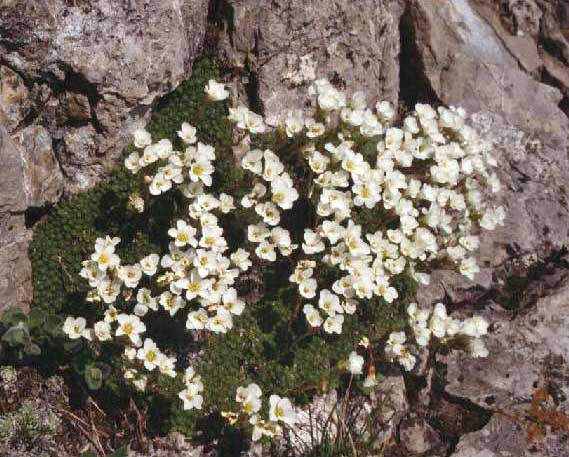
La Saxifraga tombeanensis: Sassifraga del monte Tombea
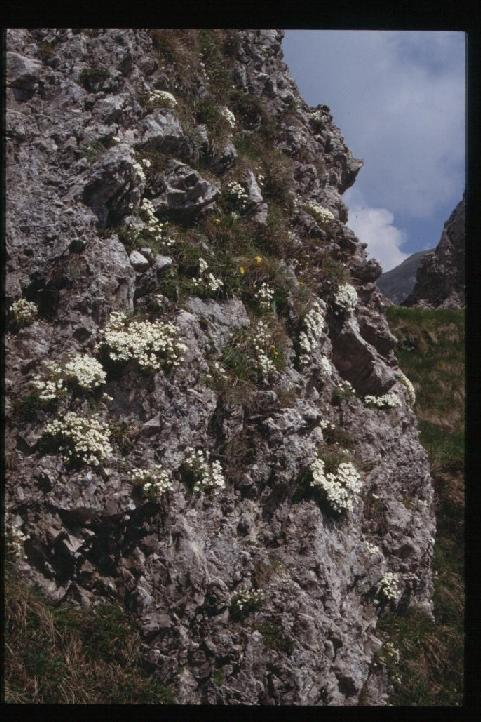
L'ambiente della Sassifraga del monte Tombea
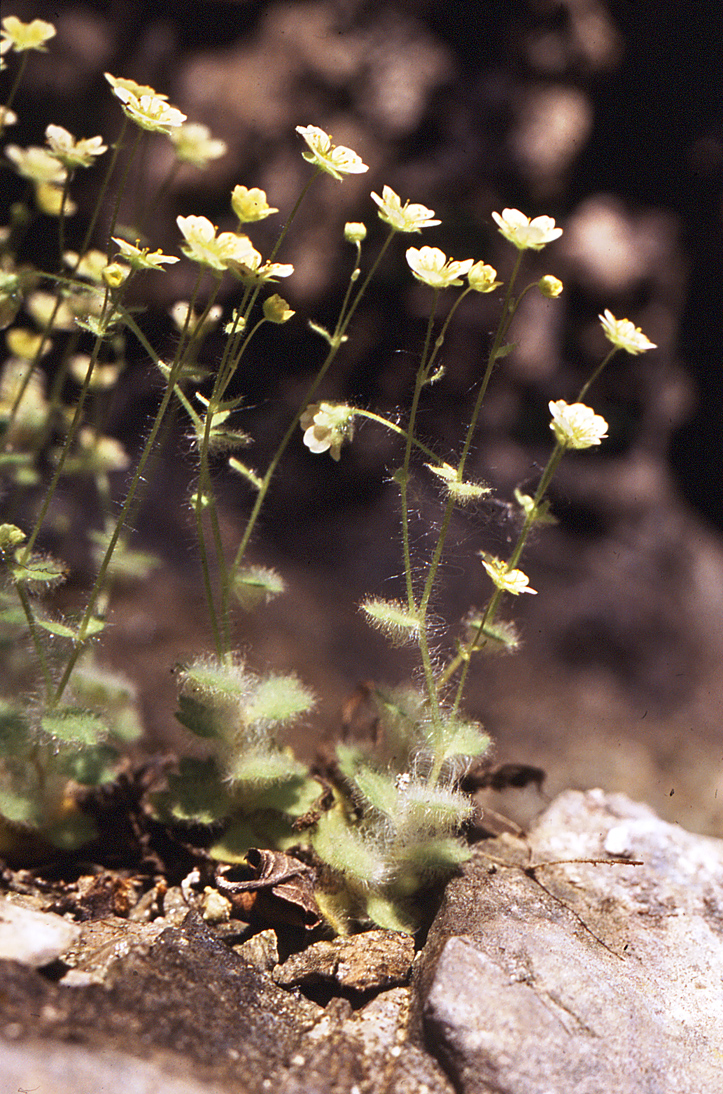
La Saxifraga arachnoides Sternb. Sassifraga ragnatelosa
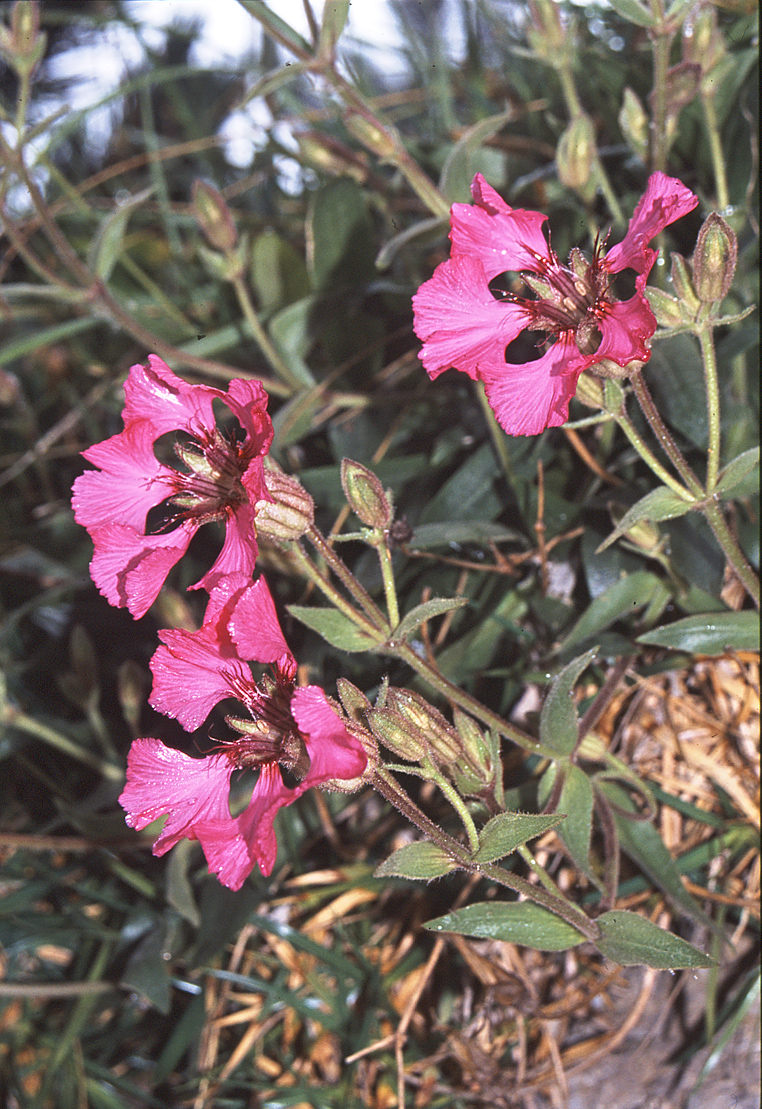
Silene elisabethae Jan. Silene d'Elisabetta (in onore di Elisabetta, moglie dell'arciduca Ranieri d'Austria, viceré del regno Lombardo veneto nel 1832) - famiglia Caryophyllaceae
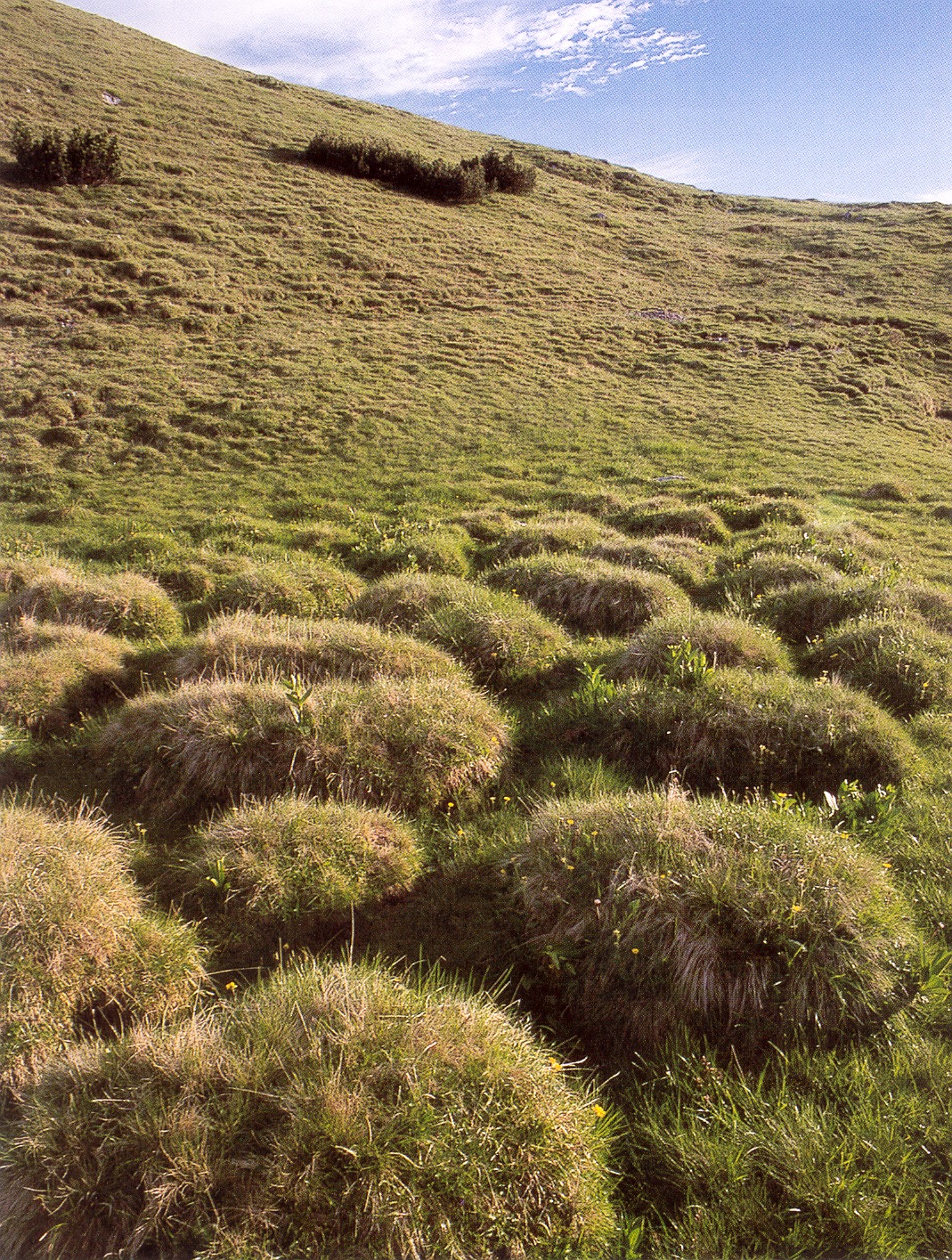
I tumuli di erba in prossimità della pozza d'abbeverata a monte Tombea
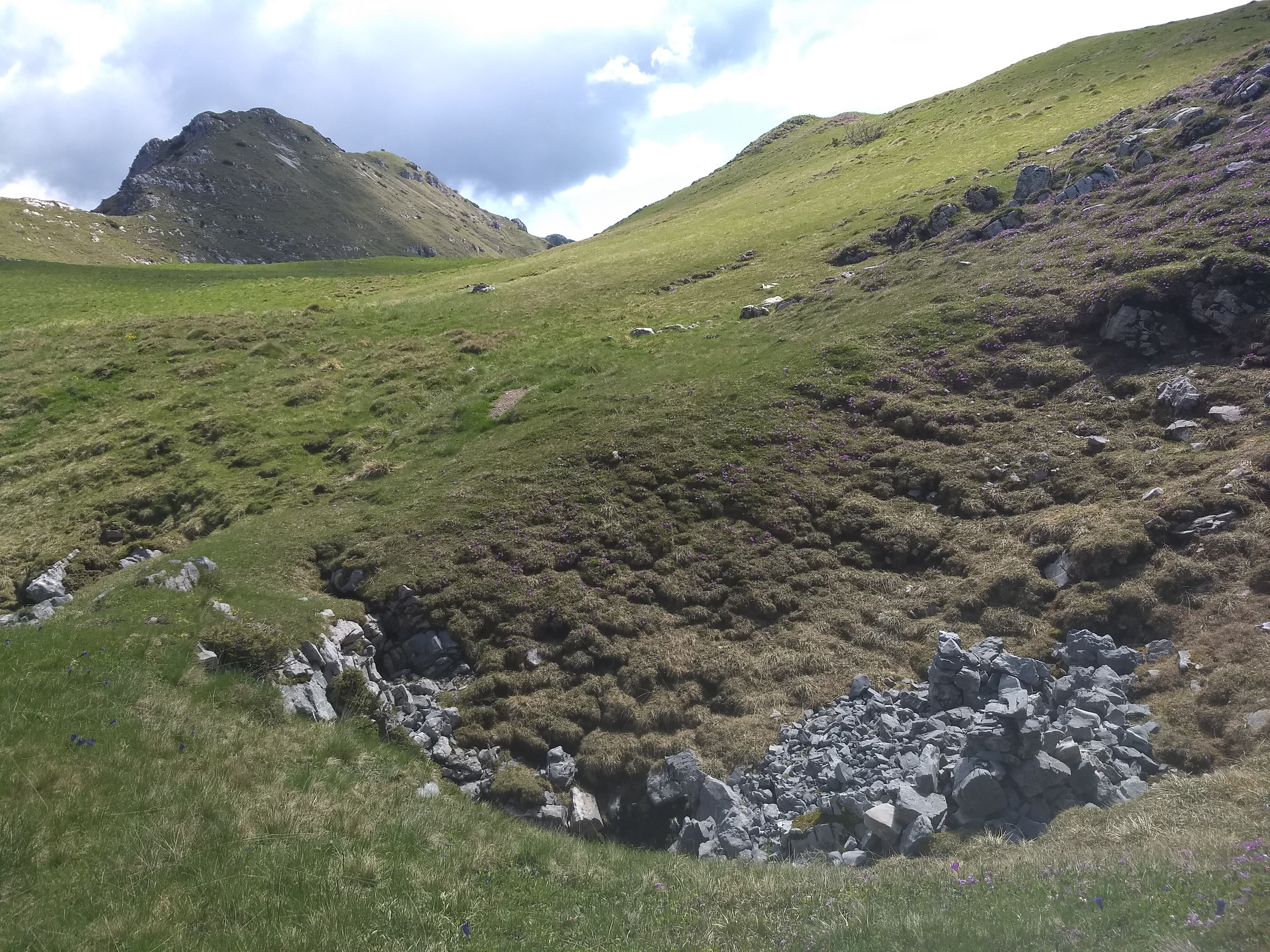
Monte Tombea, il Büs de Scongiüré (Pozzo degli Spergiuri o Scongiuri) in prossimità della pozza d'acqua, una dolina carsica, ove secondo la leggenda raccolta da Nepomuceno Bolognini a fine Ottocento, fu inghiottito dal terreno il pastore di Storo e il suo gregge di pecore
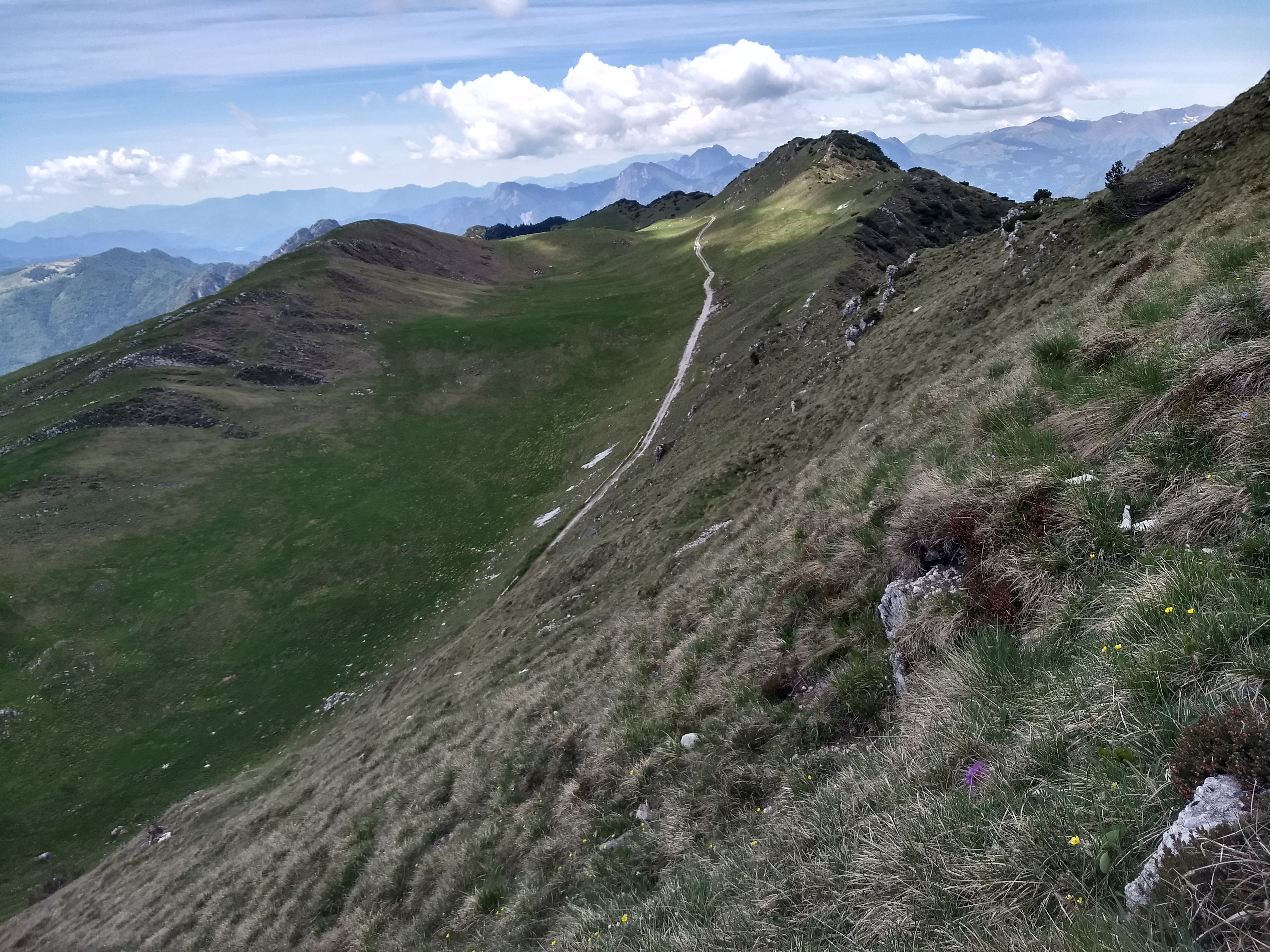
Monte Tombea, la conca pascoliva della Piana degli Stor e il Dosso delle Saette
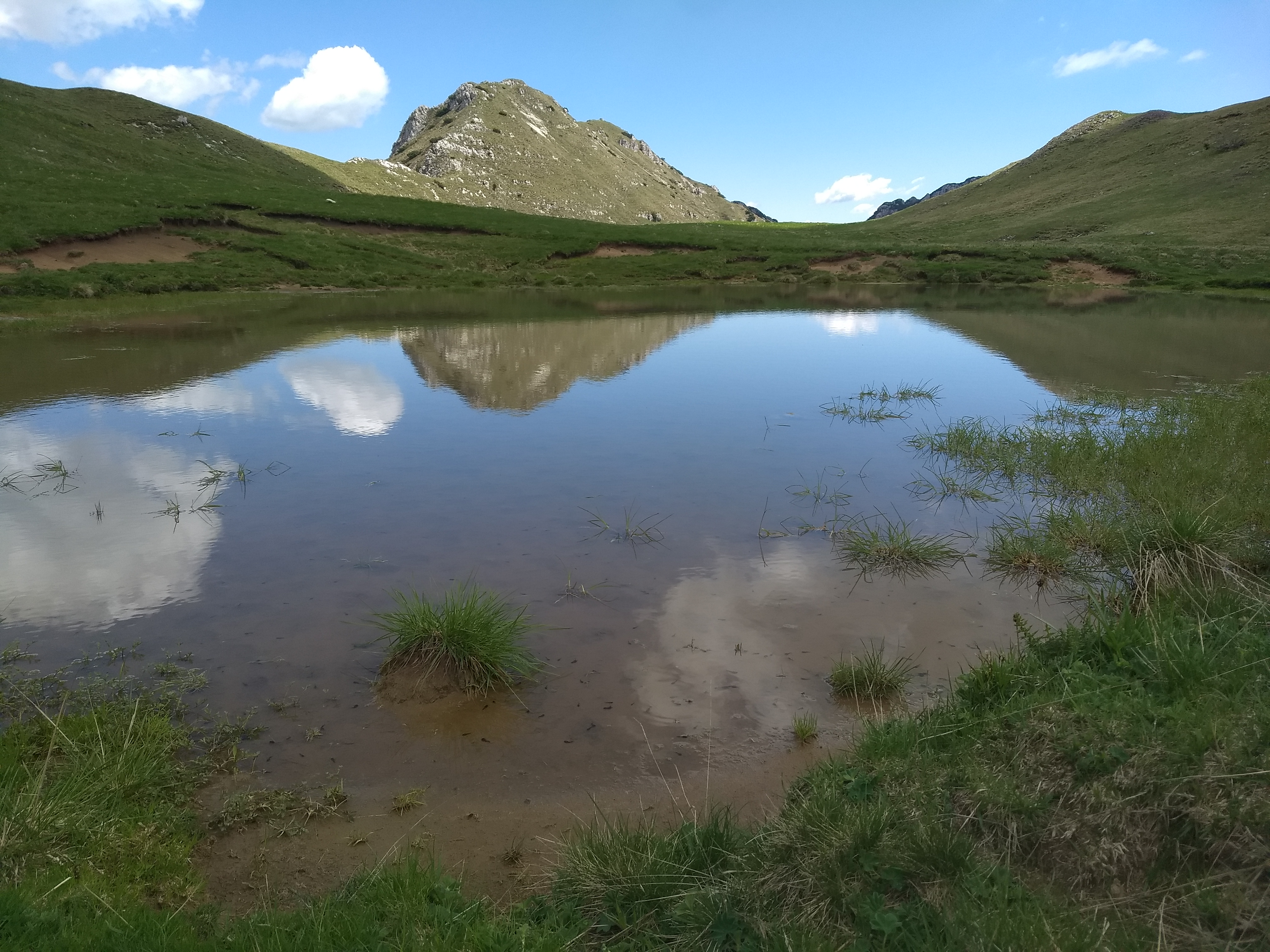
Monte Tombea, la conca pascoliva della Piana degli Stor, la pozza d'abbeverata e Cima Tombea
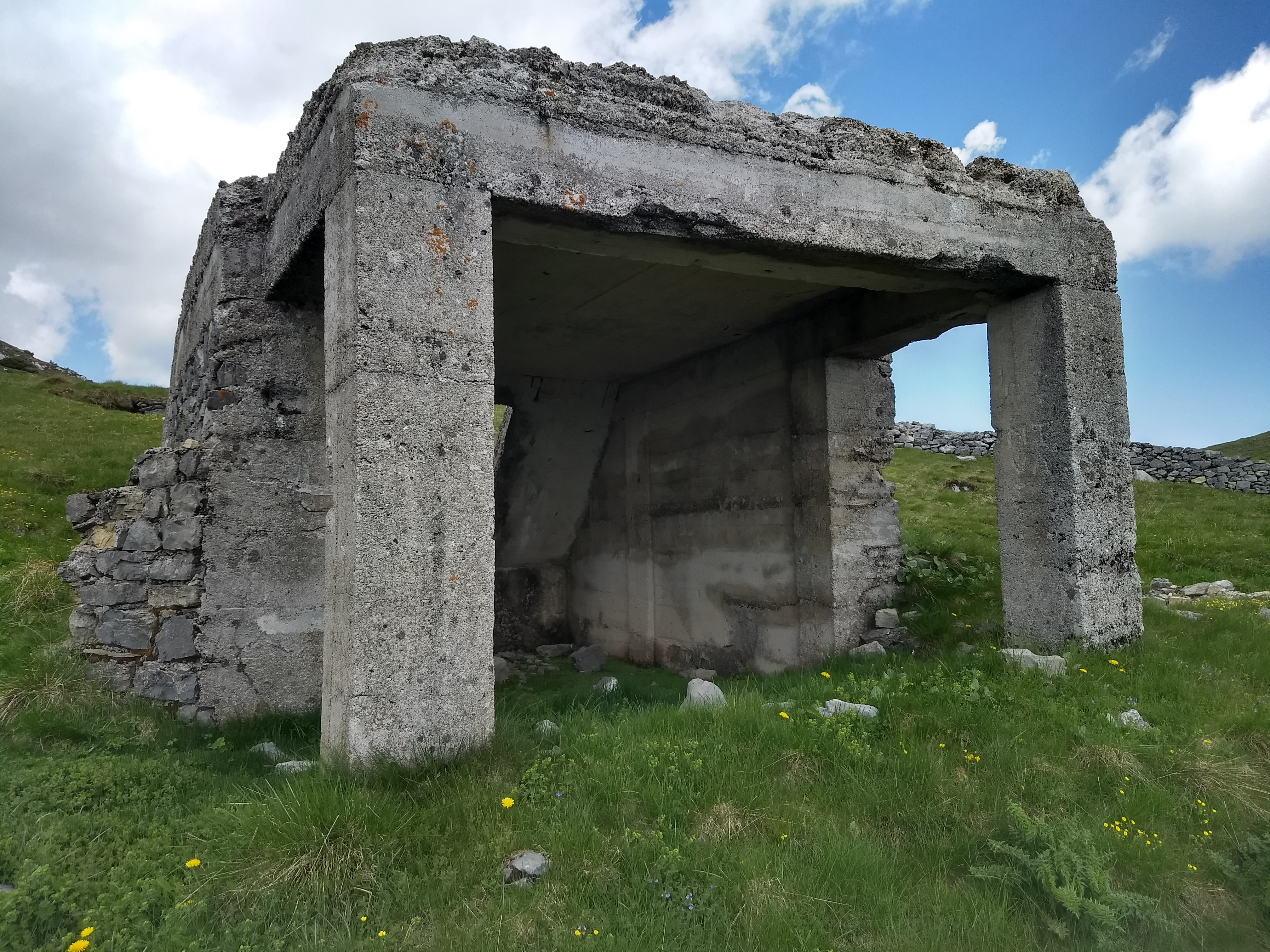
Monte Tombea, la stazione fortificata di arrivo della teleferica risalente alla Grande Guerra che collegava il Monte con la località Pilaster di Magasa
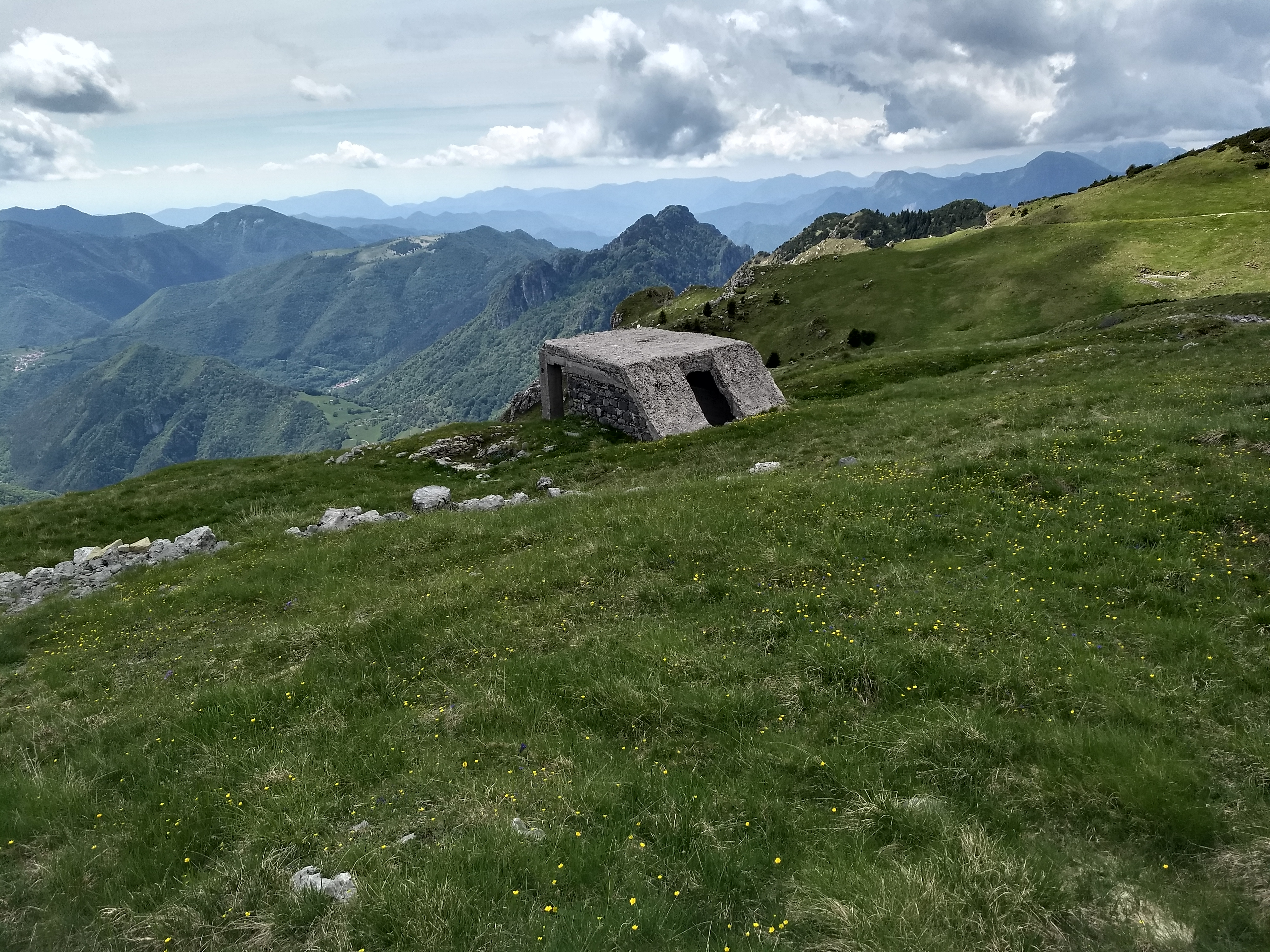
Monte Tombea, la stazione fortificata in calcestruzzo della teleferica realizzata della ditta Ceretti & Tanfani della Grande Guerra
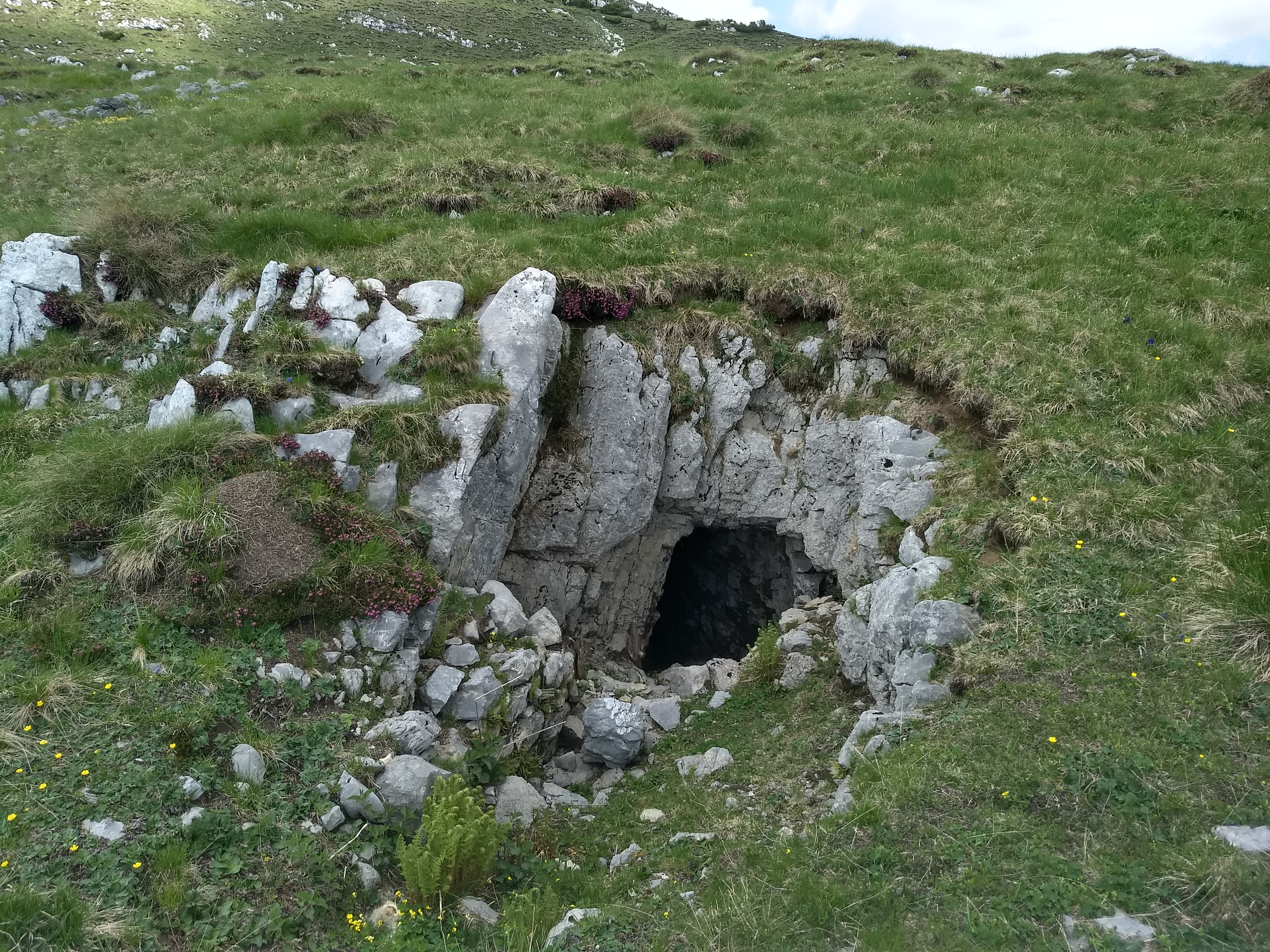
Monte Tombea, riservetta ipogea della Grande Guerra per le munizioni della Batteria di mortai da 210 mm sita nelle immediate vicinanze della stazione di arrivo della teleferica
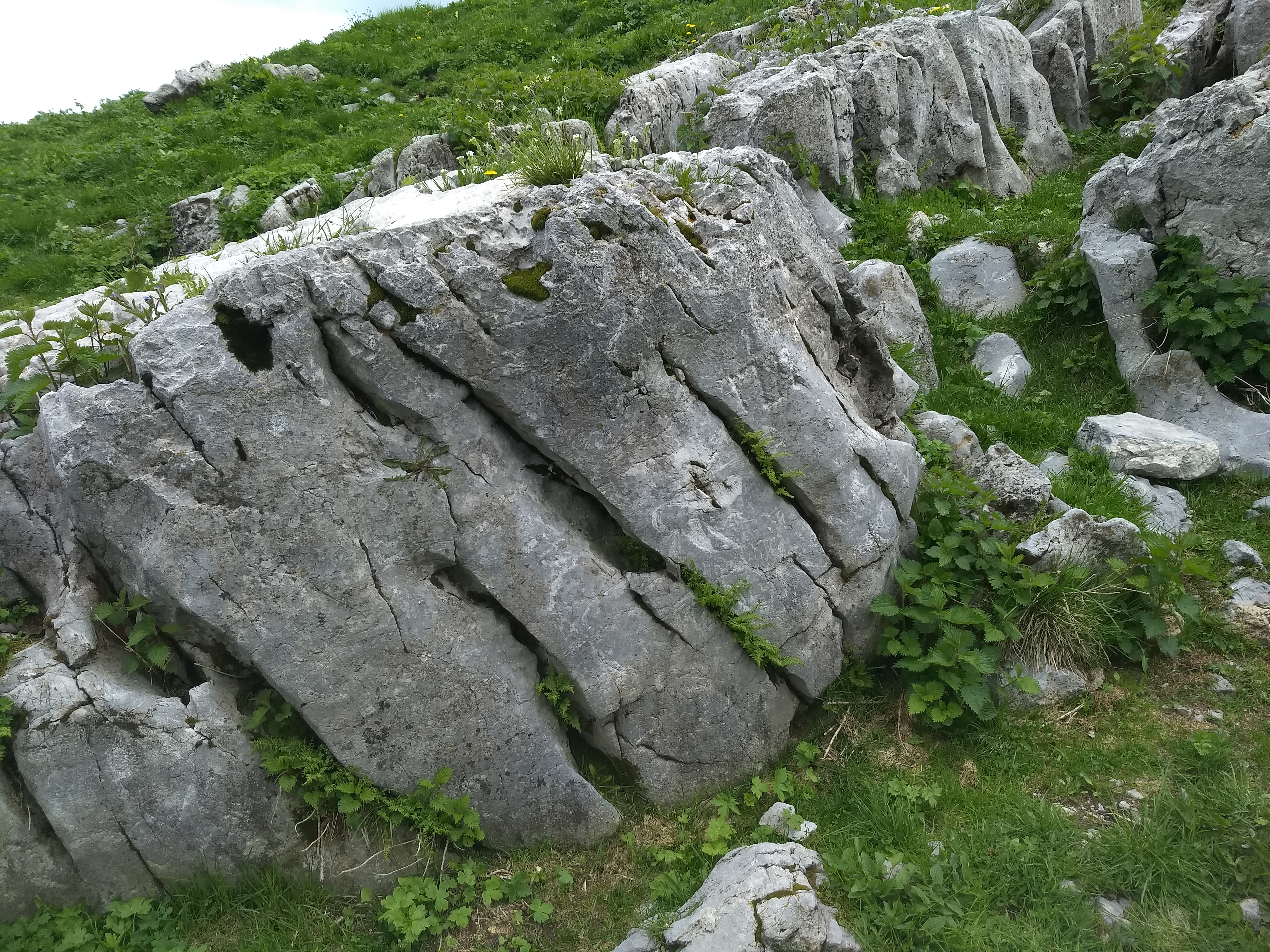
Monte Tombea, masso sito nelle immediate vicinanze della malga di alpeggio con incisa la data 1781, a ricordo della morte di un certo malgaro colpito da un fulmine
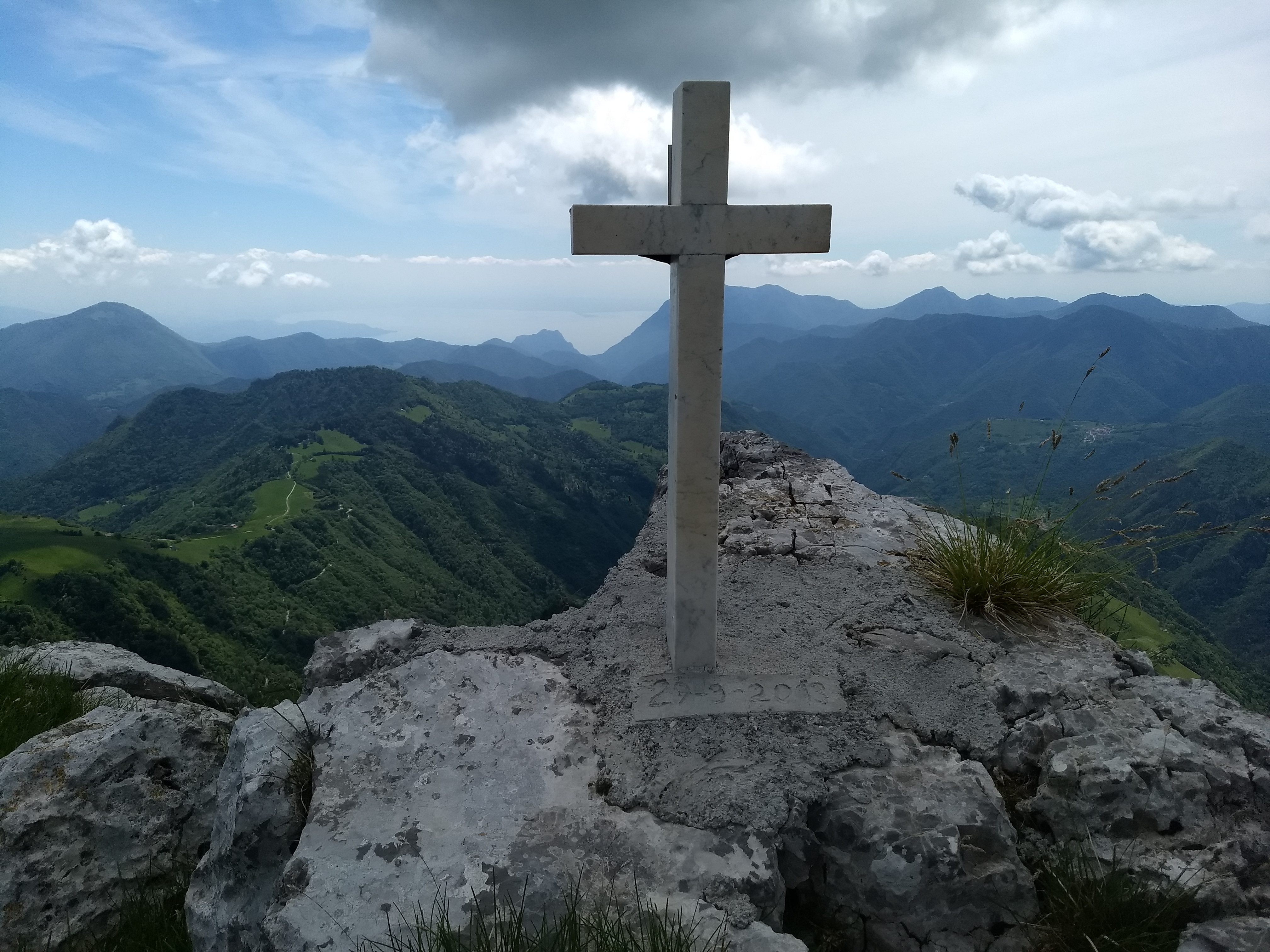
Monte Tombea, ai piedi della croce, posta a ricordo di tutti i malgari di Magasa che nei secoli monticarono la malga Tombea, reca la scritta 29 settembre 2013. Sullo sfondo Cima Rest, Monte Camiolo, Moerna, la Val Vestino, il sud del lago di Garda con la penisola di Sirmione e da destra il monte Denervo, monte Castello, monte Pizzocolo e il monte Spino
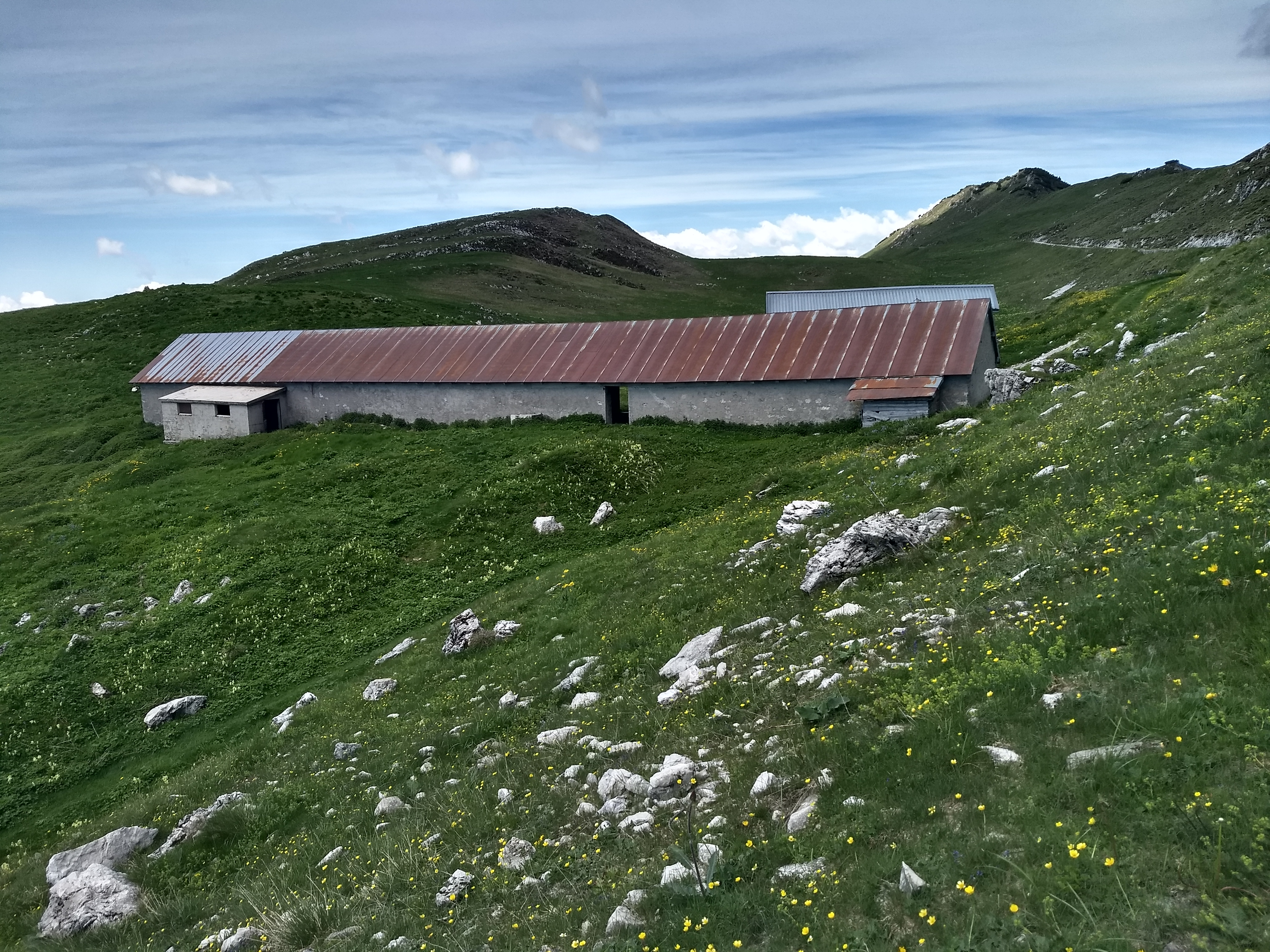
Monte Tombea, la malga di alpeggio, a sinistra il Dosso delle Saette e la Piana degli Stor
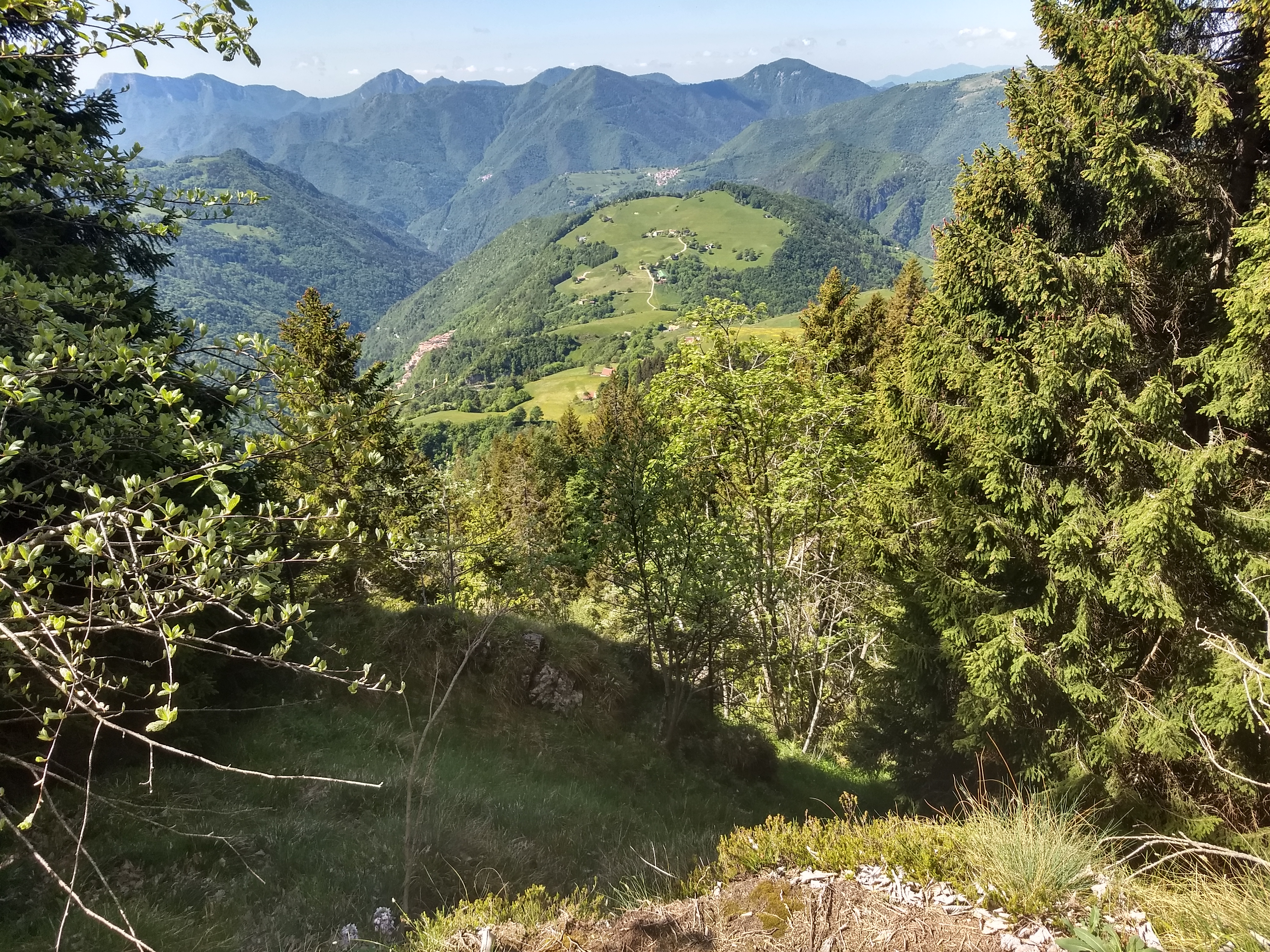
Monte Tombea, il monte Denai ripreso dalle pendici del Monte
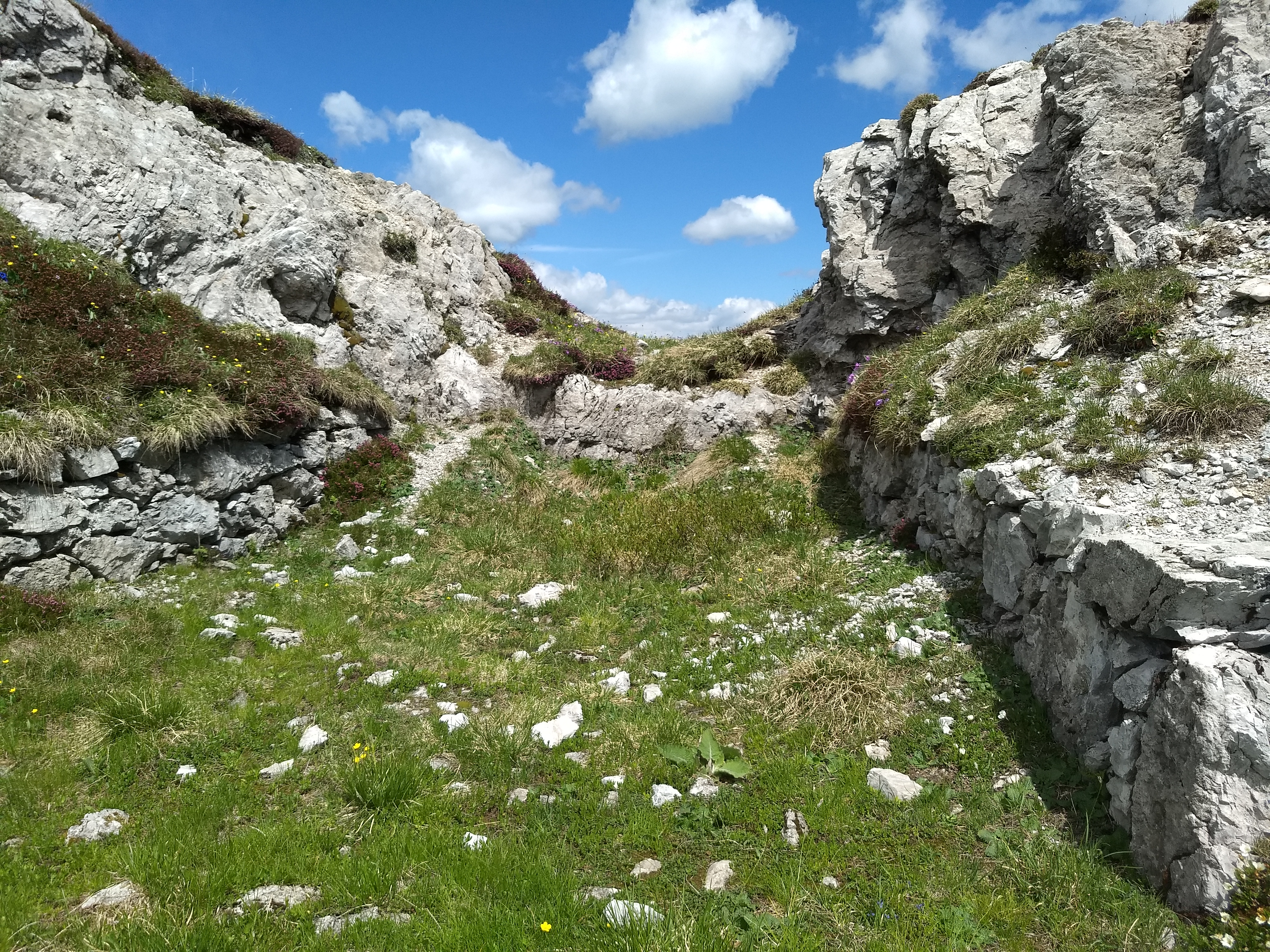
Cima Tombea, postazione in barbetta per un pezzo di artiglieria da 149A mm risalente alla Grande Guerra
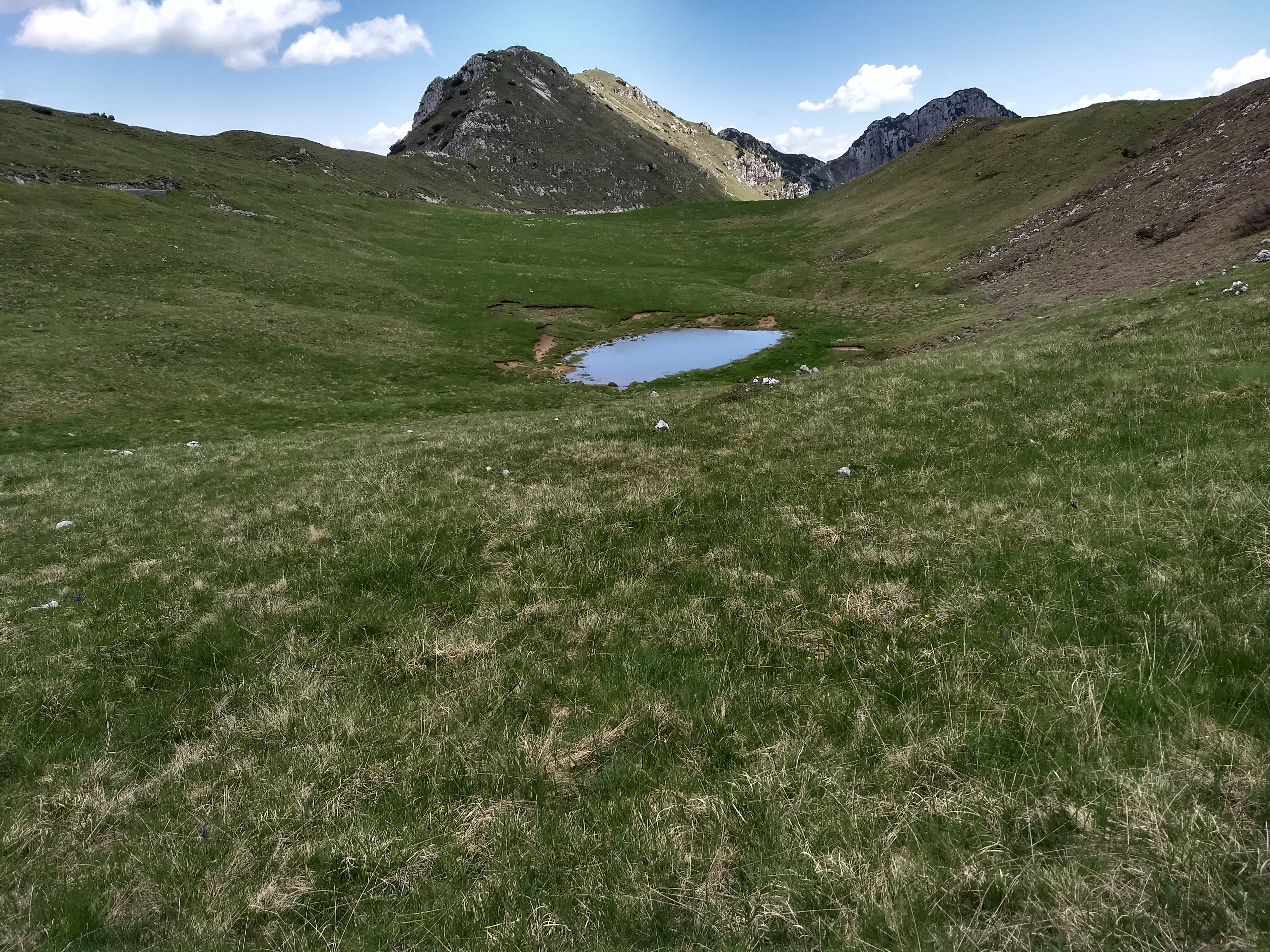
Monte Tombea, la conca pascoliva della Piana degli Stor, la pozza d'abbeverata e a sinistra Cima Tombea mentre a destra il Dosso delle Saette
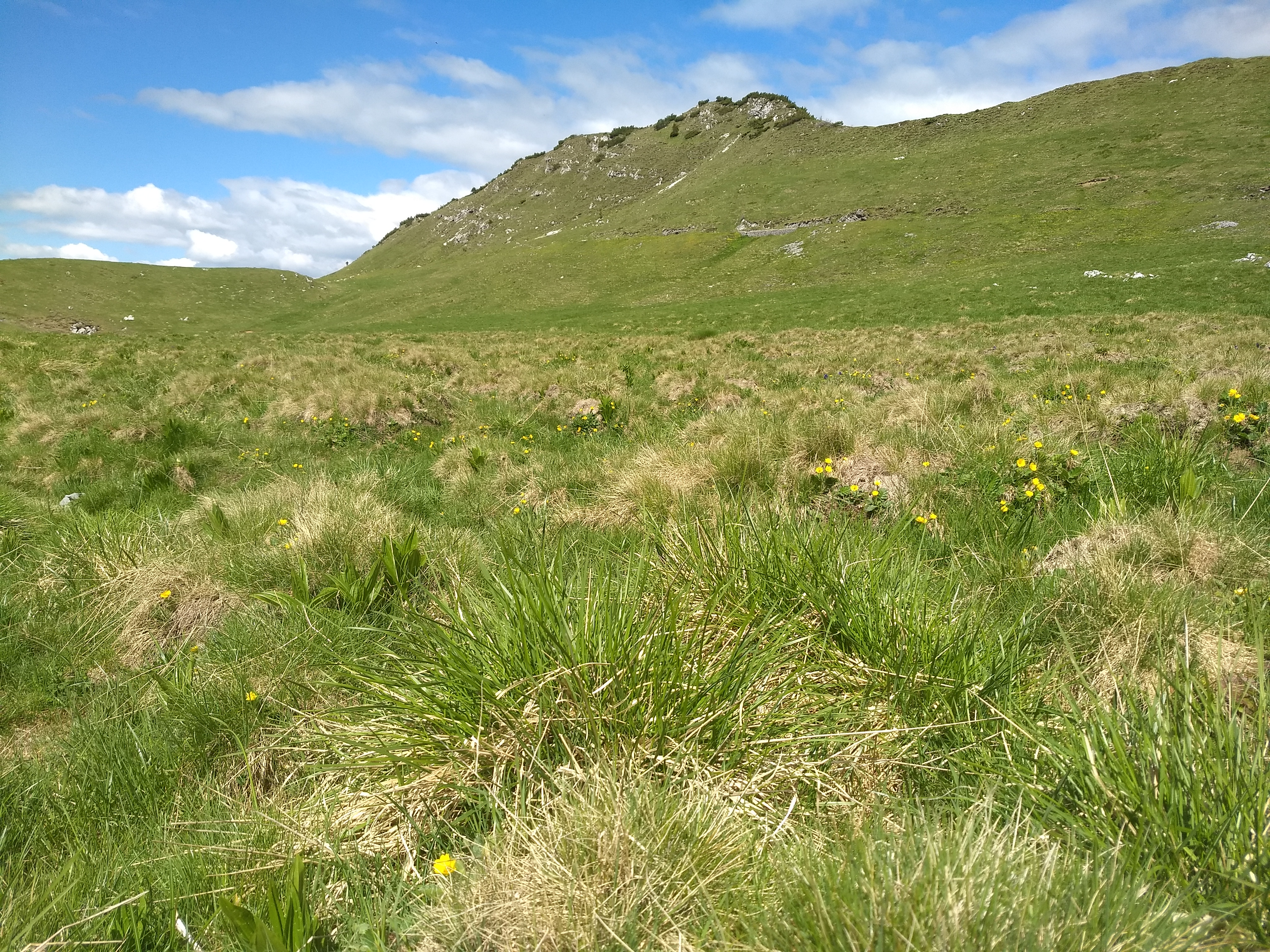
Monte Tombea, gli accumuli morenici nella Piana degli Stor
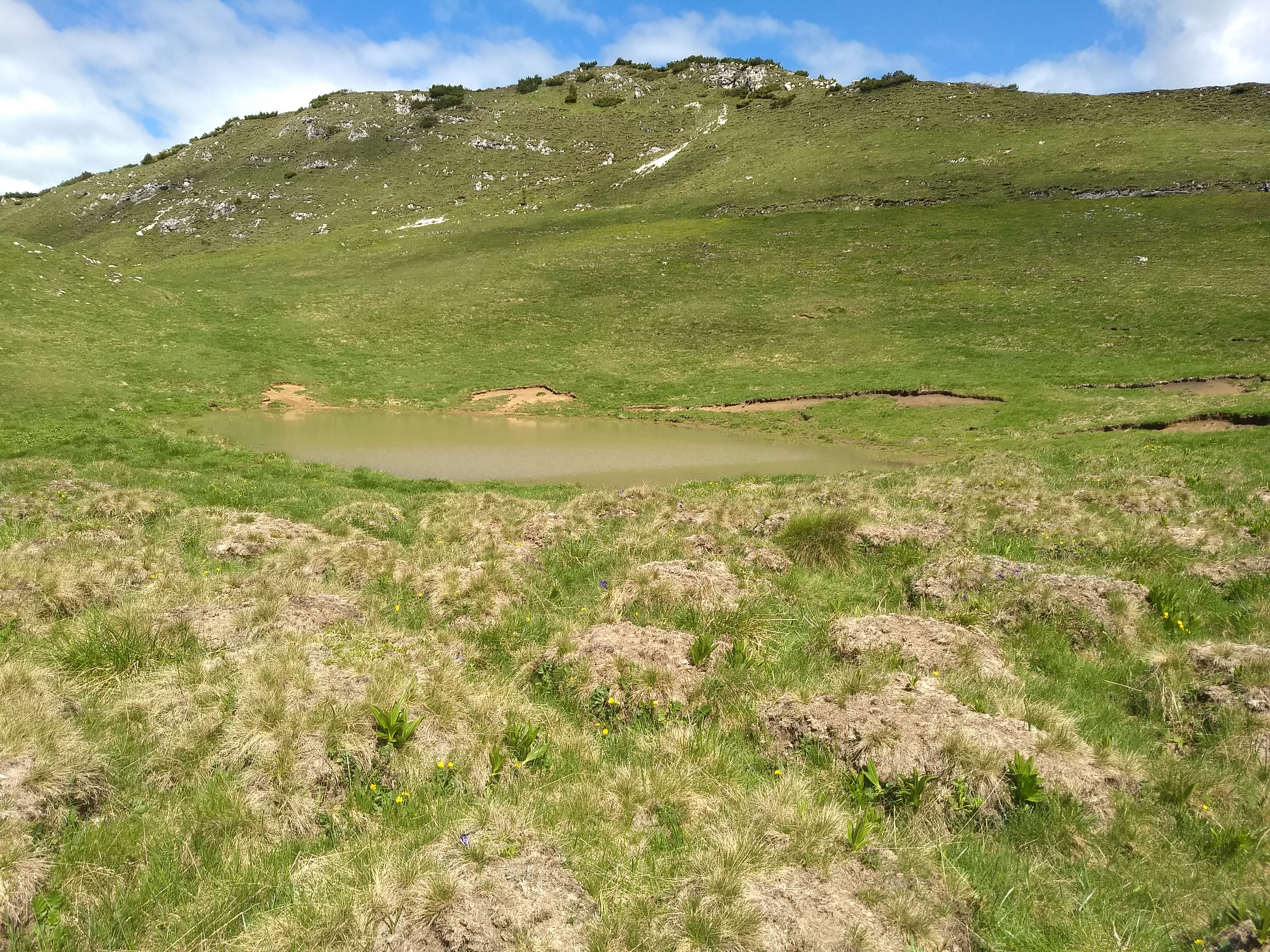
Monte Tombea, gli accumuli morenici nella Piana degli Stor
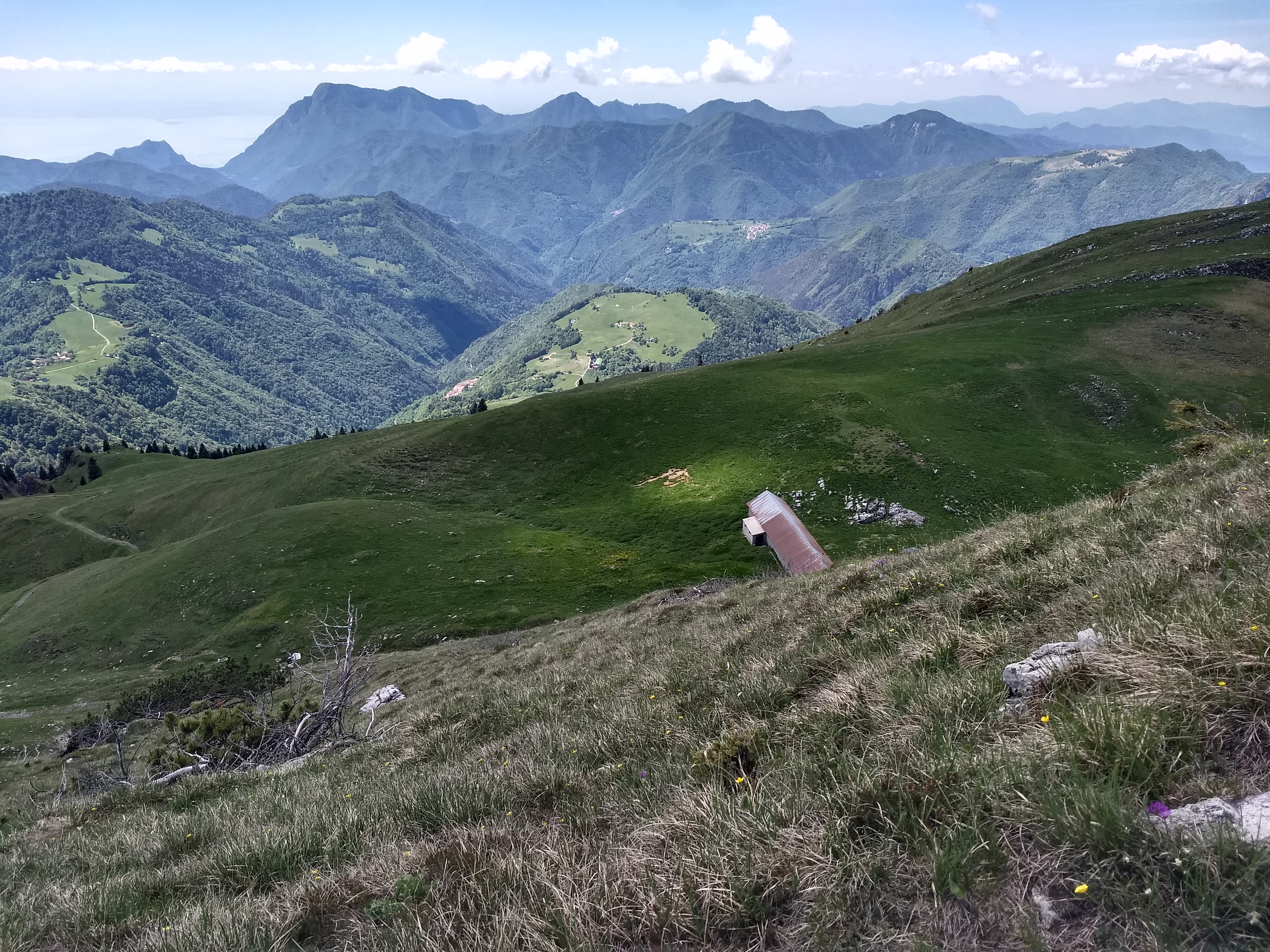
Monte Tombea, la malga di alpeggio e a sinistra sullo sfondo Cima Rest, Monte Camiolo, monte Pizzocolo mentre a destra Monte Denai con Magasa, Monte Stino con Moerna e Bollone
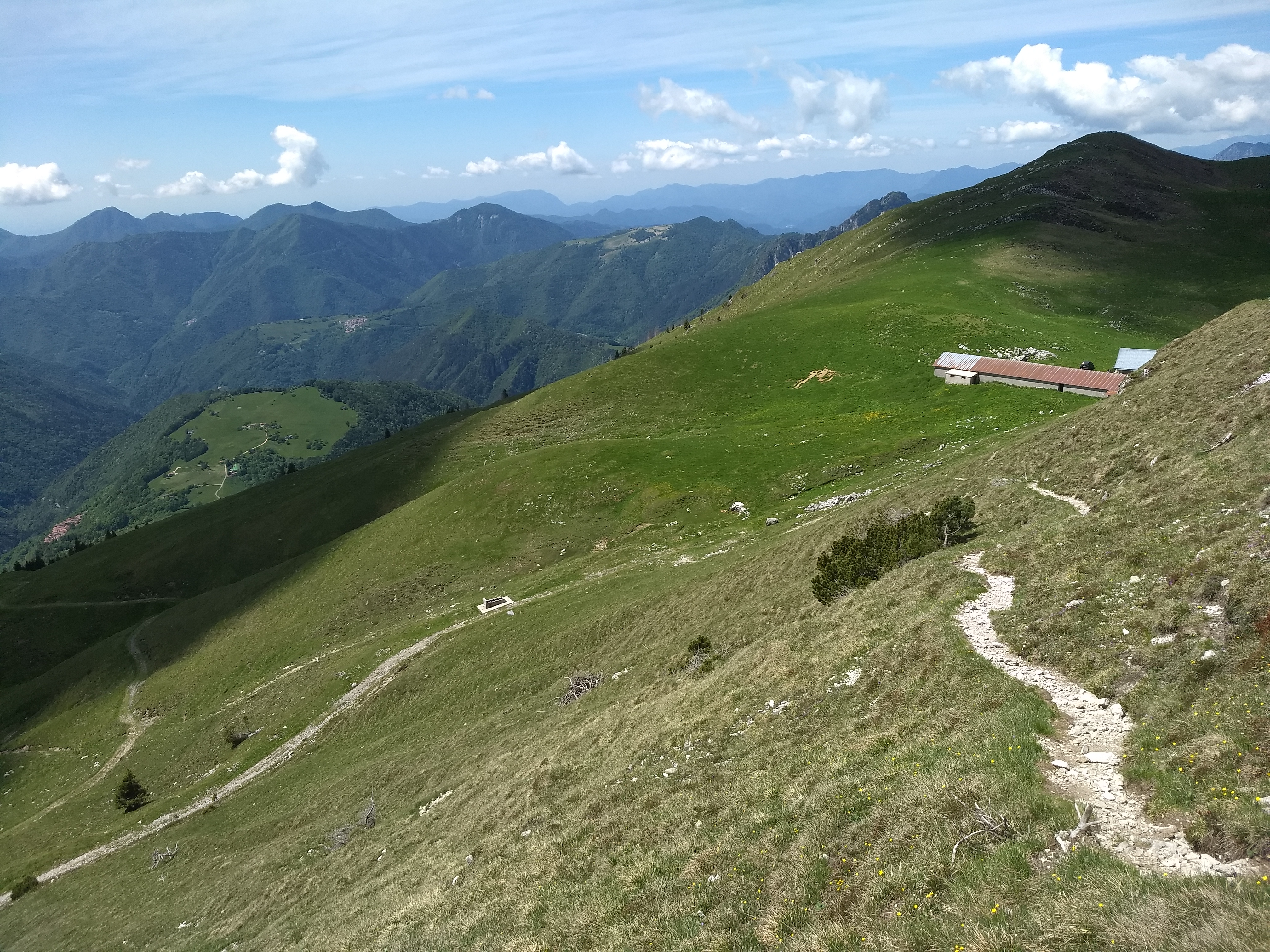
Monte Tombea, la malga d'alpeggio con il Monte Denai e Magasa
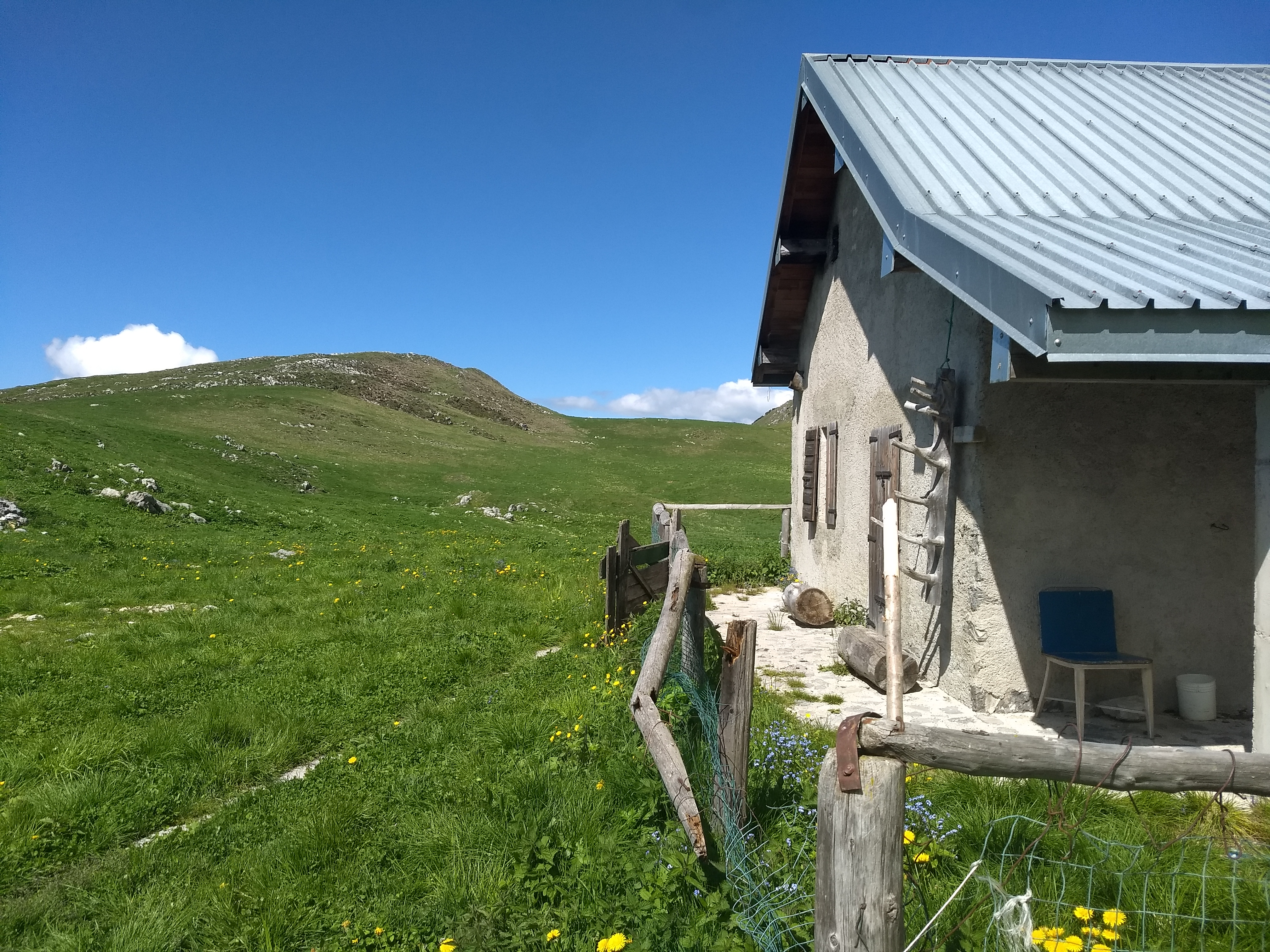
Monte Tombea, la malga d'alpeggio
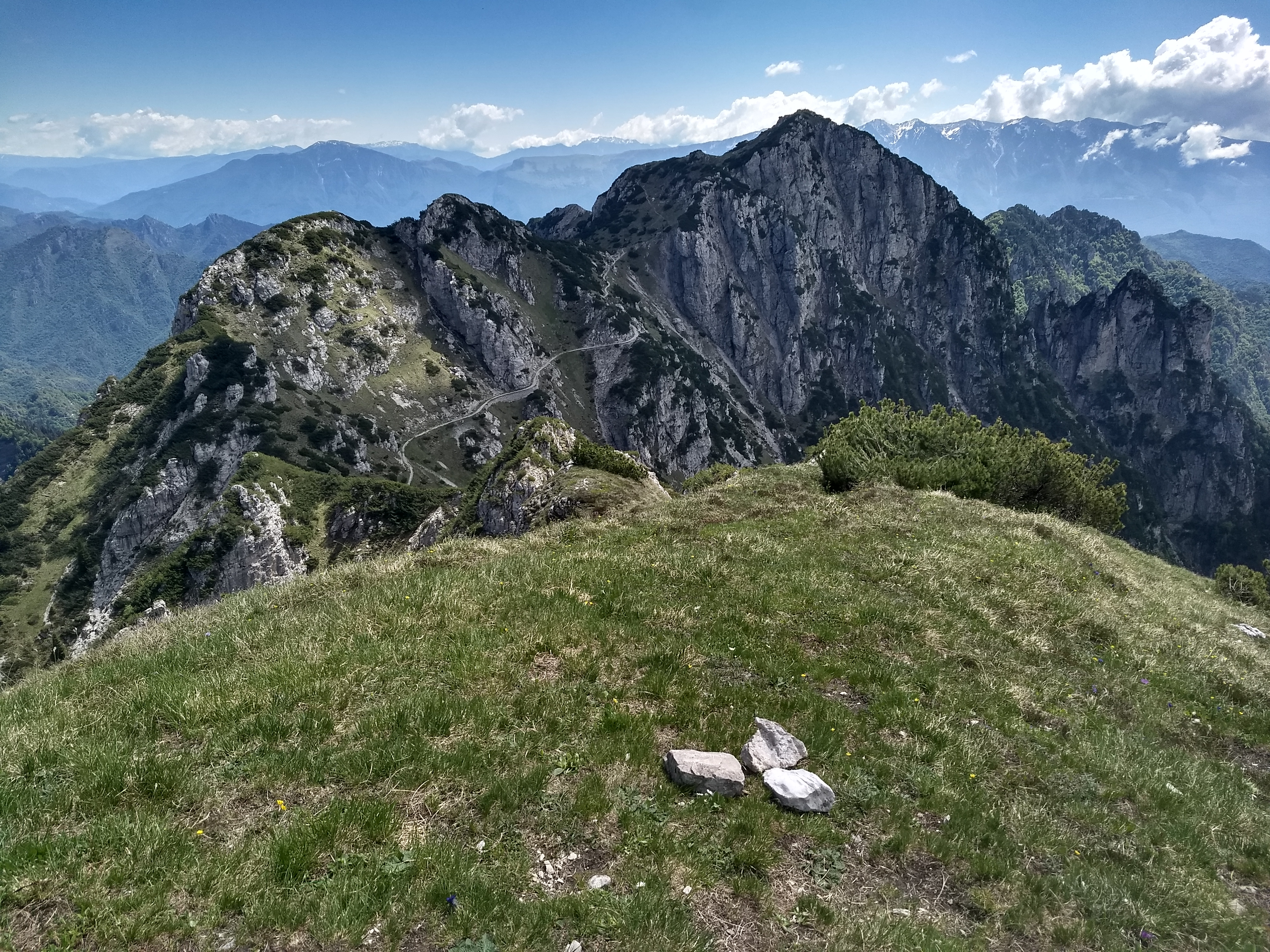
Monte Tombea, il Monte Caplone e sullo sfondo la cima innevata del Monte Pasubio
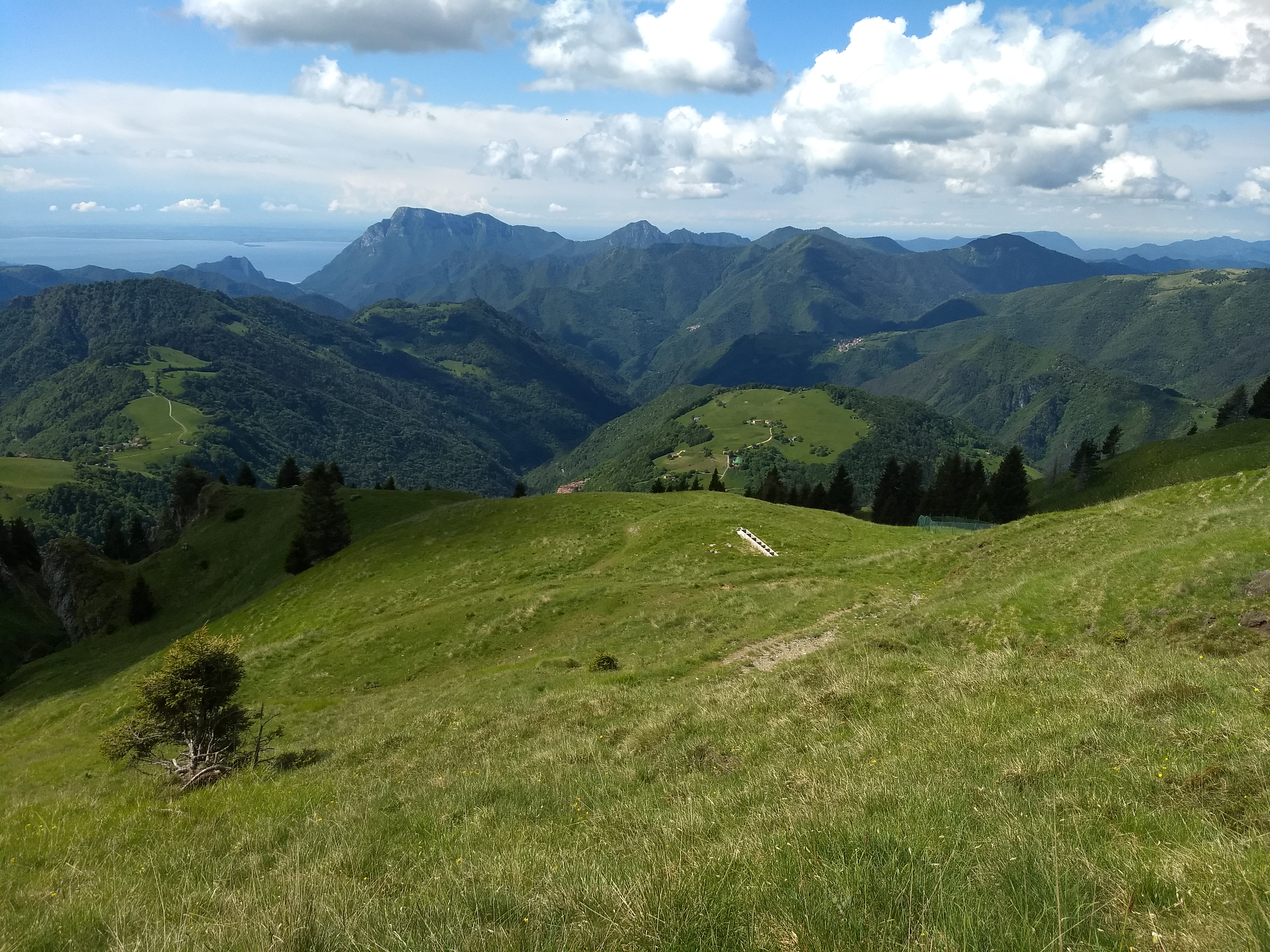
Monte Tombea, la località Casinèch ove sorgono le fontane d'abbeverata. Qui sorgeva l'antico edificio di ristoro della malga di Magasa distrutta da un incendio nel 1859 ad opera dei soldati austriaci
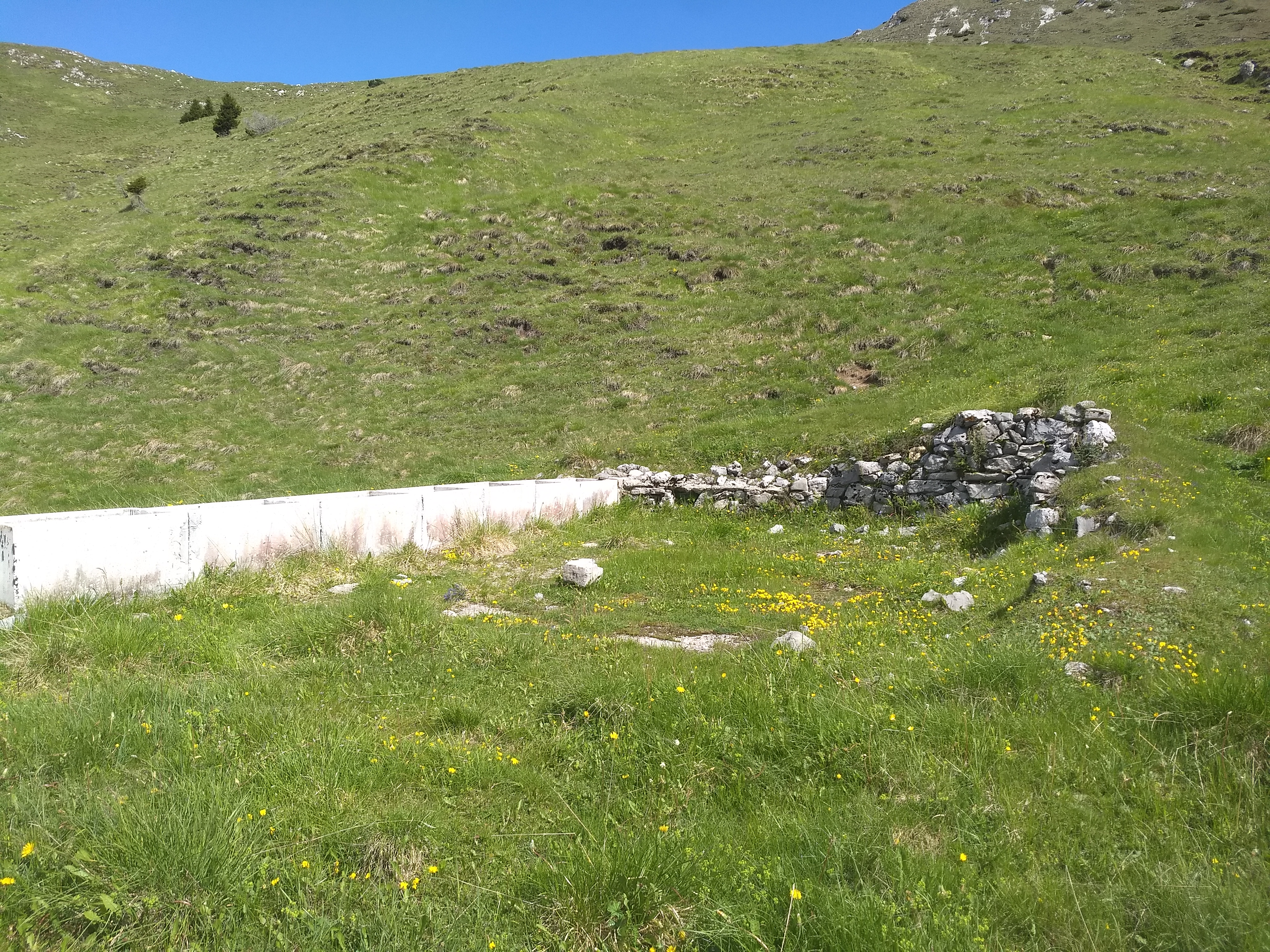
Monte Tombea, località Casinèch, i ruderi dell'antico edificio
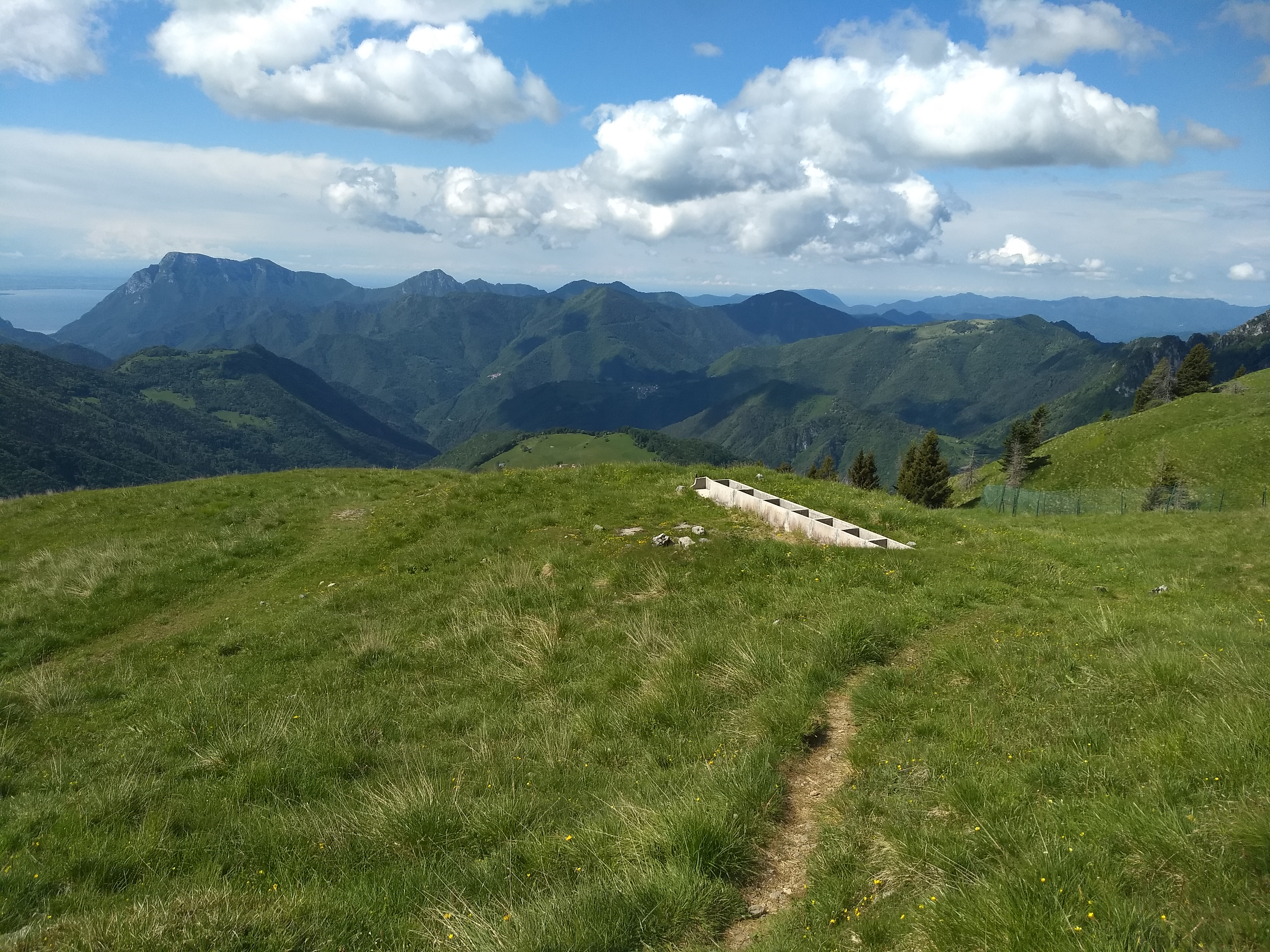
Monte Tombea, località Casenèch
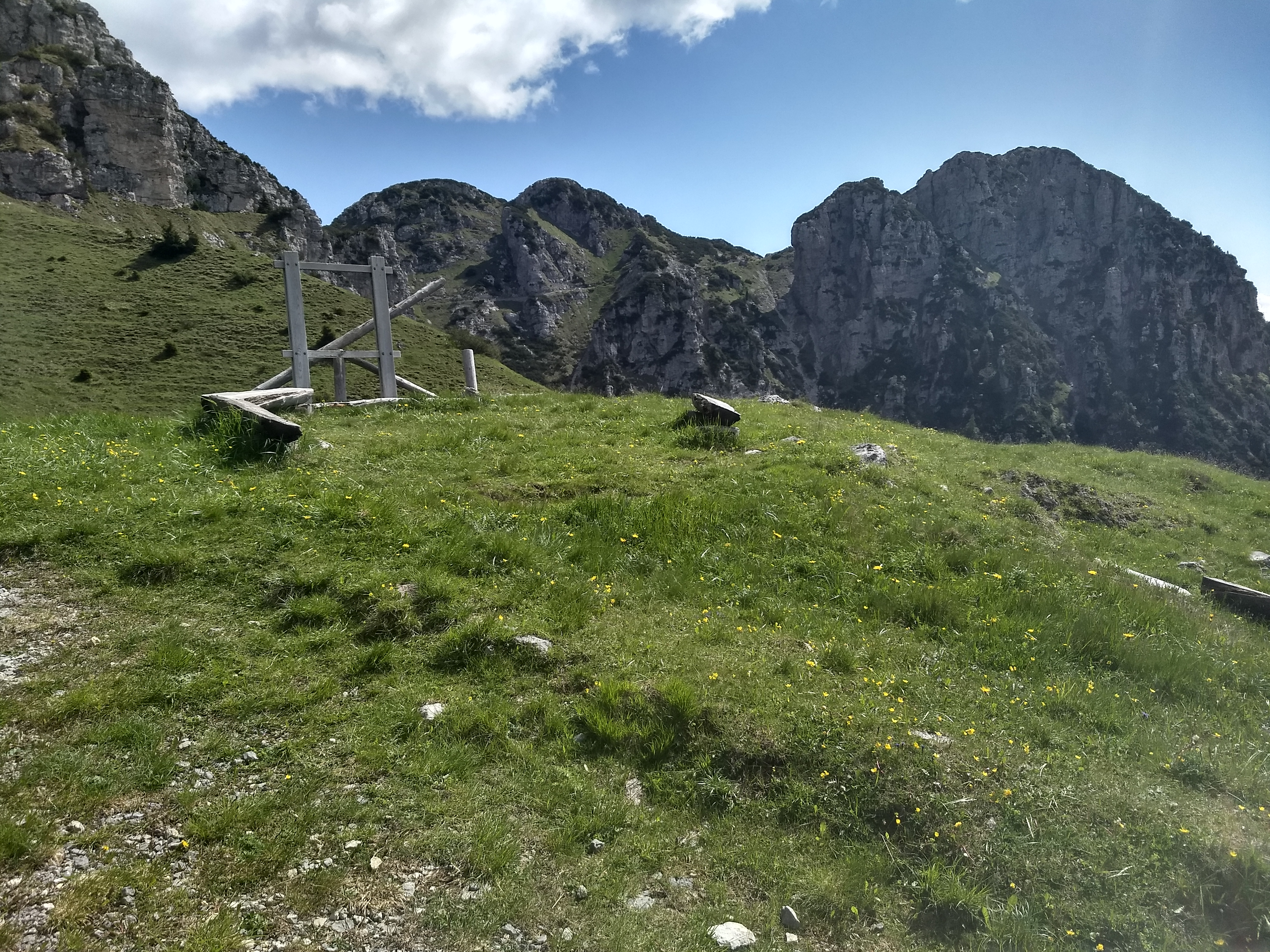
Monte Tombea, località Pianù e sullo sfondo il monte Caplone. Qui nel corso della Grande Guerra sorgevano i baraccamenti degli operai addetti alla costruzione delle fortificazioni
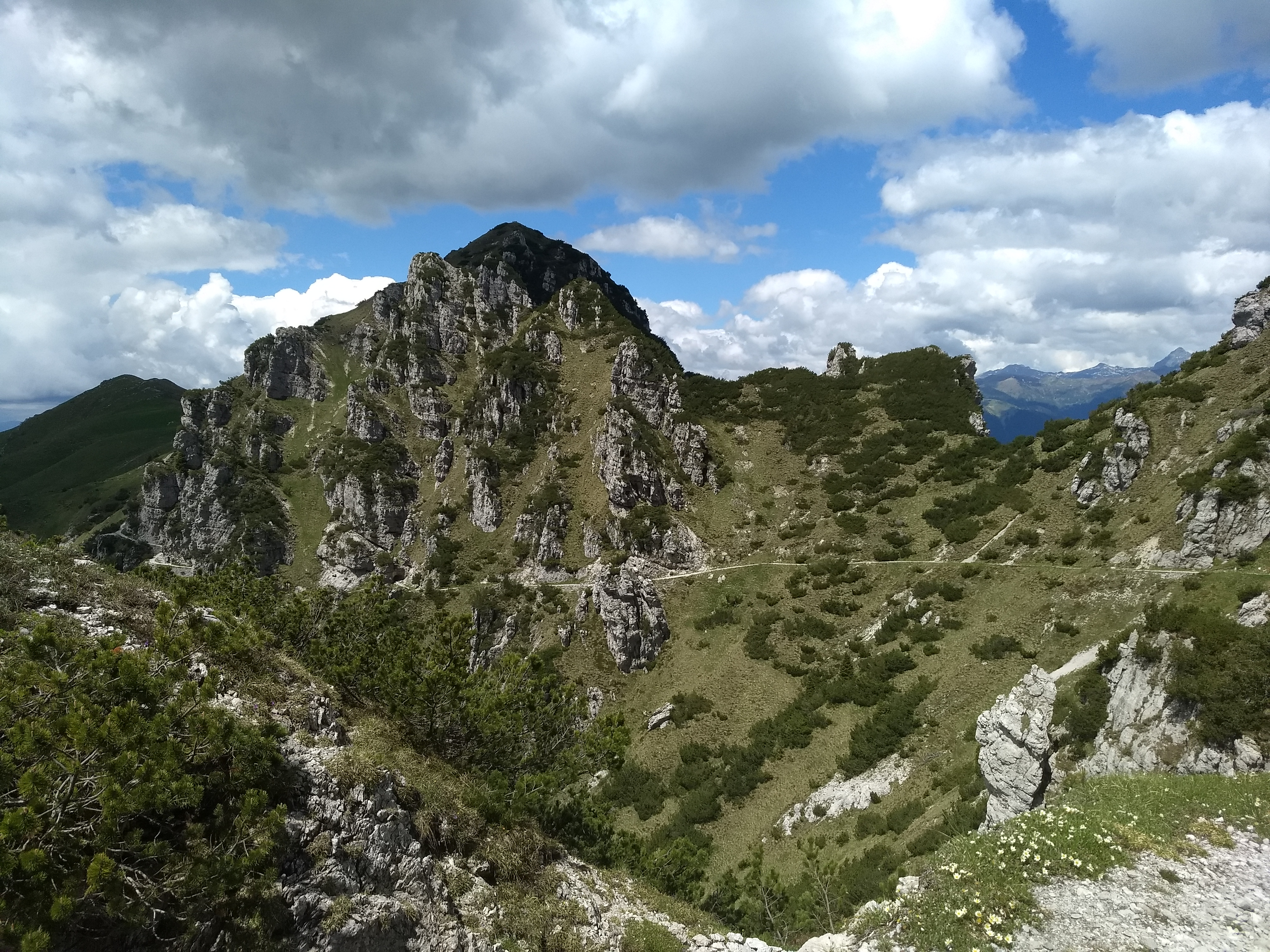
Monte Caplone, Cima Tombea vista dalla Bocca di Campei
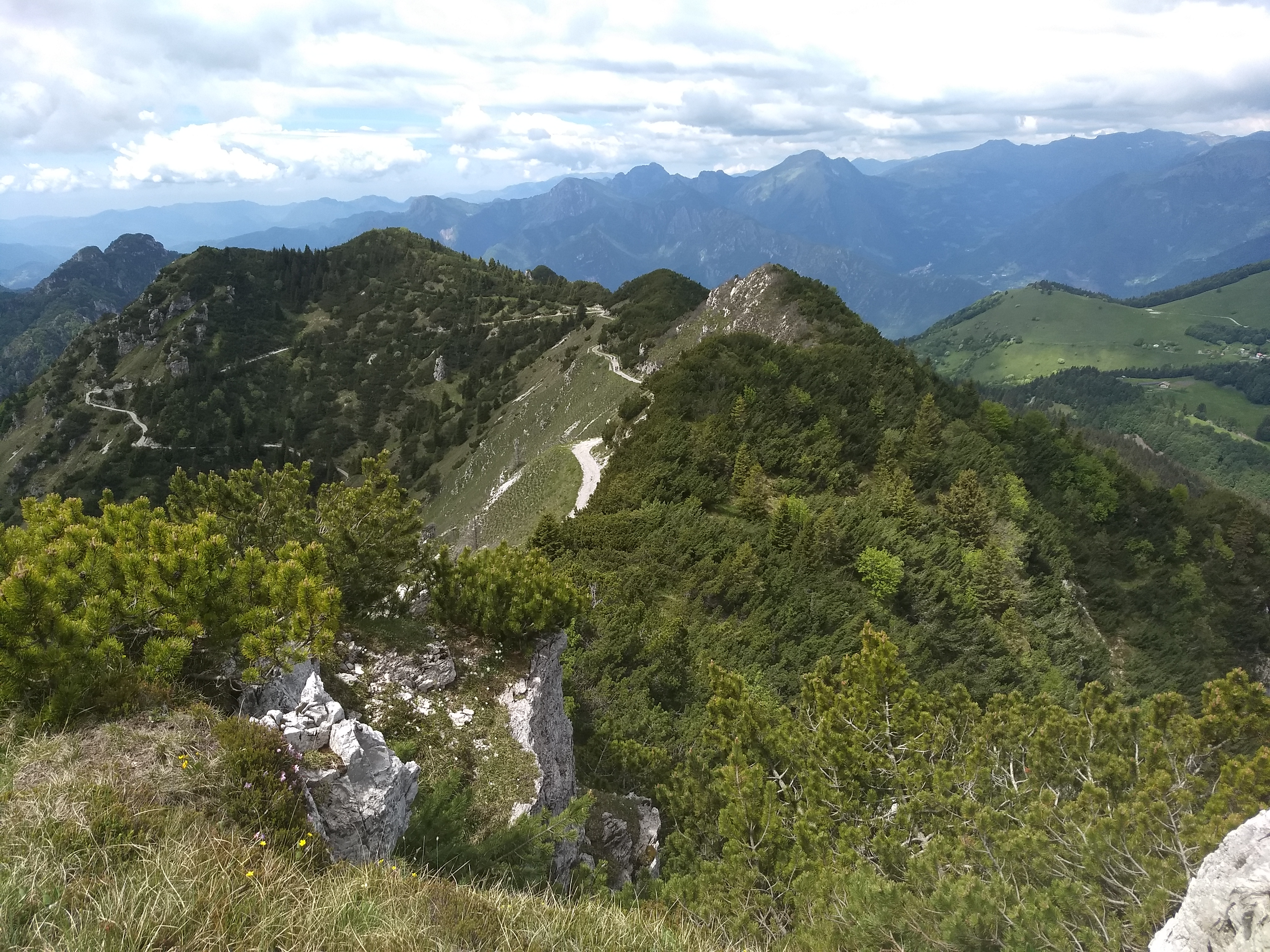
Monte Tombea, dorsale del monte Cortina e la Bocca di Cablone con la sottostante omonima Valle; a destra il monte Alpo di Bondone
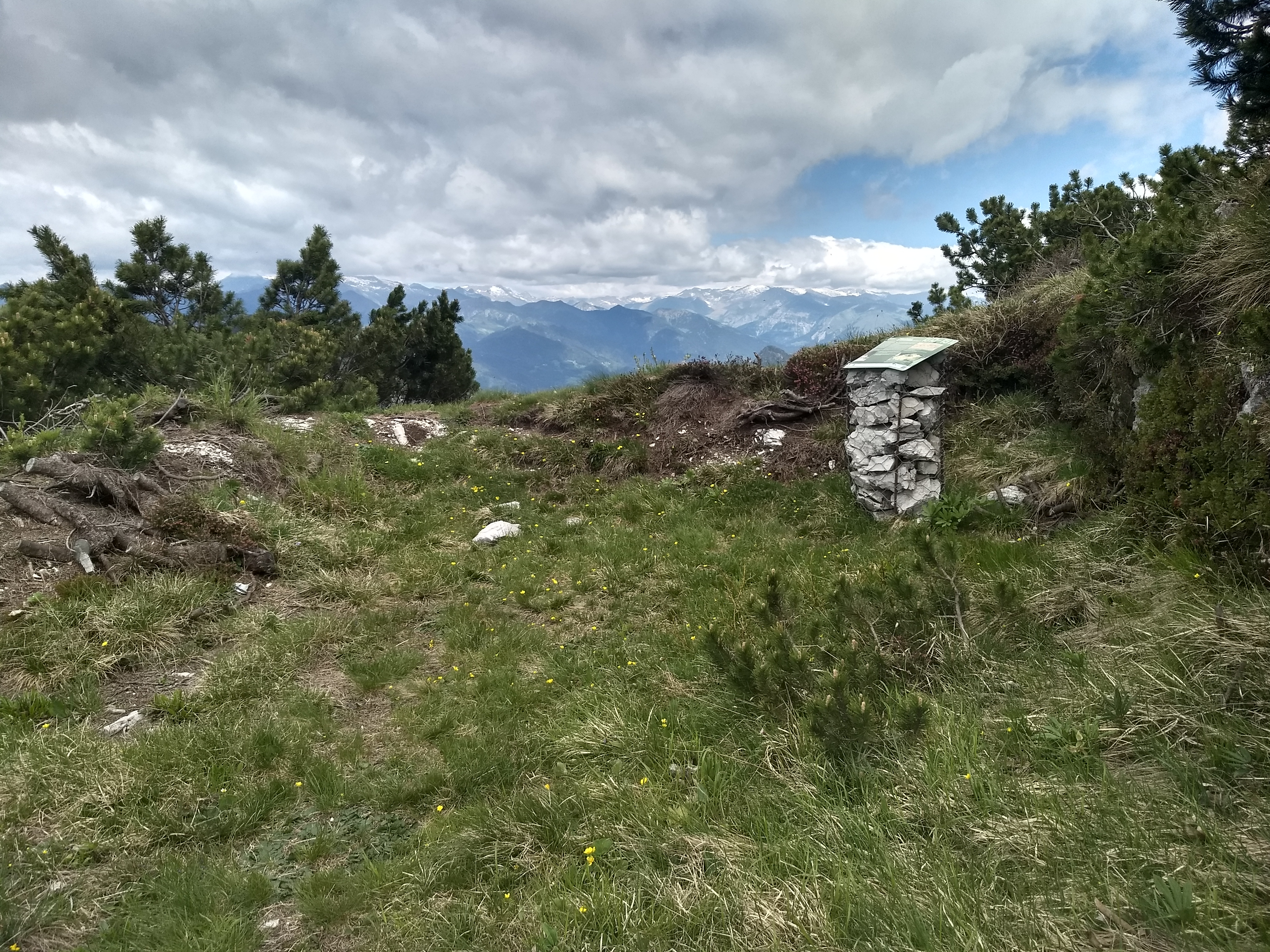
Monte Tombea, resti di una postazione in barbetta di un pezzo di artiglieria da 149A mm.
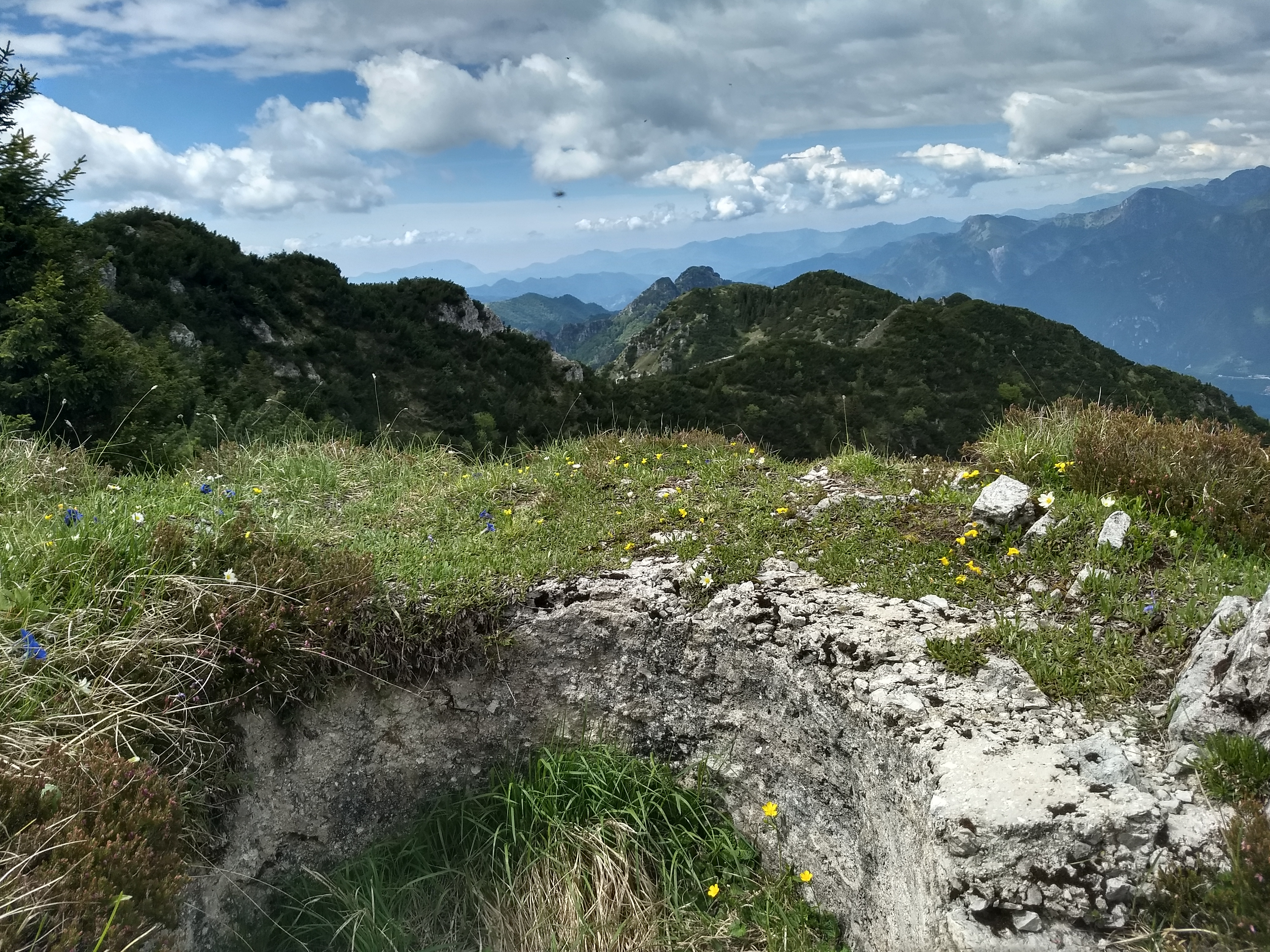
Monte Tombea, resti dell'appostamento di mitragliatrice sul monte Cortina
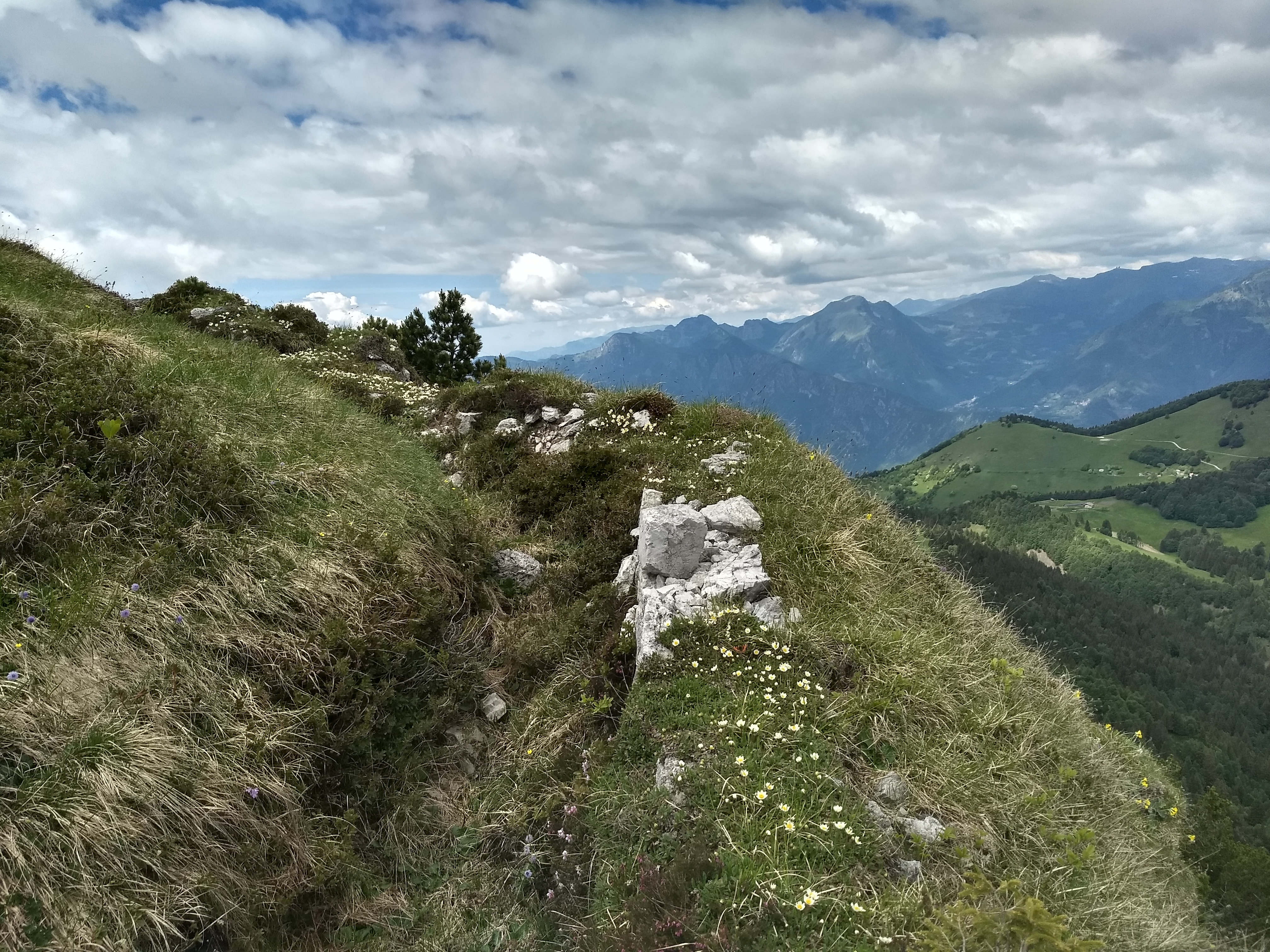
Monte Tombea, trinceamento sul crinale del monte Cortina
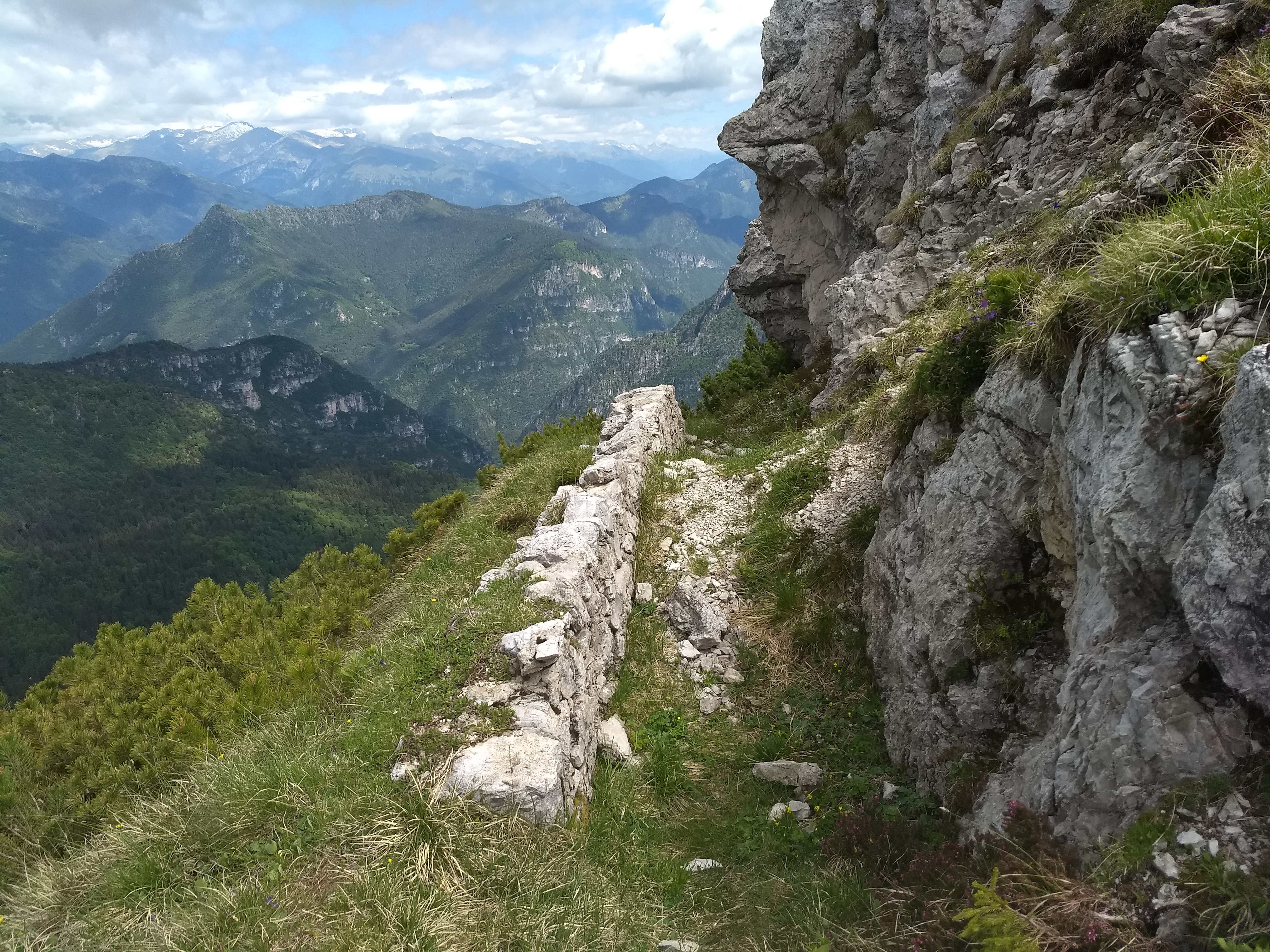
Monte Tombea, trinceamento sul crinale del monte Cortina
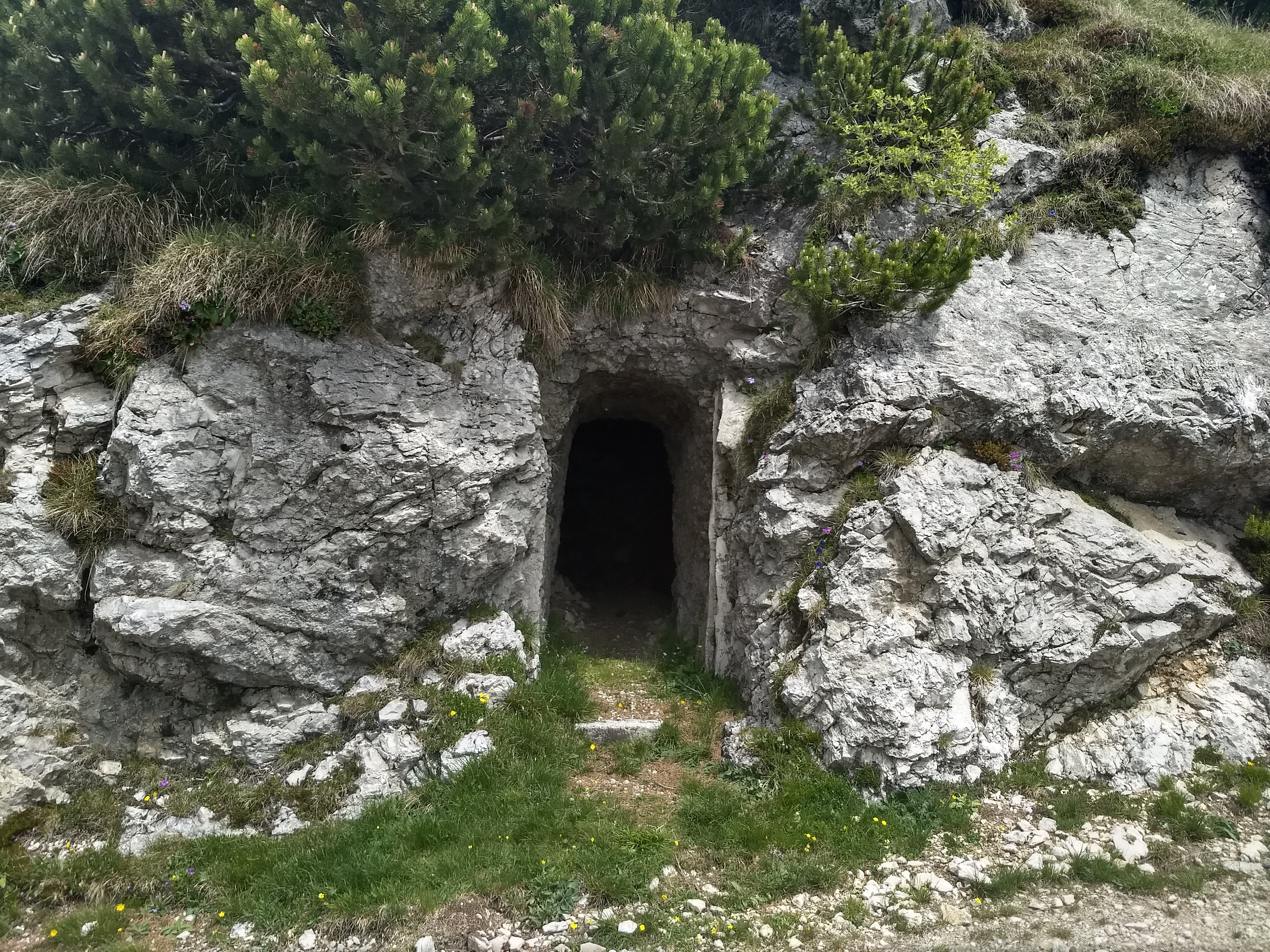
Monte Tombea, ricovero ipogeo sul monte Cortina
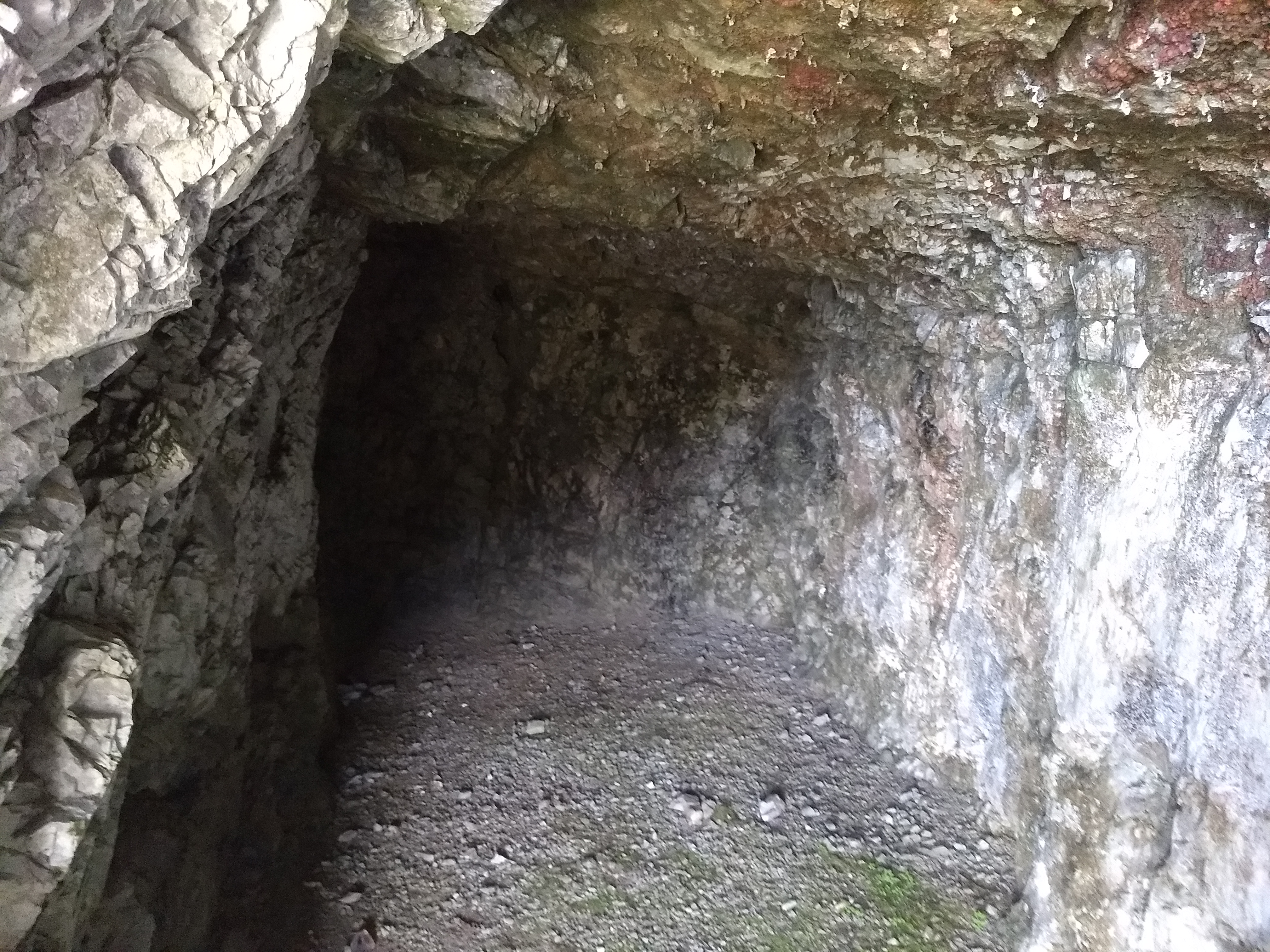
Monte Tombea, interno di un ricovero ipogeo sul monte Cortina
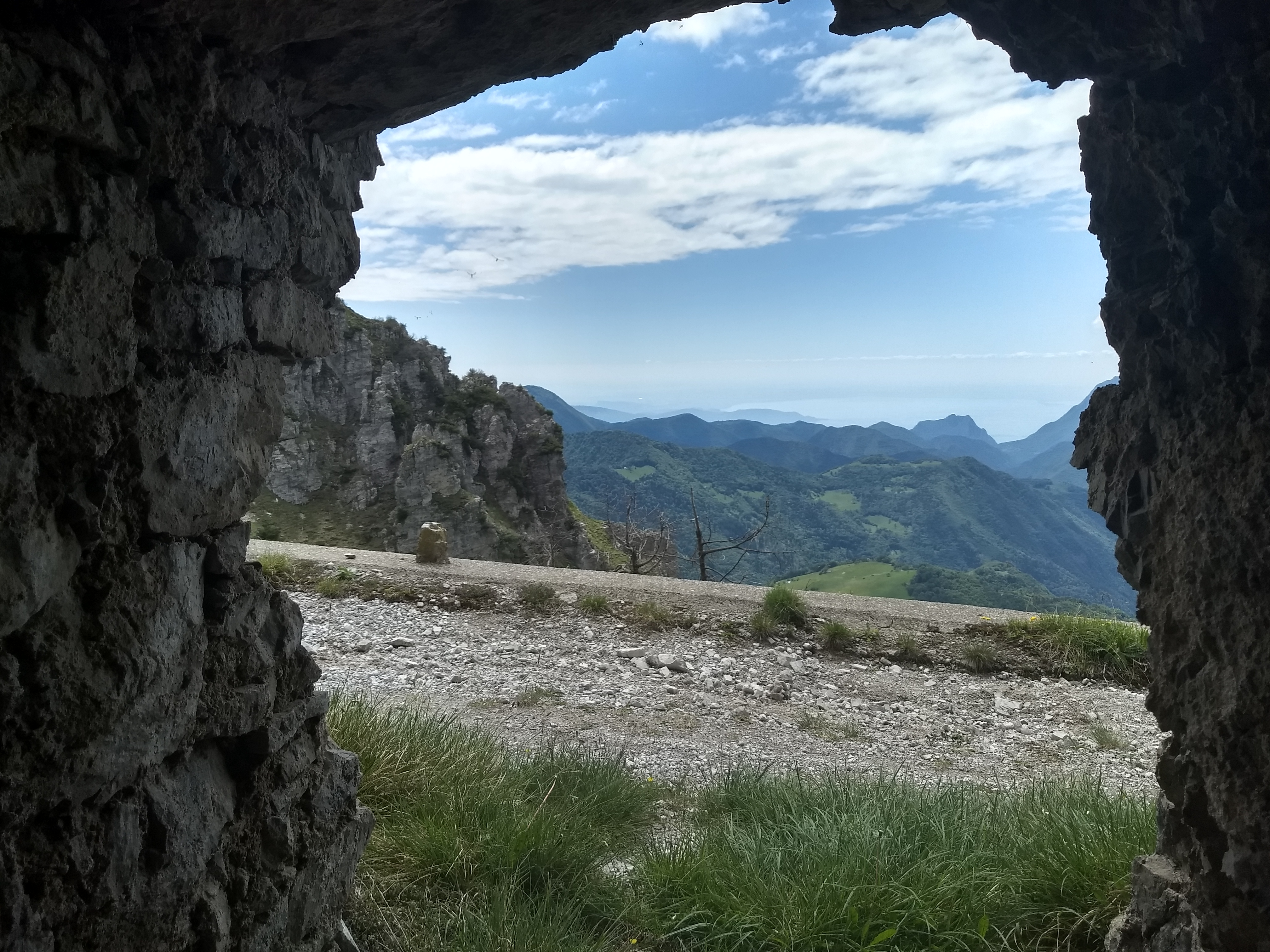
Monte Tombea, panorama della Val Vestino da un rifugio ipogeo sul monte Cortina, a sinistra la parete della Corna Tonda
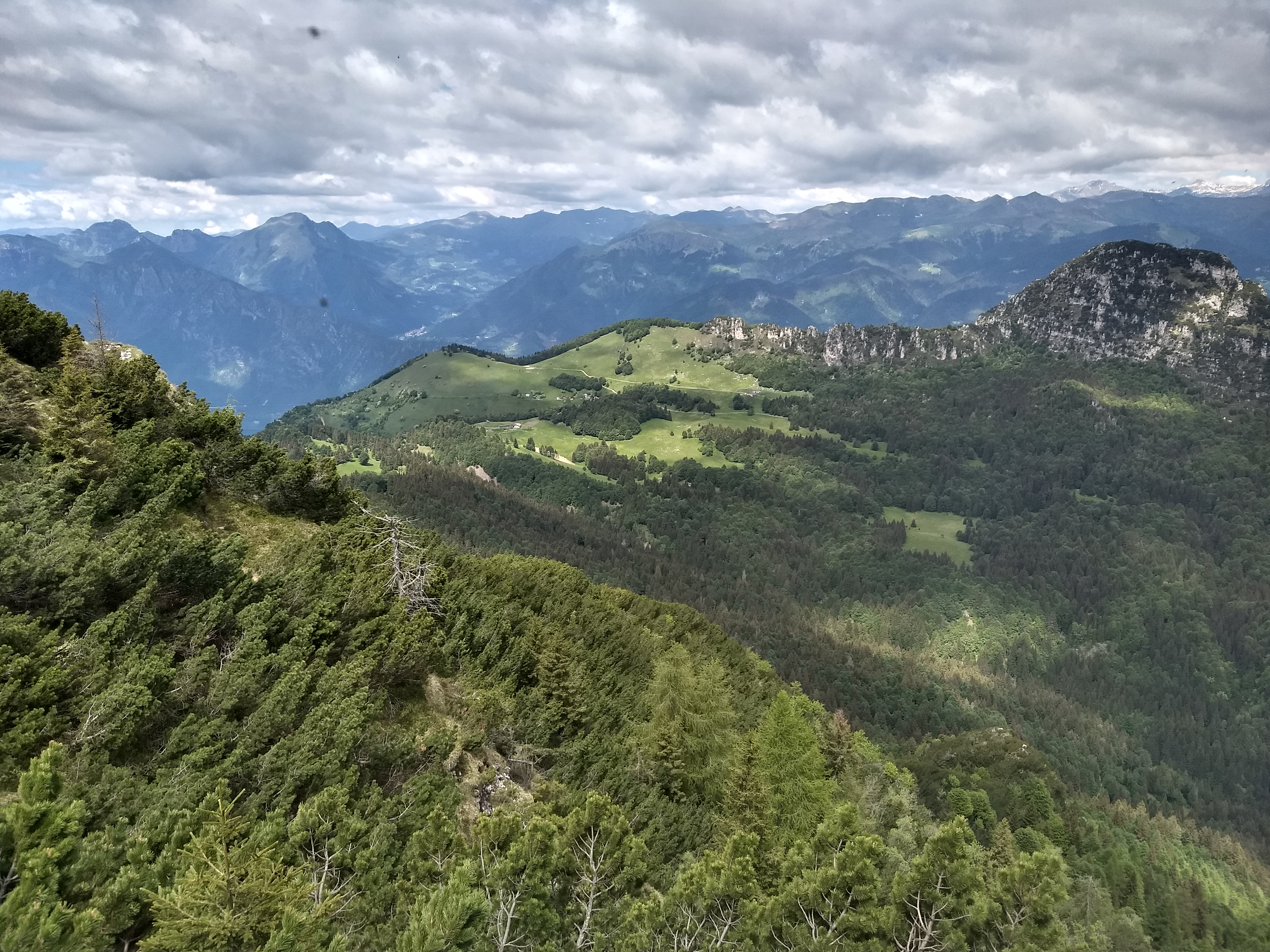
Monte Tombea, il monte Alpo di Bondone e a destra Cima Spessa
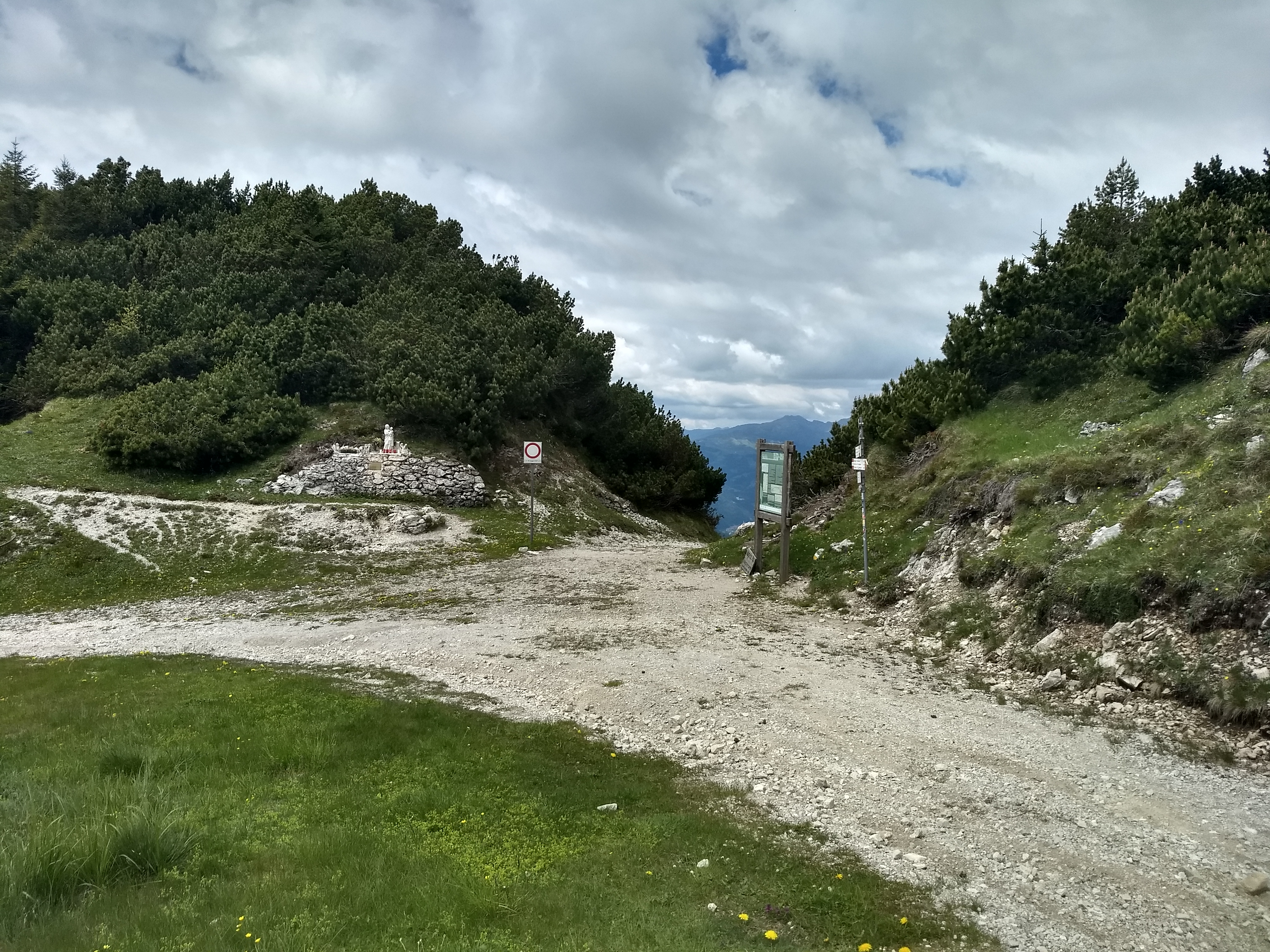
Monte Tombea, Bocca di Cablone (1755 m.) viene citata in un documento del 1301 come Forçella Cellongi, il passo che congiunge l'Alpo di Bondone con la Val Vestino
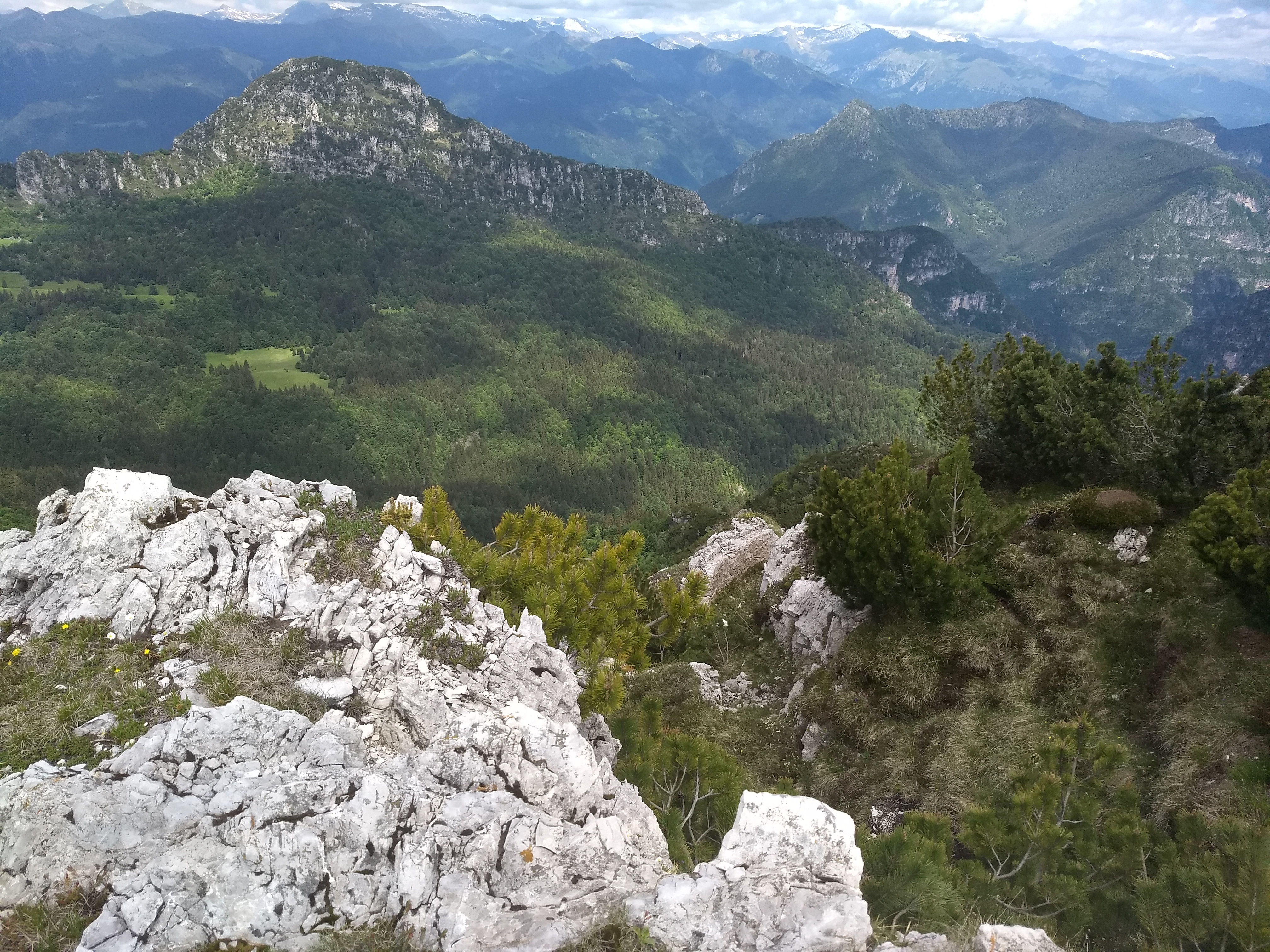
Monte Tombea, in basso i resti di una trincea, in lontananza Cima Spessa e monte Alpo di Bondone
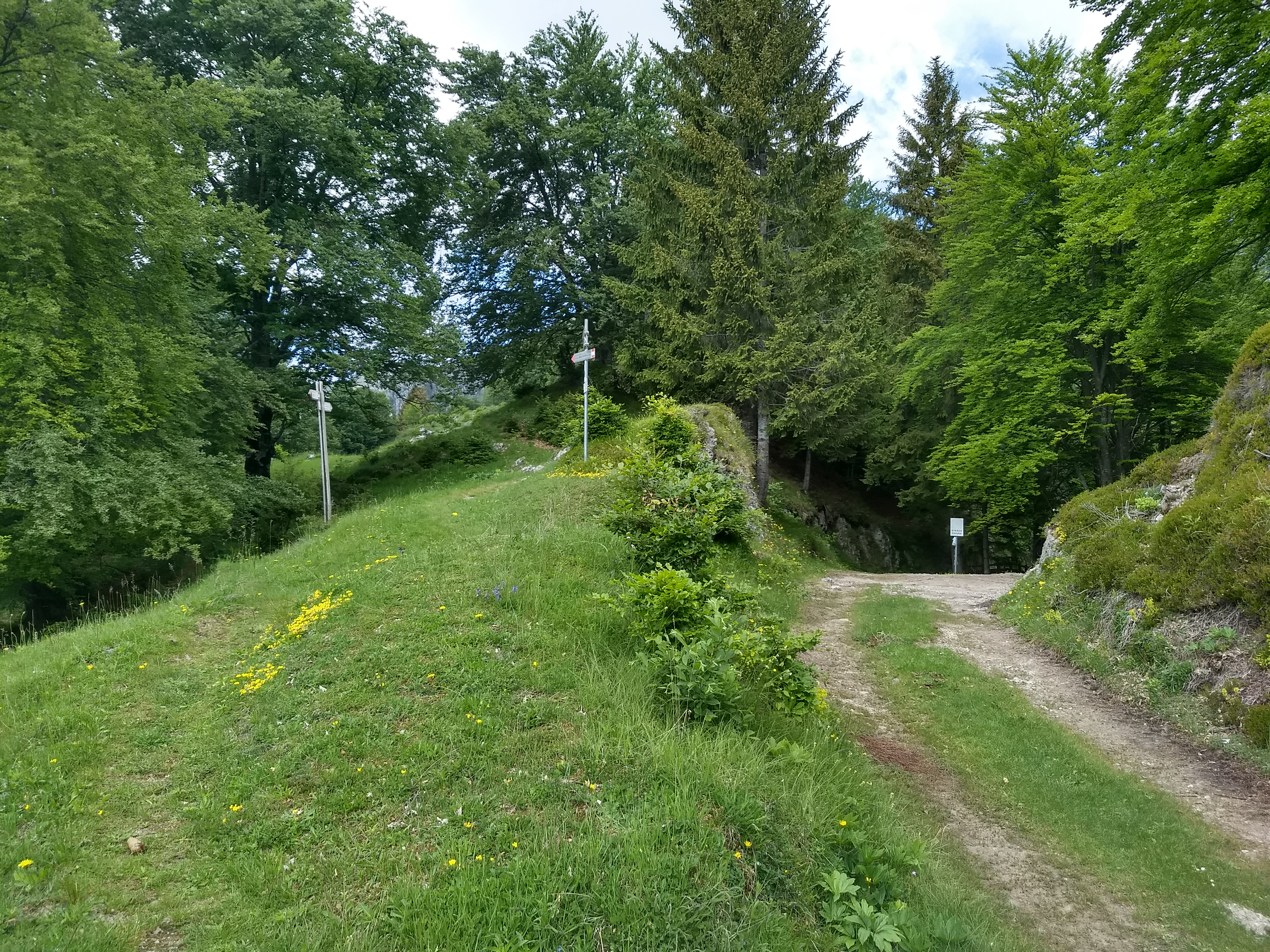
Monte Caplone, passo dello Spias dei Leteganc presso malga Alvezza ove inizia il sentiero di accesso al monte Tombea e Caplone